# 29. September
Der 29. September ist der 272. Tag des gregorianischen Kalenders (der 273. in Schaltjahren), somit bleiben 93 Tage bis zum Jahresende.

## Ereignisse

### Politik und Weltgeschehen
- 522 v. Chr.: In einer Schlacht bei Pasargadae besiegt Dareios I. den Oberpriester Gaumata, der sich als Bardiya zum Großkönig im Achämenidenreich krönen ließ. Dareios muss sich in der Folge jedoch weiterer Lügenkönige erwehren, ehe er sich als persischer Herrscher durchsetzen kann.

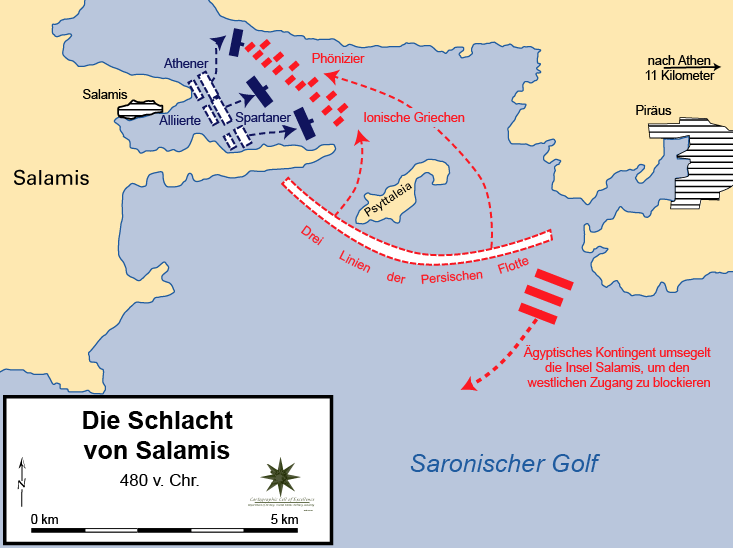
480 v. Chr.: Schlacht bei Salamis

- 480 v. Chr.: Die griechische Flotte unter Themistokles besiegt die Perser unter Xerxes I. in der Seeschlacht von Salamis.
- 1041: Der böhmische Fürst Břetislav I. aus dem Geschlecht der Přemysliden ergibt sich in Prag Kaiser Heinrich III., nachdem sein Plan eines großslawischen Reichs gescheitert ist.
- 1096: Die Rum-Seldschuken besiegen das deutsche Kontingent des Volkskreuzzugs bei der Belagerung von Xerigordon.
- 1267: Der Vertrag von Montgomery beendet den seit 1262 andauernden englisch-walisischen Krieg. Dabei wird Gruffydd ap Llywelyn vom englischen König Heinrich III. als Fürst von Wales anerkannt.

1364: Schlacht von Auray

- 1364: In der Schlacht von Auray besiegt der bretonische Herzog Johann V. mit Unterstützung englischer Truppen unter John Chandos seinen Gegner Karl von Blois und die Franzosen entscheidend und beendet damit den Bretonischen Erbfolgekrieg.
- 1399: Englands König Richard II. wird von Henry of Bolingbroke, dem späteren König Heinrich IV., mit parlamentarischer Billigung gefangen genommen und wegen Willkürherrschaft zur Abdankung gezwungen.
- 1568: Der schwedische Herrscher Erik XIV. wird von der Adelsopposition unter Führung seiner Halbbrüder Johann und Karl gestürzt. Johann wird als Johann III. neuer schwedischer König.
- 1712: In der Seeschlacht vor Rügen vernichtet die dänische Flotte den Großteil einer schwedischen Transportflotte, die während des Großen Nordischen Krieges Nachschub in das belagerte Stralsund bringen soll.
- 1760: Das Fort Detroit kapituliert als eine der letzten französischen Befestigungen in Nordamerika kampflos vor britischen Truppen unter Major Robert Rogers.
- 1793: Wirtschaftliche Not und der Druck hungernder Sansculottes lassen in der Französischen Revolution den Nationalkonvent das Große Maximumgesetz verabschieden. Es legt Höchstpreise für tägliche Bedarfsgüter fest.
- 1817: Die Indianerstämme am Ohio River überlassen im Vertrag von Fort Meigs ihr restliches Land den Vereinigten Staaten, die es an Siedler bereitstellen.
- 1818: Der Aachener Kongress der Großmächte Russland, Österreich, Preußen, Frankreich und Großbritannien beginnt. Die Herrscher und hochrangige Vertreter ihrer Staaten beraten über Maßnahmen, um die revolutionär-demokratische Entwicklung in Europa zu bekämpfen.

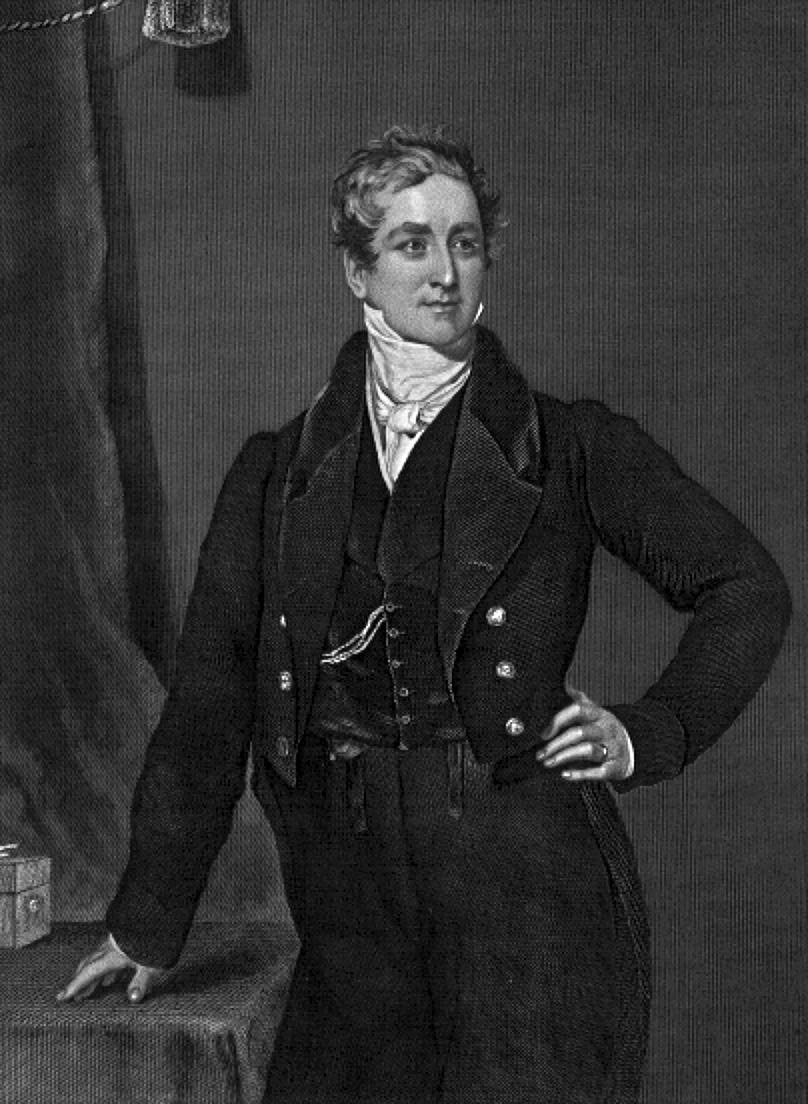
1829: Robert Peel

- 1829: Die Beamten des Metropolitan Police Service gehen zum ersten Mal in London auf Streife. Nach ihrem Gründer, dem damaligen britischen Innenminister Sir Robert Peel, heißen die Polizisten von Greater London bis heute „Bobbies“. Der Metropolitan Police Service selbst ist vor allem unter dem Namen seines Hauptquartiers New Scotland Yard bekannt.
- 1833: Durch den Tod des spanischen Königs Ferdinand VII. wird dessen minderjährige Tochter Isabella II. neue Herrscherin des Landes. Die Regentschaft übernimmt zunächst Ferdinands Witwe Maria Christina von Sizilien. Der Thronwechsel löst einen langen Konflikt mit dem Carlismus aus.
- 1857: Das Stuttgarter Zwei-Kaiser-Treffen endet.
- 1860: Im Zuge des Risorgimento ergeben sich in Ancona die letzten Truppen des Kirchenstaats unter dem Kommando des französischen Generals Louis Juchault de Lamoricière den eingerückten sardinischen Streitkräften Königs Viktor Emanuel II.; dem Papst verbleibt fortan einzig das alte Kerngebiet Latium des Patrimonium Petri als Besitz.
- 1911: Italien erklärt dem Osmanischen Reich den Krieg, nachdem dieses ein Ultimatum zur Übergabe der Stadt Tripolis hat verstreichen lassen.
- 1913: Die mexikanische Revolution führt zur Schlacht um Torreón. Das Heer der Konstitutionalisten unter Pancho Villa beginnt die Artilleriestellungen der Regierungstruppen um den Eisenbahnknotenpunkt Torreón anzugreifen.
- 1914: Im Ersten Weltkrieg beginnt die deutsche 9. Armee einen auf die Einnahme Warschaus zielenden Angriff, der in die Schlacht an der Weichsel übergeht. In dieser kann sich die Kaiserlich Russische Armee später gegenüber den deutschen Angreifern behaupten.
- 1914: In Deutsch-Südwestafrika endet die Schlacht bei Sandfontein mit der Kapitulation des britisch-südafrikanischen Verbandes gegenüber der deutschen Schutztruppe.
- 1918: Angesichts der sich abzeichnenden Niederlage des Deutschen Reiches im Ersten Weltkrieg fordert die OHL unter Ludendorff einen Waffenstillstand.
- 1918: In der beginnenden Schlacht am Saint-Quentin-Kanal nimmt eine Schar amerikanischer Soldaten im Ersten Weltkrieg in einem Handstreich die Riquevalbrücke ein. Dies ermöglicht den alliierten Angriff auf die deutsche Siegfriedstellung mit herangeführten schweren Waffen.

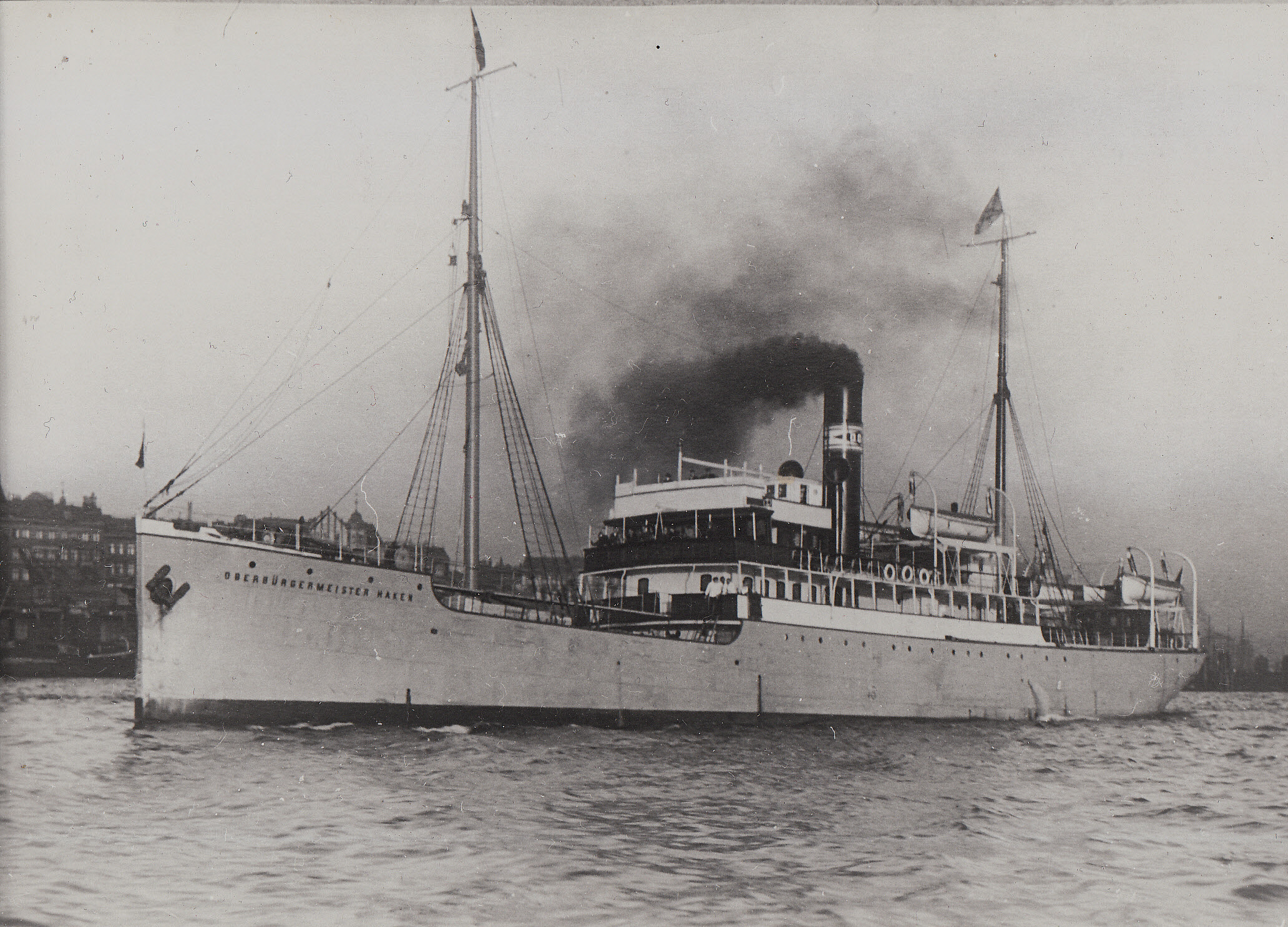
1922: Die Oberbürgermeister Haken, eines der „Philosophenschiffe“

- 1922: Mit der Oberbürgermeister Haken verlässt das erste der sogenannten „Philosophenschiffe“ den Hafen von Petrograd in Richtung Stettin. An Bord befinden sich regimekritische Intellektuelle, die die sowjetrussische Regierung auf diese Weise ins Ausland zwangsabschiebt.
- 1938: Im Zuge der Appeasement-Politik im Vorfeld des Zweiten Weltkriegs treffen sich die Regierungschefs Großbritanniens, Frankreichs und Italiens mit Adolf Hitler im Führerbau zur Münchner Konferenz, um die Sudetenkrise beizulegen.
- 1941: Beim Massaker von Babyn Jar bei Kiew werden mehr als 33.000 Juden von Wehrmacht, Angehörigen des SD, der Polizei, der Geheimen Feldpolizei und der Einsatzgruppe C (unter SS-Brigadeführer Otto Rasch) ermordet. Das Massaker gibt Anlass zu einem Gedicht des russischen Dichters Jewgeni Jewtuschenko, das vom Komponisten Dmitri Schostakowitsch in seiner 13. Sinfonie vertont wird.
- 1944: Die deutsche Wehrmacht und die 16. SS-Panzergrenadier-Division „Reichsführer SS“ beginnen während des Zweiten Weltkriegs das Massaker von Marzabotto an italienischen Zivilisten, das bis zum 1. Oktober andauern wird.
- 1978: In der Resolution 435 ruft der Sicherheitsrat der Vereinten Nationen zur Beendigung der illegalen Verwaltung Namibias durch Südafrika auf.

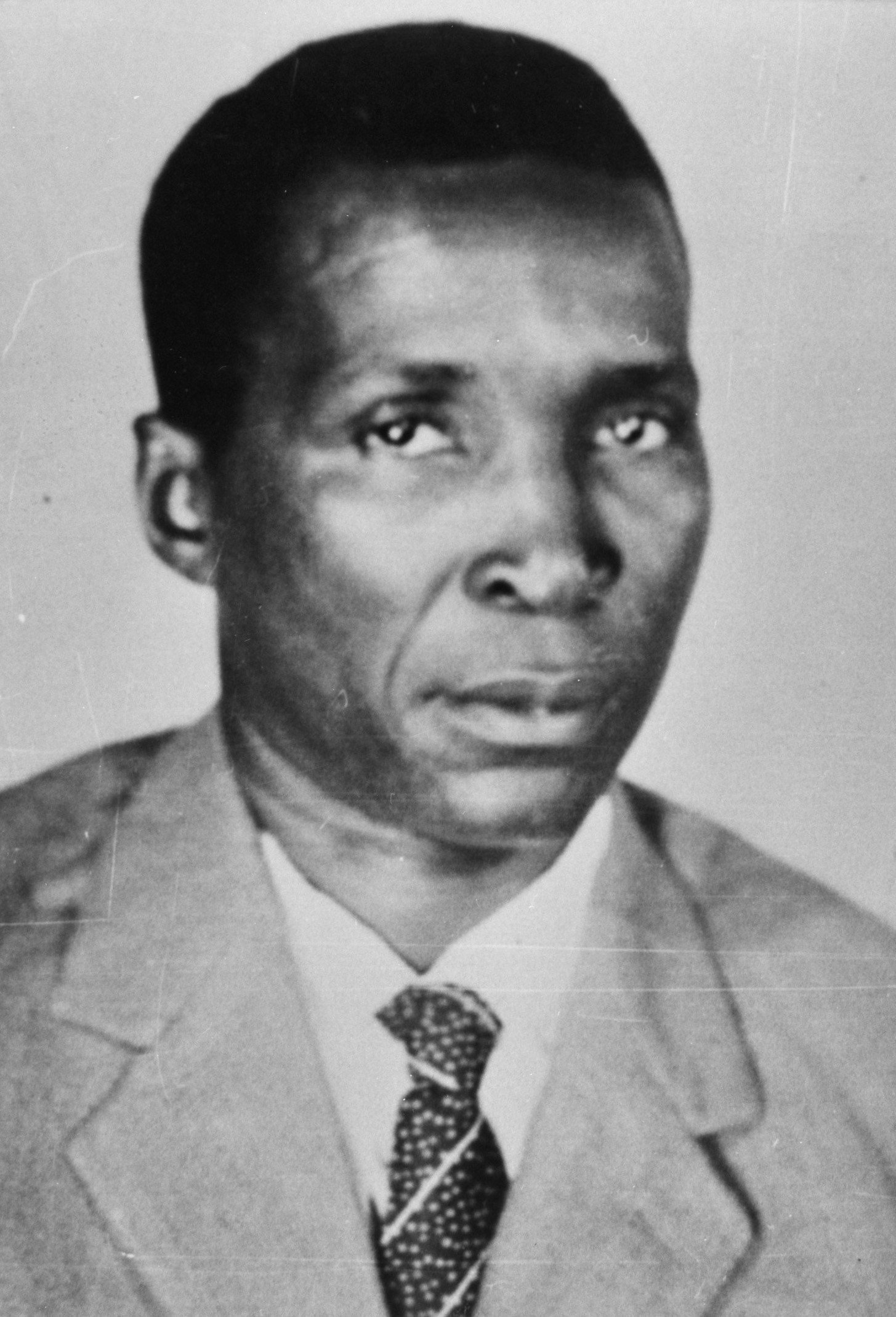
1979: Francisco Macías Nguema

- 1979: Acht Wochen nach dem gewaltsamen Ende seiner Terrorherrschaft wird Francisco Macías Nguema, erster Präsident von Äquatorialguinea, hingerichtet.
- 1990: Der Einigungsvertrag zwischen beiden deutschen Staaten tritt in Kraft.
- 1990: Am Sitz der Vereinten Nationen in New York beginnt der Weltkindergipfel.
- 2000: Der deutsche Bundesrat hält die erste Sitzung im ehemaligen Sitz des Preußischen Herrenhauses, dem heutigen Bundesratsgebäude, in Berlin nach seinem Umzug aus Bonn ab.

### Wirtschaft
- 1856: Die Bahnstrecke Baden–Brugg, eine Verlängerung der bisherigen Zürich-Baden-Strecke der „Spanisch-Brötli-Bahn“, wird eröffnet.
- 1950: Die Deutsche Demokratische Republik tritt dem Rat für gegenseitige Wirtschaftshilfe bei.
- 1956: Der Neubau des Wiener Südbahnhofs wird eröffnet.
- 1956: Mit der Ranger wird der dritte US-Flugzeugträger der Forrestal-Klasse vom Stapel gelassen.
- 2007: Die vier Kühltürme des ersten britischen Kernkraftwerks Calder Hall werden kontrolliert gesprengt. Die atomare Anlage zur kommerziellen Stromerzeugung selbst ist seit 2003 außer Betrieb genommen.
- 2008: Nachdem der Kongress der Vereinigten Staaten den eine Woche lang mühsam verhandelten 700 Milliarden US-Dollar schweren Rettungsplan für die kriselnde Finanzbranche abgelehnt hat, verliert der Dow Jones Index an einem Handelstag 6,98 Prozent. Mit einem Verlust von 777,68 Punkten handelt es sich um den höchsten absoluten Einbruch seit Bestehen des Aktienindexes.

### Wissenschaft und Technik
- 1954: In Genf wird von zwölf europäischen Staaten die Europäische Organisation für Kernforschung (CERN) gegründet.
- 1954: Das zweistrahlige Kampfflugzeug McDonnell F-101 wird im Erstflug in den Vereinigten Staaten erprobt.

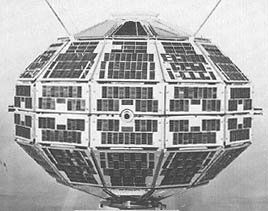
1962: Alouette 1

- 1962: Von der Vandenberg Air Force Base in den USA aus wird der kanadische Forschungssatellit Alouette 1 gestartet. Kanadas erster Satellit soll Daten über die Ionosphäre sammeln.
- 1990: Erstflug der YF-22.
- 1995: Die PlayStation kommt in Europa auf den Markt.
- 1997: Britische Wissenschaftler bestätigen die ursächliche Beziehung zwischen der neuen Variante der menschlichen Gehirnerkrankung Creutzfeldt-Jakob-Krankheit und Bovine spongiforme Enzephalopathie (BSE).
- 2004: Der erdnahe Asteroid Toutatis zieht in nur vierfachem Mondabstand an der Erde vorbei.
- 2004: Das private Raumschiff SpaceShipOne erreicht mit dem Piloten Michael Melvill die Flughöhe von knapp über 100 km und erfüllt damit die erste Bedingung für den Gewinn des Ansari X-Prize.
- 2019: In Kopenhagen eröffnet der Cityringen des Metronetzes.

### Kultur
- 1900: Prinzregent Luitpold von Bayern eröffnet das Bayerische Nationalmuseum in München.

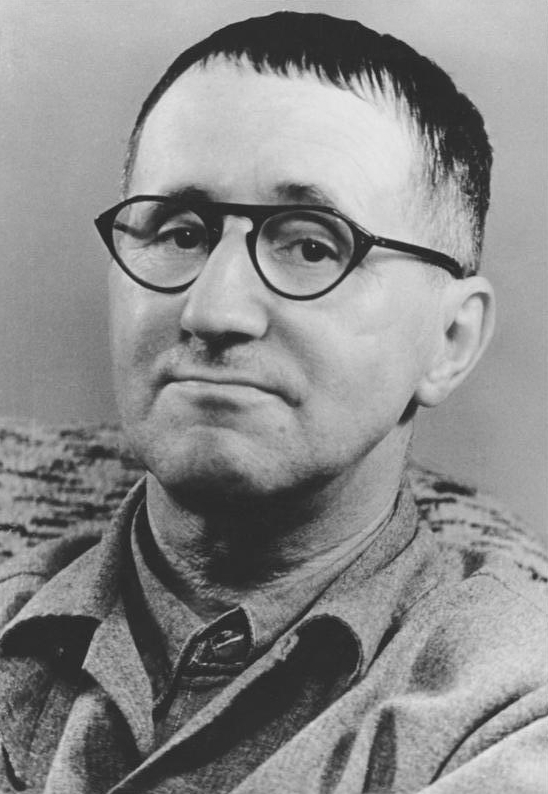
1922: Bertolt Brecht

- 1922: Das Drama Trommeln in der Nacht wird als erstes Stück Bertolt Brechts inszeniert und unter Otto Falckenbergs Regie in den Münchner Kammerspielen uraufgeführt.
- 1955: Am Teatro La Fenice in Venedig findet die Uraufführung der Oper Der feurige Engel von Sergei Prokofjew statt.
- 1968: An der Deutschen Oper Berlin kommt es zur Uraufführung der Oper Ulisse von Luigi Dallapiccola.
- 1969: Uraufführung der Sinfonie Nr. 14 von Dmitri Schostakowitsch
- 1975: Hermann Kahler und Heiner Müller erhalten den Lessing-Preis der DDR.
- 1983: In Chicago wird die III. Symphonie von Witold Lutosławski uraufgeführt.

### Gesellschaft
- 1932: Beim Bau des General Electric Buildings entsteht die Fotografie Lunch Atop a Skyscraper: elf Männer, die auf einem Stahlträger Mittagspause machend ihre Füße aus mehr als 250 m Höhe über den Straßen von New York City herunterbaumeln lassen.

### Religion
- 0440: Papst Leo der Große nimmt als Patriarch von Rom seine Amtsgeschäfte auf.
- 0855: Nach seiner Befreiung aus der Kerkerhaft des Gegenpapstes Anastasius III. wird Benedikt III. zum Papst geweiht.

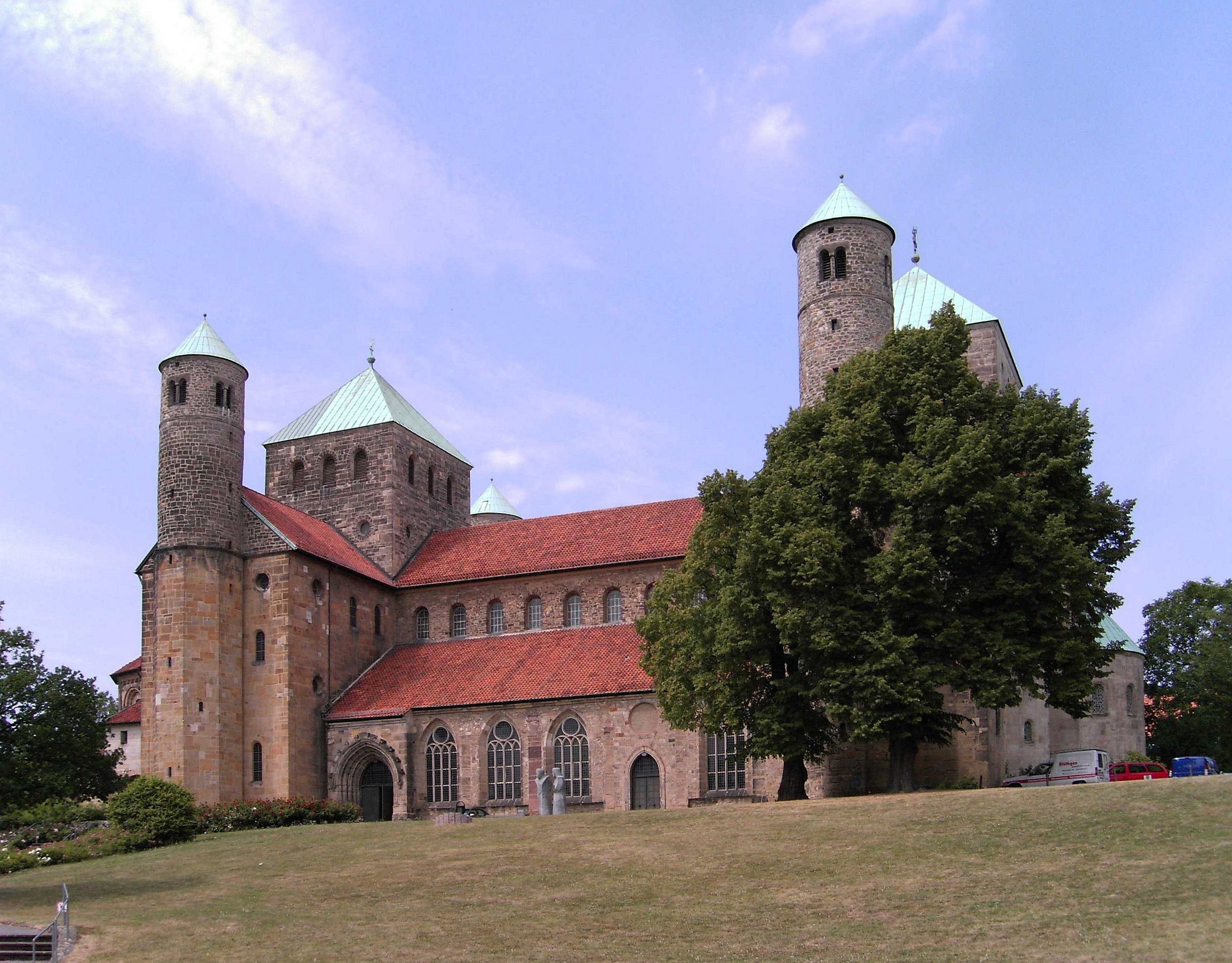
1015: Kirche St. Michael

- 1015: Bischof Bernward von Hildesheim weiht die fertiggestellte Michaeliskirche in Hildesheim. Der Bau der Kirche hat vermutlich im Jahre 1010 begonnen.
- 1179: Lando von Sezze wird als Innozenz III. Gegenpapst zu Papst Alexander III.
- 1227: Papst Gregor IX. belegt Kaiser Friedrich II. mit dem Kirchenbann.
- 1850: In der Zirkumskriptionsbulle Universalis Ecclesiae verfügt Papst Pius IX. die Wiederherstellung der Struktur der römisch-katholischen Kirche auf der britischen Insel und auf Gibraltar.

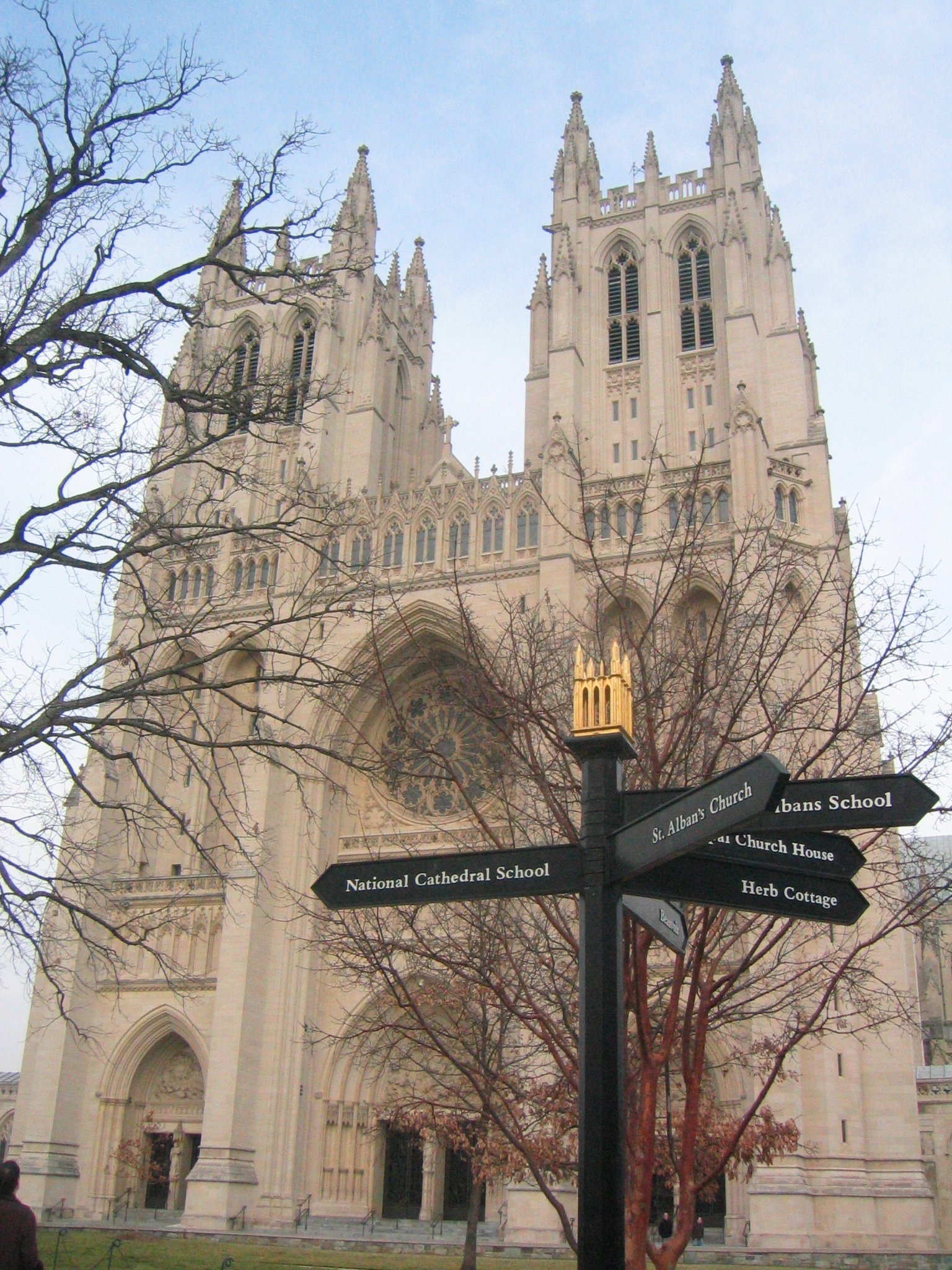
1907: Grundsteinlegung für die Washington National Cathedral

- 1907: Im Beisein von US-Präsident Theodore Roosevelt wird der Grundstein für die Washington National Cathedral gelegt.
- 1945: Mit der Evangelischen Akademie Bad Boll wird durch Landesbischof Theophil Wurm und Pfarrer Eberhard Müller die erste kirchliche Akademie in Deutschland gegründet.
- 1961: In dem Apostolischen Schreiben Il religioso convegno hebt Papst Johannes XXIII. die Bedeutung des Rosenkranzes für den Frieden unter den Menschen hervor.
- 1963: Die Zweite Sitzungsperiode des Zweiten Vatikanischen Konzils wird von Papst Paul VI. eröffnet. Sie dauert bis zum 4. Dezember.
- 1967: Papst Paul VI. eröffnet in Rom die erste Bischofssynode. Das Gremium ist zwei Jahre zuvor während des Zweiten Vatikanischen Konzils durch das Motu proprio Apostolica sollicitudo eingerichtet worden.
- 2004: Kurt Krenn, wegen der Vorgänge im Priesterseminar seiner Diözese in die Kritik geratener Bischof von Sankt Pölten, gibt gegenüber der österreichischen Tageszeitung Der Standard seinen Rücktritt auf Wunsch von Papst Johannes Paul II. bekannt.

### Katastrophen
- 1957: Bei der Explosion eines Tanks für radioaktive Abfälle in der sowjetischen Atomanlage Majak werden große Mengen an radioaktiven Stoffen freigesetzt. Der Kyschtym-Unfall zählt zu den schwersten Nuklearunfällen der Geschichte.

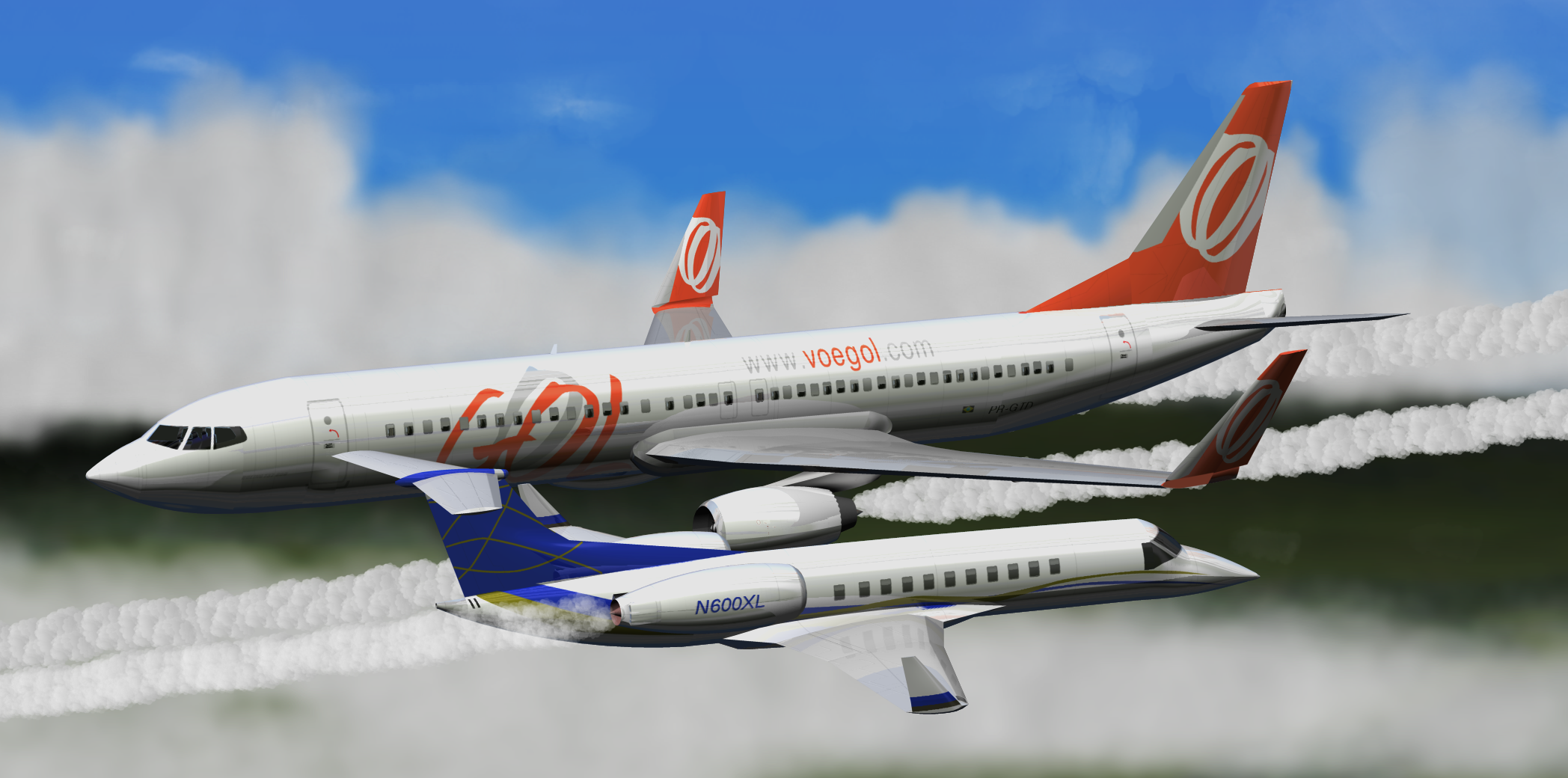
2006: Animation des Unglücks

- 2006: Über dem brasilianischen Bundesstaat Mato Grosso kollidiert Gol-Transportes-Aéreos-Flug 1907 mit einem Geschäftsreiseflugzeug. Letzteres kann notlanden, die Boeing 737 stürzt hingegen ab, 154 Menschen sterben dabei.
- 2009: Ein schweres Erdbeben im Pazifik mit der Momenten-Magnitude von 8,0 Mw führt zu einem Tsunami auf den Samoainseln, der in Samoa und Amerikanisch-Samoa über 100 Menschenleben fordert.

Kleinere Unglücksfälle sind in den Unterartikeln von Katastrophe und in der Liste von Katastrophen aufgeführt.

### Sport

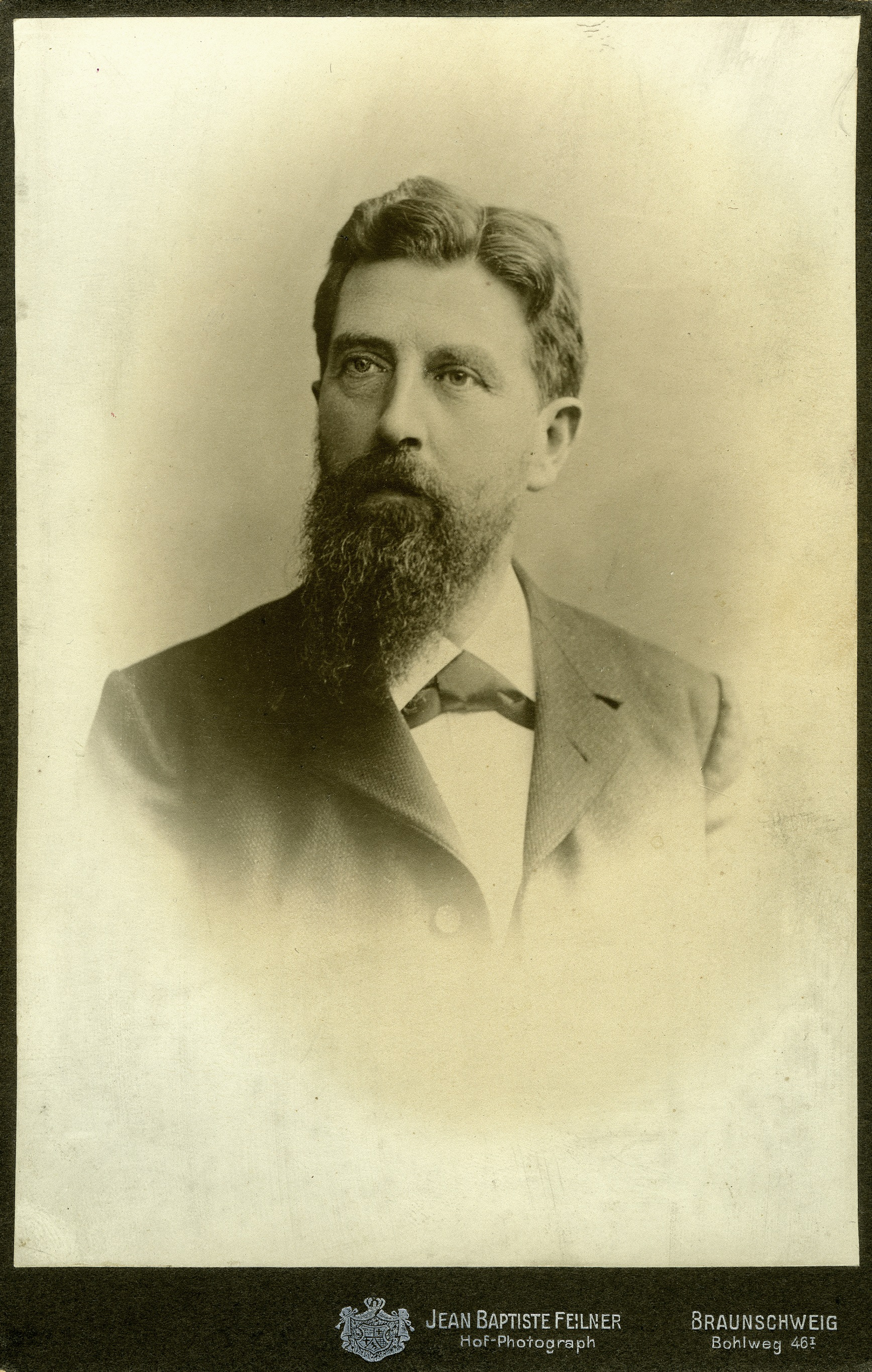
1874: Konrad Koch

- 1874: Das erste Fußballspiel in Deutschland wird von Schülern des Gymnasiums Martino-Katharineum in Braunschweig unter der Leitung von Konrad Koch und August Hermann auf dem Gelände des „Kleinen Exerzierplatzes“ ausgetragen. Mit diesem Spiel schlägt die Geburtsstunde des Fußballs auf dem europäischen Festland.
- 1887: Gründung des SC Germania von 1887, einem Vorgängerverein des Hamburger SV. Dieses Datum wird vom HSV als offizielles Gründungsdatum des Vereins angegeben.
- 1908: Der Deutsche Emanuel Lasker verteidigt den Weltmeistertitel im Schach durch einen Sieg mit 10,5–5,5 Punkten gegen seinen Landsmann Siegbert Tarrasch.
- 1963: Helga Steudel gewinnt als erste Frau das Autobahnspinne-Rennen der 125 cm³ Klasse auf einer RT 125.
- 1977: Muhammad Ali verteidigt seinen Box-Weltmeistertitel im Schwergewicht gegen Earnie Shavers im New Yorker Madison Square Garden durch Sieg nach Punkten.

Einträge von Leichtathletik-Weltrekorden befinden sich unter der jeweiligen Disziplin unter Leichtathletik.

## Geboren

### Vor dem 17. Jahrhundert
- 0106 v. Chr.: Gnaeus Pompeius Magnus, römischer Feldherr und Politiker
- 1227: Gertrud von Altenberg, katholische Selige und Prämonstratenserin
- 1276: Christoph II., König von Dänemark
- 1305: Heinrich XIV., Herzog von Niederbayern

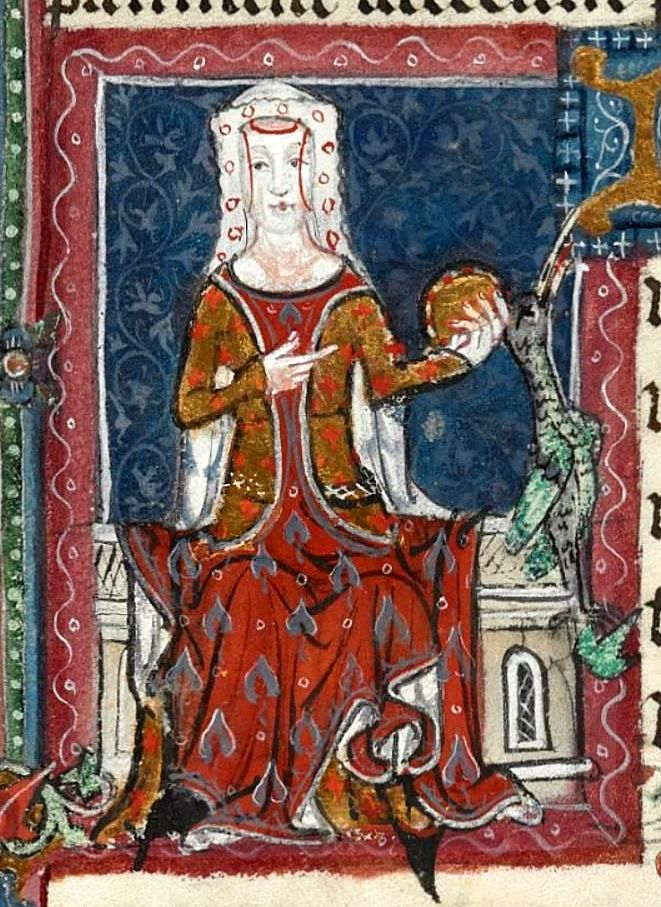
Joan of Kent (* 1328)

- 1328: Joan of Kent, britische Adlige, Ehefrau von Edward of Woodstock, Mutter von König Richard II.
- 1374: Heinrich II., Graf von Nassau-Beilstein
- 1388: Thomas of Lancaster, 1. Duke of Clarence, Prinz des englischen Königshauses
- 1402: Ferdinand von Avis, Infant von Portugal, Großmeister des Avis-Ordens
- 1420: Michael Beheim, deutscher Meistersänger
- 1455: Gabriel von Eyb, Fürstbischof von Eichstätt
- 1463: Ludwig I. von Löwenstein, deutscher Adliger, Reichsgraf, Stammvater des Hauses Löwenstein-Wertheim
- 1518: Jacopo Tintoretto, italienischer Maler
- 1538: Johann II., Mitregent der Grafschaft Ostfriesland

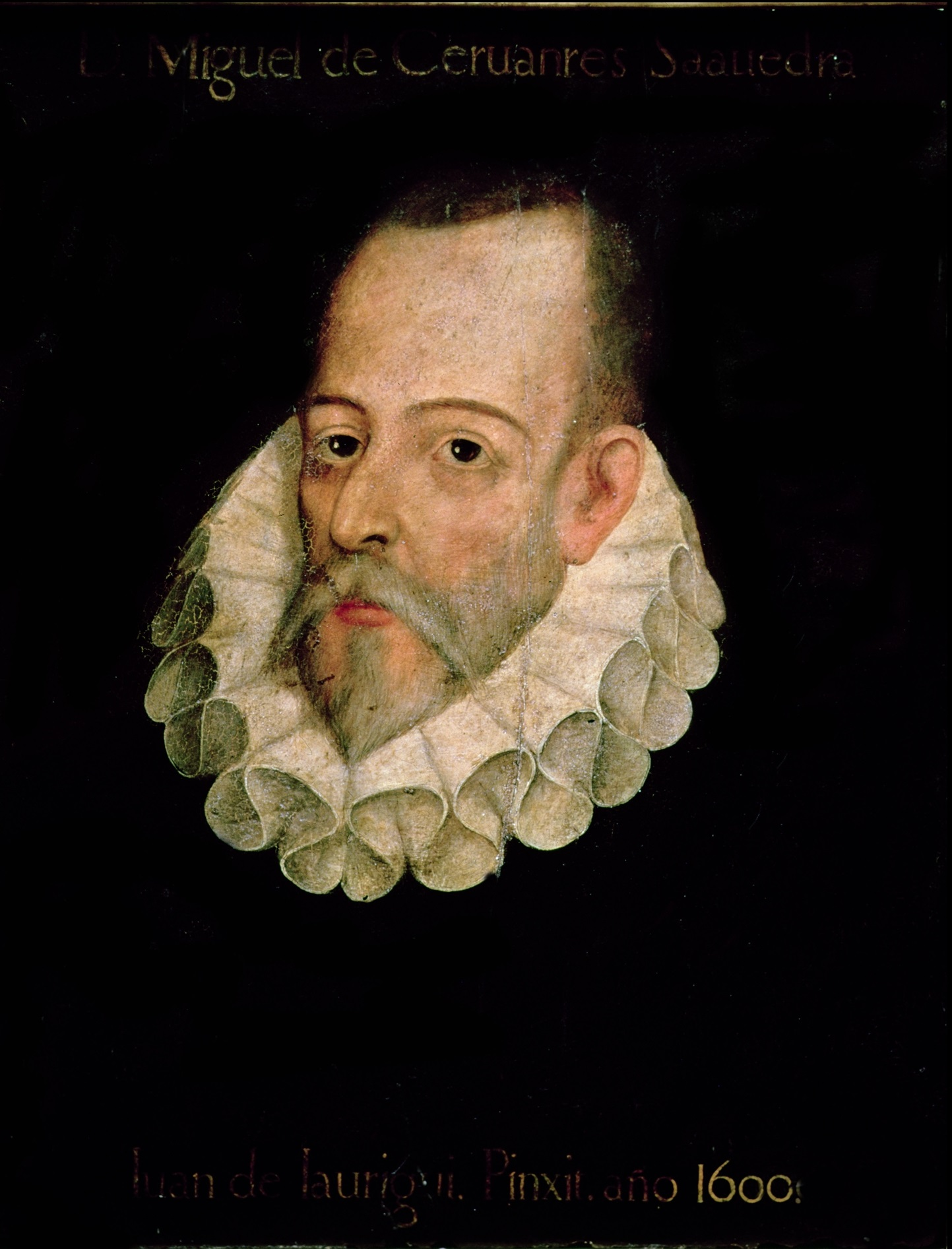
Miguel de Cervantes (* 1547)

- 1547: Miguel de Cervantes, spanischer Autor (Don Quijote)
- 1548: Wilhelm V., Herzog von Bayern
- 1550: Joachim Friedrich, Herzog von Brieg, Wohlau, Ohlau und Liegnitz
- 1559: Balthasar von Ahlefeldt, königlicher Rat- und Amtsmann von Flensburg und Rendsburg, Herr auf Kollmar, Drage und Heiligenstedten
- 1561: Adriaan van Roomen, flämischer Mathematiker und Mediziner
- 1571: Michelangelo Merisi da Caravaggio, italienischer Maler
- 1574: Ludovic Stewart, 2. Duke of Lennox, schottischer Adeliger
- 1579: Georg Anton von Rodenstein, Bischof von Worms
- 1583: Johann VIII., Graf von Nassau-Siegen

### 17. Jahrhundert
- 1601: Christoph Schrader, deutscher Rhetoriker und Bibliothekar
- 1602: Algernon Percy, 10. Earl of Northumberland, englischer Peer und Politiker

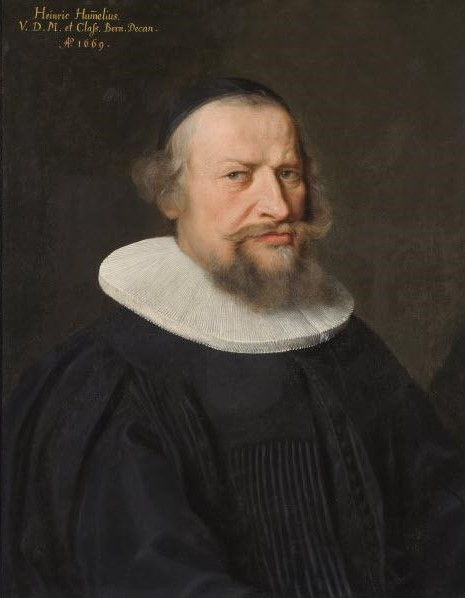
Johann Heinrich Hummel (* 1611)

- 1611: Johann Heinrich Hummel, Schweizer evangelischer Geistlicher
- 1612: Michael Behm, deutscher evangelischer Theologe
- 1617: Lothar Friedrich von Metternich-Burscheid, Erzbischof und Kurfürst von Mainz
- 1624: Anna Persauter, Opfer der Hexenverfolgung in Saulgau
- 1628: Franz Wilhelm von Fürstenberg, Landkomtur der Ballei Westfalen des Deutschen Ordens
- 1628: Conrad von Rosen, livländischer General, Marschall von Frankreich und von Irland
- 1631: Johann Heinrich Roos, deutscher Maler
- 1632: Georg III., Landgraf von Hessen-Itter
- 1637: Joachim Ernst von Grumbkow, kurbrandenburgischer Politiker
- 1640: Antoine Coysevox, französischer Bildhauer

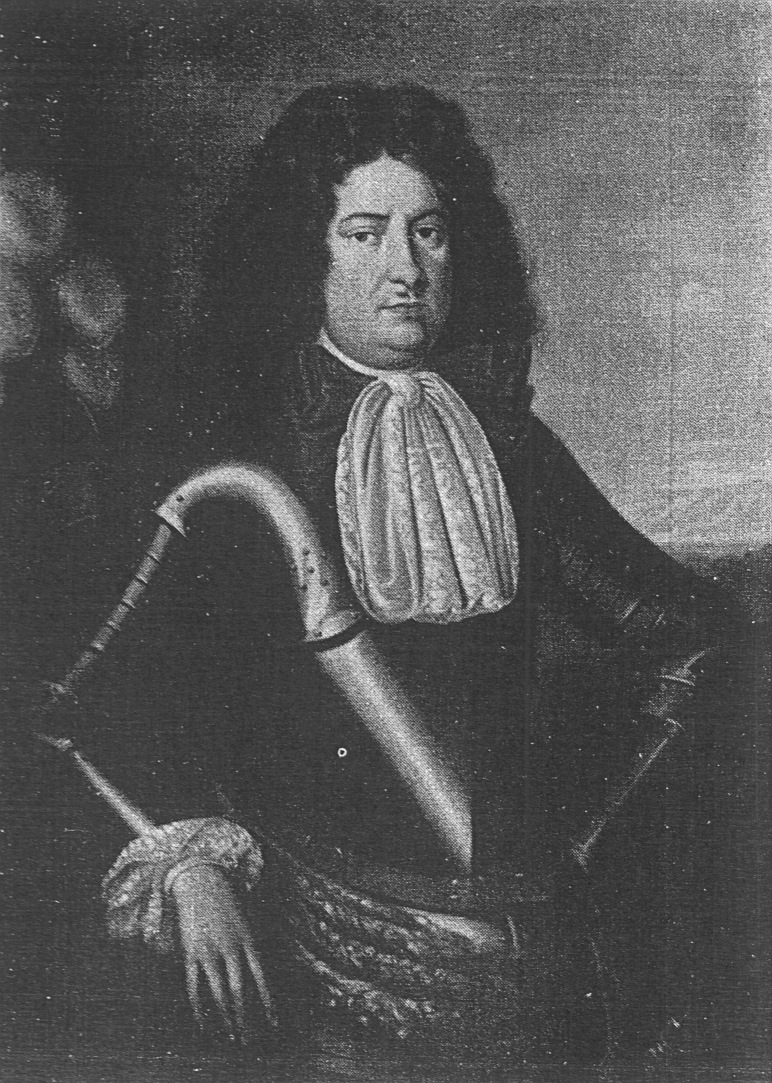
Wilhelm von Brandt (* 1644)

- 1644: Wilhelm von Brandt, kurbrandenburgisch-preußischer Generalleutnant
- 1644: Johann Ivar von Kaas, dänischer Adliger, kurkölnischer Oberstleutnant und Bezirkshauptmann
- 1655: Johann Ferdinand von Auersperg, Fürst von Auersperg und Herzog von Schlesien-Münsterberg
- 1657: Heinrich, Herzog von Sachsen-Weißenfels-Barby und kursächsischer General
- 1658: Detlev Siegfried von Ahlefeldt, Herr auf Brodau und Königlicher Landrat
- 1659: Johann Jänichen, deutscher Pädagoge und Dichter
- 1660: Georg Wilhelm I., Herzog von Liegnitz, Brieg und Wohlau
- 1674: (oder 1673) Jacques-Martin Hotteterre, französischer Komponist und Flötist
- 1676: Pietro Maria Pieri, italienischer Kardinal
- 1678: Adrien-Maurice de Noailles, Marschall von Frankreich
- 1680: Luise von Brandenburg, Markgräfin von Brandenburg
- 1680: Christian Friedrich Hunold, deutscher Autor
- 1681: Adam Friedrich Brand von Lindau, kursächsischer General
- 1699: Charles Calvert, 5. Baron Baltimore, Lord Proprietor der englischen Kolonie Maryland
- 1700: Caroline von Erbach-Fürstenau, Herzogin und Regentin von Sachsen-Hildburghausen

### 18. Jahrhundert

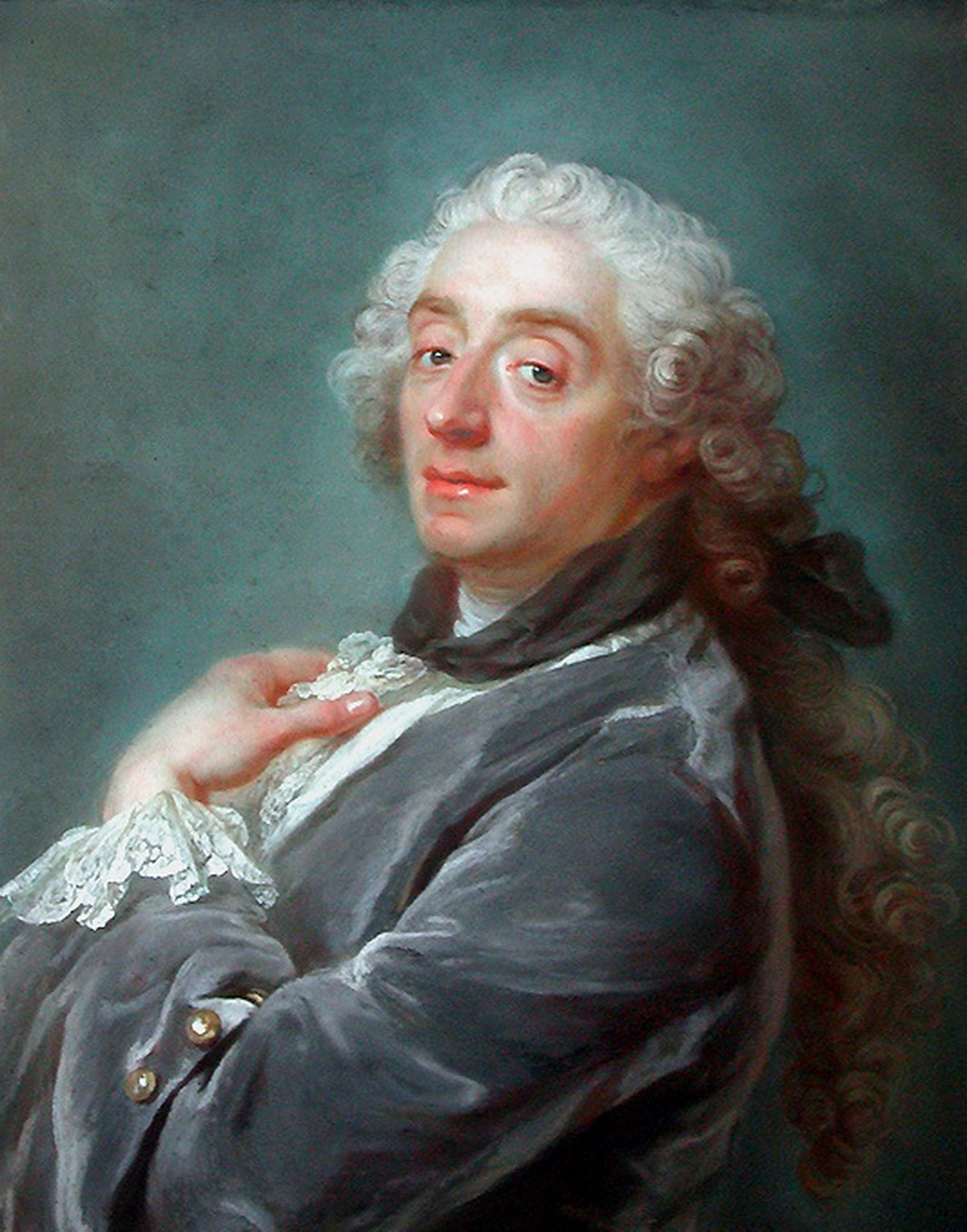
François Boucher (* 1703)

- 1703: François Boucher, französischer Maler
- 1710: Johann Andreas Michael Nagel, deutscher Hebraist und Orientalist
- 1714: Johann Joachim Schwabe, deutscher Gelehrter, Bibliothekar, Philosoph und Übersetzer
- 1718: Nikita Iwanowitsch Panin, russischer Außenminister
- 1725: Robert Clive, 1. Baron Clive, britischer Politiker
- 1735: James Keir, schottischer Chemiker und Industrieller
- 1738: Pierre-Frédéric Larguier des Bancels, französisch-schweizerischer Kaufmann, Sklavenhändler und Plantagenbesitzer
- 1740: Thomas Percival, englischer Arzt und Autor
- 1742: Pierre Roussel, französischer Arzt und Autor
- 1743: Antonio Cagnoli, italienischer Astronom
- 1746: Ernst Ludwig Gerber, deutscher Komponist
- 1747: Józef Wybicki, kaschubisch-polnischer Politiker und Schriftsteller
- 1753: Johann Gottfried Schicht, deutscher Komponist, Gewandhauskapellmeister und Thomaskantor
- 1754: Giuseppe Antonio Mainoni, französischer General
- 1754: Theodor Gotthold Thienemann, deutscher lutherischer Theologe
- 1758: Horatio Nelson, britischer Admiral
- 1765: Karl Ludwig Harding, deutscher Astronom
- 1766: Franz Abele von Lilienberg, österreichischer Feldmarschallleutnant

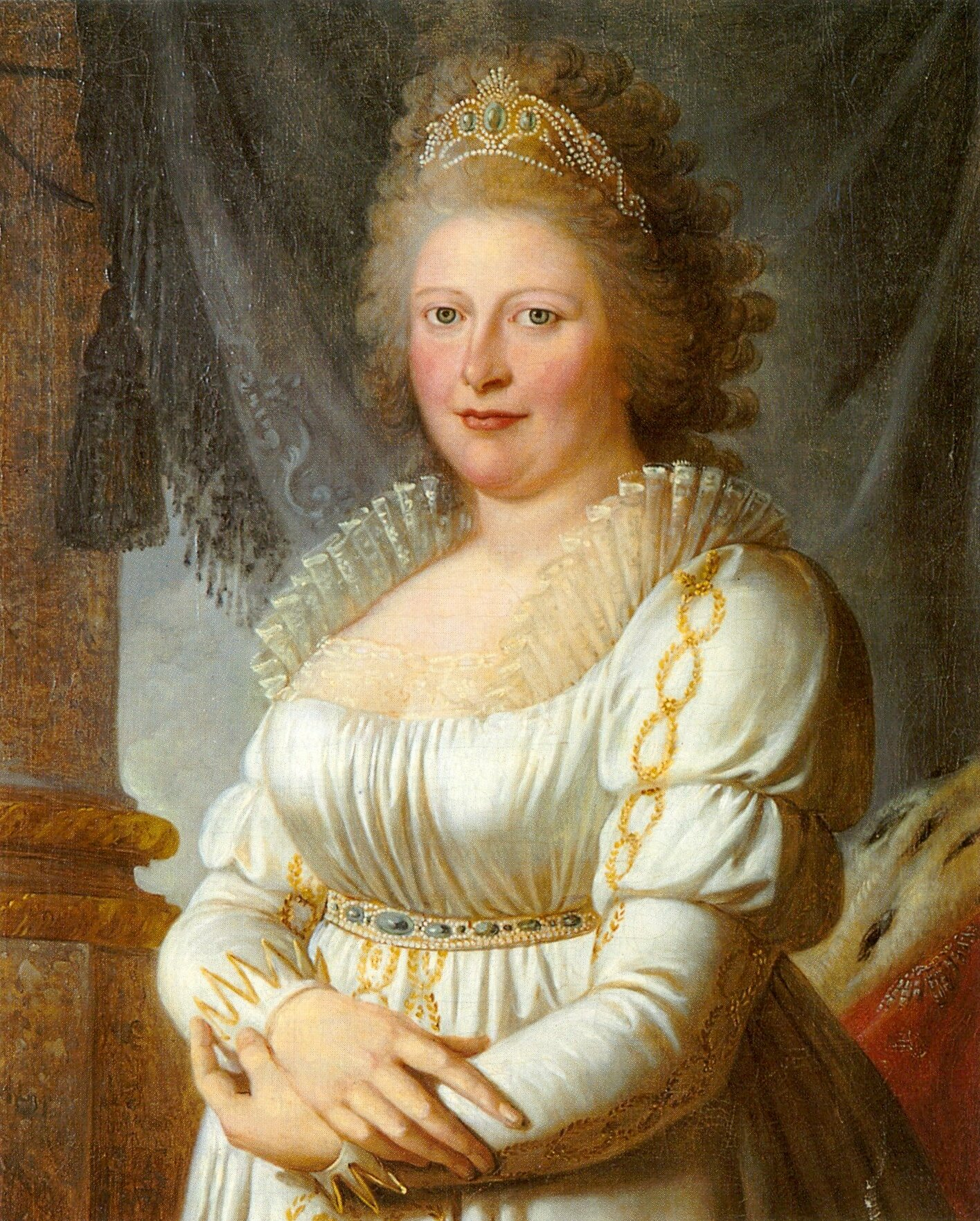
Charlotte Auguste

- 1766: Charlotte Auguste von Großbritannien, Irland und Hannover, Königin von Württemberg
- 1766: Louise Humann, Freundin des Gründers der Kongregation Schwestern Unserer Lieben Frau von Sion
- 1776: Michael Pfurtscheller, Tiroler Freiheitskämpfer
- 1779: Frederik Meltzer, norwegischer Kaufmann und Politiker
- 1782: Heinrich Ernst von Hoff, deutscher Offizier und Beamter
- 1784: Karl Friedrich Nebenius, badischer Staatsmann
- 1786: Guadalupe Victoria, mexikanischer Staatsmann
- 1787: Johanna Neumann, deutsche Autorin
- 1789: Peter Joseph Lenné, deutscher Gärtner und Landschaftsarchitekt
- 1794: Rose de Freycinet, französische Entdeckerin und Autorin
- 1795: José Miguel de Velasco Franco, Präsident von Bolivien
- 1797: Melchior Schlumpf, Schweizer Jesuit und Pädagoge

### 19. Jahrhundert

#### 1801–1850
- 1801: Heinrich Leonhard von Arnim-Heinrichsdorf, deutscher Politiker
- 1806: Friedrich Feuerbach, deutscher Philosoph
- 1810: Hugh Allan, schottisch-kanadischer Bankier, Reeder und Eisenbahnmagnat

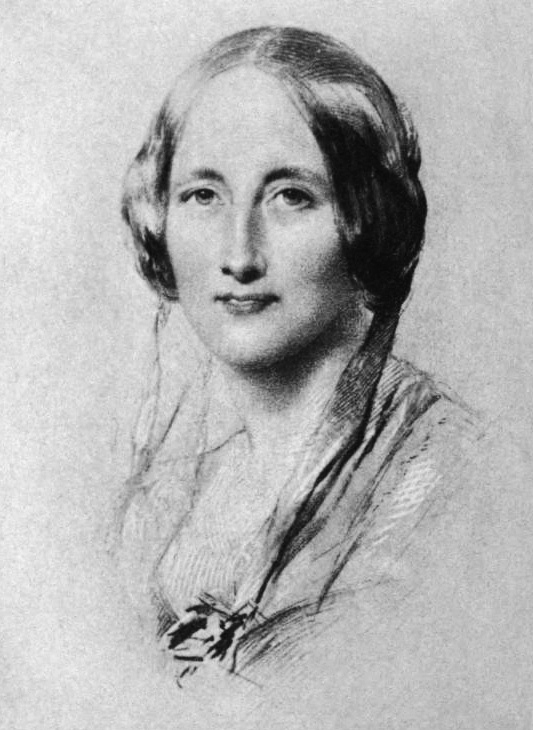
Elizabeth Gaskell (* 1810)

- 1810: Elizabeth Gaskell, britische Schriftstellerin
- 1814: Félix Bungener, französisch-schweizerischer evangelischer Geistlicher
- 1815: Andreas Achenbach, deutscher Landschaftsmaler
- 1818: Nathaniel B. Baker, US-amerikanischer Politiker
- 1820: Johan Andersson, schwedischer Bischof
- 1820: Henri d’Artois, legitimistischer Thronprätendent Frankreichs
- 1827: Franz Michael Oswald von Bünting, preußischer Generalleutnant
- 1827: Hermine zu Waldeck und Pyrmont, deutsche Adelige
- 1832: Antonio Smith, chilenischer Landschaftsmaler
- 1837: Michał Bałucki, polnischer Schriftsteller
- 1838ː Olga von Meyendorff, russische Adlige und Salonnière in Weimar
- 1843: Michail Dmitrijewitsch Skobelew, russischer General
- 1844: Miguel Juárez Celman, argentinischer Präsident
- 1846: Arnold Neher, Schweizer Landschaftsgärtner und Bühnenautor
- 1849: Franz von Arenberg, deutscher Diplomat und Politiker
- 1849: Edwin Doak Mead, US-amerikanischer Autor, Herausgeber und Pazifist

#### 1851–1900

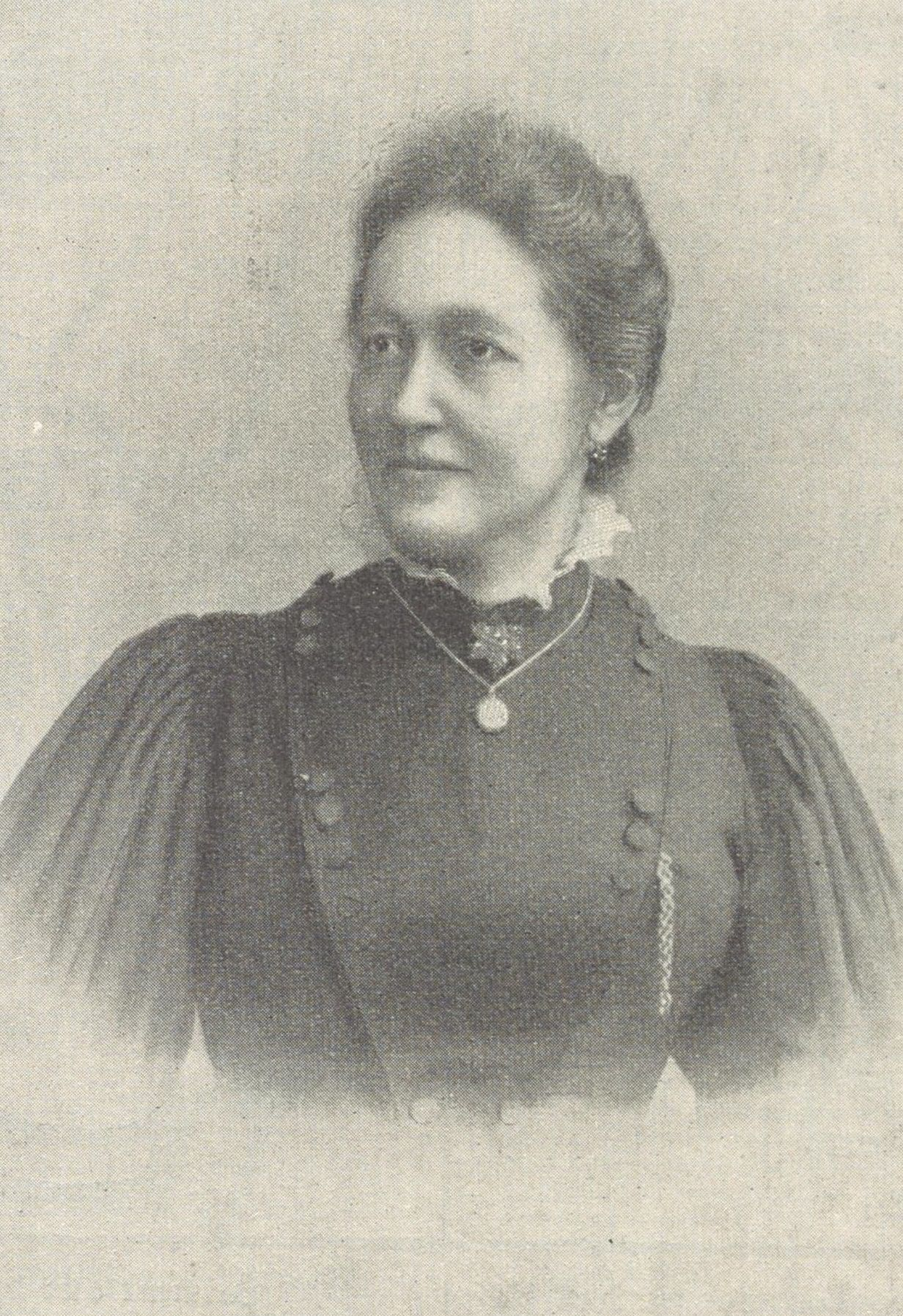
Auguste Eichhorn

- 1851: Auguste Eichhorn, deutsche Frauenrechtlerin und Sozialistin
- 1852: Lewis D. Apsley, US-amerikanischer Politiker
- 1853: Thyra von Dänemark, Prinzessin von Dänemark, Kronprinzessin von Hannover
- 1856: Miguel R. Dávila, Präsident von Honduras
- 1858: Leopoldo Mugnone, italienischer Dirigent und Komponist
- 1860: Michael Haberlandt, österreichischer Volkskundler
- 1861: Carl Duisberg, deutscher Chemiker und Industrieller
- 1863: Hugo Haase, deutscher Jurist, Politiker und Pazifist
- 1863: Lennart Arvid Lundberg, schwedischer Pianist, Komponist und Musikpädagoge
- 1865: Adolphe Marty, französischer Organist, Komponist und Musikdozent
- 1866: Georg von Arnswaldt, deutscher Forstmann und Naturschützer
- 1866: Joseph Ephraim Casely Hayford, ghanaischer Politiker und Schriftsteller
- 1866: Mychajlo Hruschewskyj, Historiker, Politiker und Aktivist in der ukrainischen Nationalbewegung

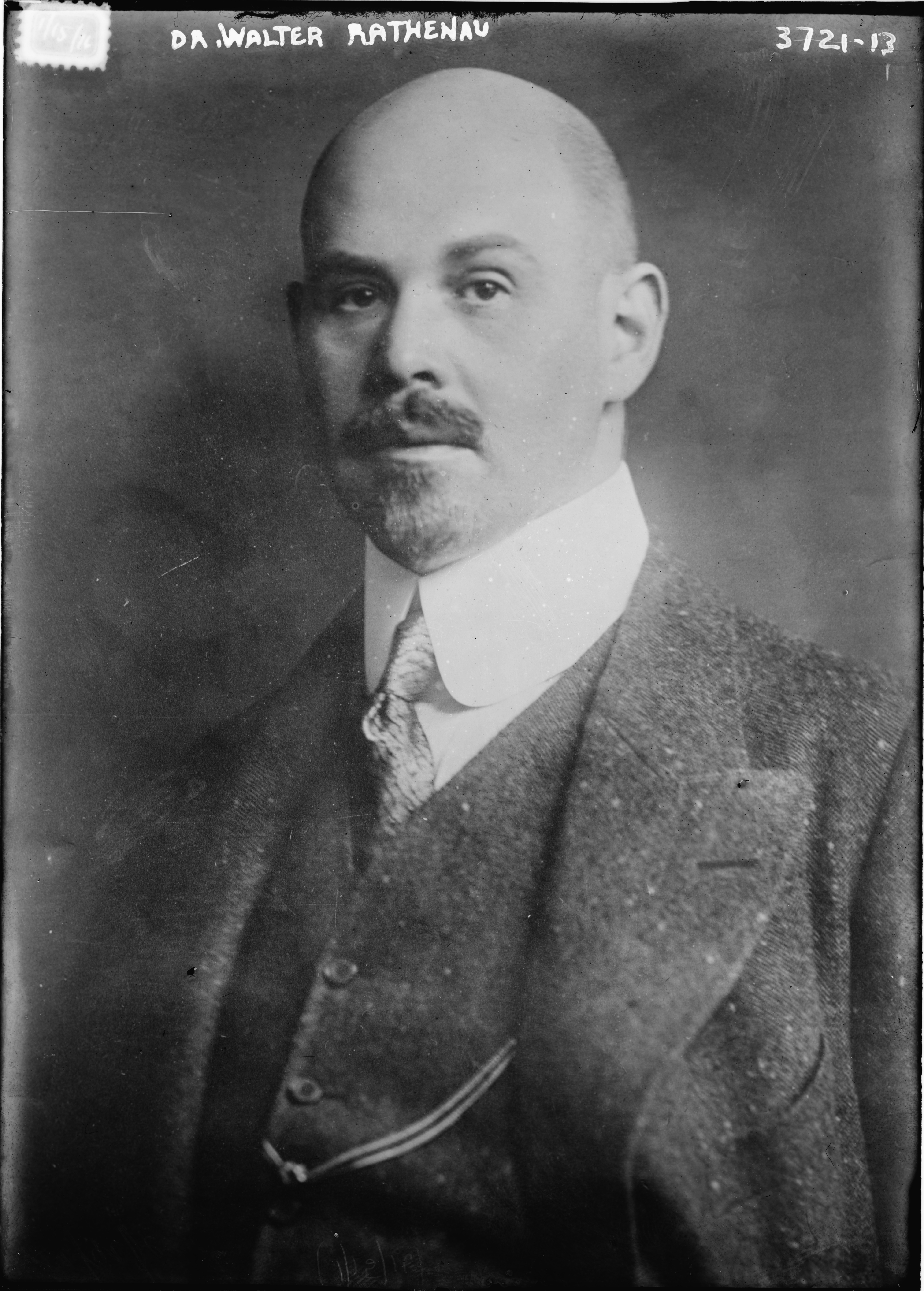
Walther Rathenau (* 1867)

- 1867: Walther Rathenau, deutscher Politiker
- 1868: Ferdinand von Arx, Schweizer Bauunternehmer und Politiker
- 1868: Theodor von Hassel, deutscher Offizier und Landwirt
- 1869: Bertram Armytage, australischer Kavallerieoffizier und Polarforscher
- 1869: Edward T. England, US-amerikanischer Politiker
- 1869: Miguel Lerdo de Tejada, mexikanischer Komponist
- 1869: Gustav Mie, deutscher Physiker
- 1870: Anna Christina Witmond-Berkhout, niederländische Schriftstellerin
- 1871: Georg Dittmann, deutscher Altphilologe
- 1873: František Balej, tschechischer Jurist, Übersetzer und humanistischer Philosoph
- 1874: Margarethe Steinhäuser, Landtagsabgeordnete Volksstaat Hessen
- 1876: Fridolin Holzer, deutscher Verleger, Dichter und Bürgermeister
- 1878: Giosuè Giuppone, italienischer Bahnradsportler, Motorrad- sowie Automobilrennfahrer und Weltrekordler
- 1879: Joaquim Nin i Castellanos, kubanischer Komponist und Pianist
- 1879: Willem Willeke, niederländisch-amerikanischer Cellist, Pianist und Musikpädagoge
- 1880: François-Charles-Marie Gillard, französischer Geistlicher und ernannter römisch-katholischer Bischof von Constantine-Hippone
- 1880: Liberato Ribeiro Pinto, portugiesischer Militär und Politiker, Ministerpräsident

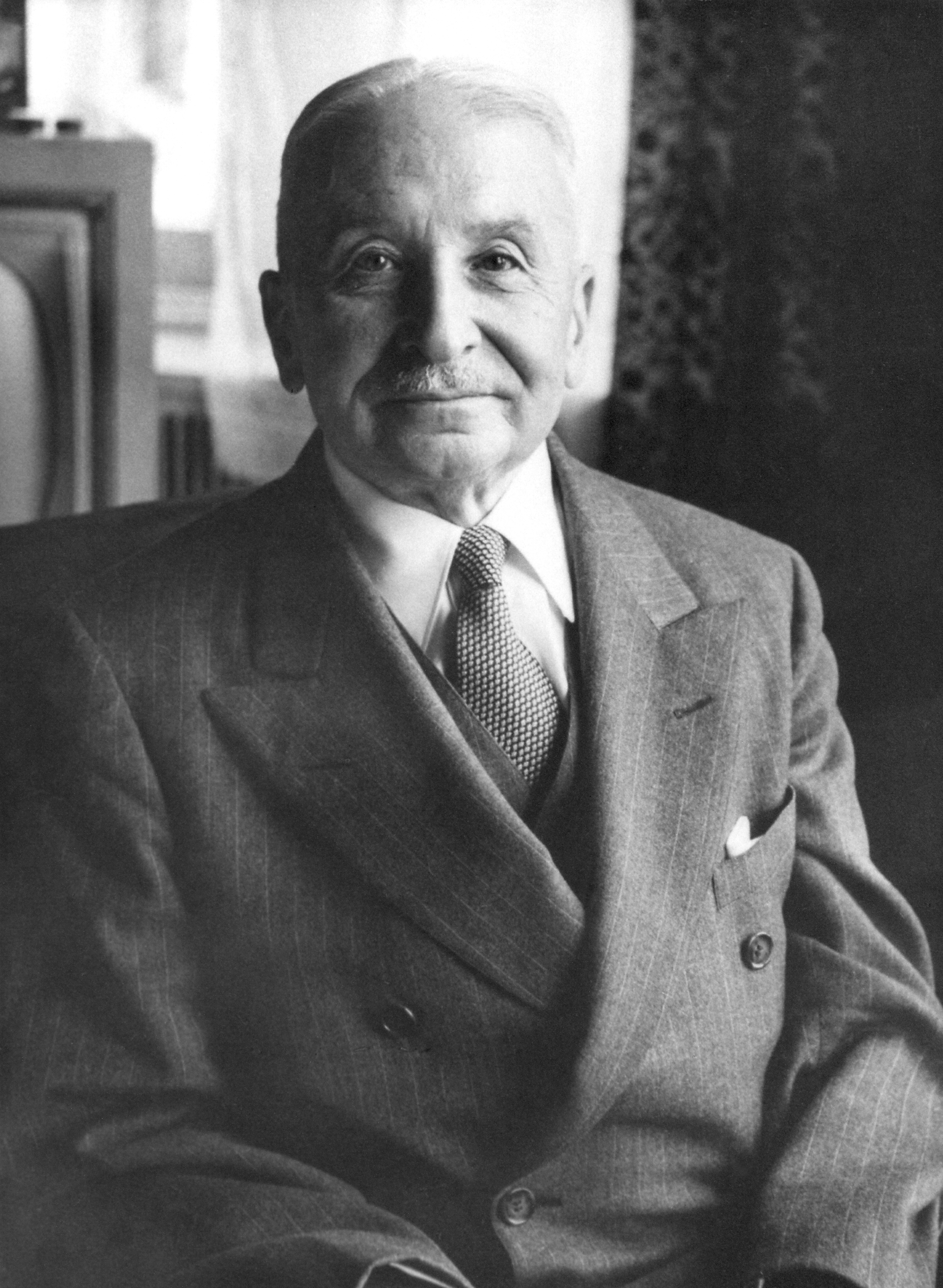
Ludwig von Mises (* 1881)

- 1881: Ludwig von Mises, österreichisch-US-amerikanischer Ökonom
- 1882: Julius Adler, deutscher Rechtsanwalt
- 1882: Alexandra von Hannover und Cumberland, letzte Großherzogin von Mecklenburg-Schwerin
- 1882: Suzuki Miekichi, japanischer Roman- und Kinderbuchautor
- 1883: Hans Ankwicz-Kleehoven, österreichischer Kunsthistoriker und Generalstaatsbibliothekar
- 1883: Henry F. Long, US-amerikanischer Politiker
- 1884: Wilhelm Bendow, deutscher Schauspieler und Komiker
- 1886: Peter Stammen, deutscher Bildhauer
- 1887: Rosalie Zull, österreichische Politikerin
- 1889: Matilde Hidalgo, ecuadorianische Ärztin, Politikerin und Frauenrechtlerin

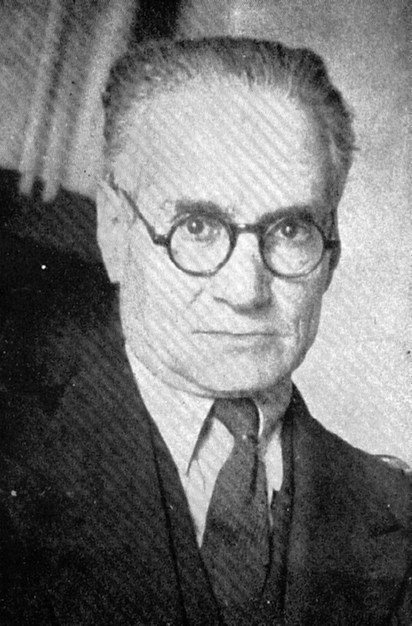
Ahmad Kasravi (* 1890)

- 1890: Ahmad Kasravi, iranischer Sprachwissenschaftler, Historiker und Philosoph
- 1892: Georg Dewald, deutscher Politiker, MdB
- 1893: Harald Abatz, deutscher Politiker
- 1893: Friedrich von Röth, deutscher Jagdflieger im Ersten Weltkrieg
- 1893: Charlotte Woerner, deutsche Schriftstellerin
- 1894: Elisabeth von Rumänien, Königin von Griechenland
- 1894: Ernesto Ambrosini, italienischer Leichtathlet
- 1894: Franco Capuana, italienischer Dirigent und Komponist
- 1895: Clarence Ashley, US-amerikanischer Old-Time- und Folksänger
- 1896: Štefan Németh-Šamorínsky, slowakischer Komponist, Organist, Pianist, Chorleiter und Musikpädagoge
- 1899: László József Bíró, ungarischer Erfinder des Kugelschreibers
- 1900: Karl Fitzkow, deutscher Schriftsteller, Denkmalschützer und Heimatforscher
- 1900: Auguste van Pels, deutsch-niederländisches Opfer des Holocaust

### 20. Jahrhundert

#### 1901–1925

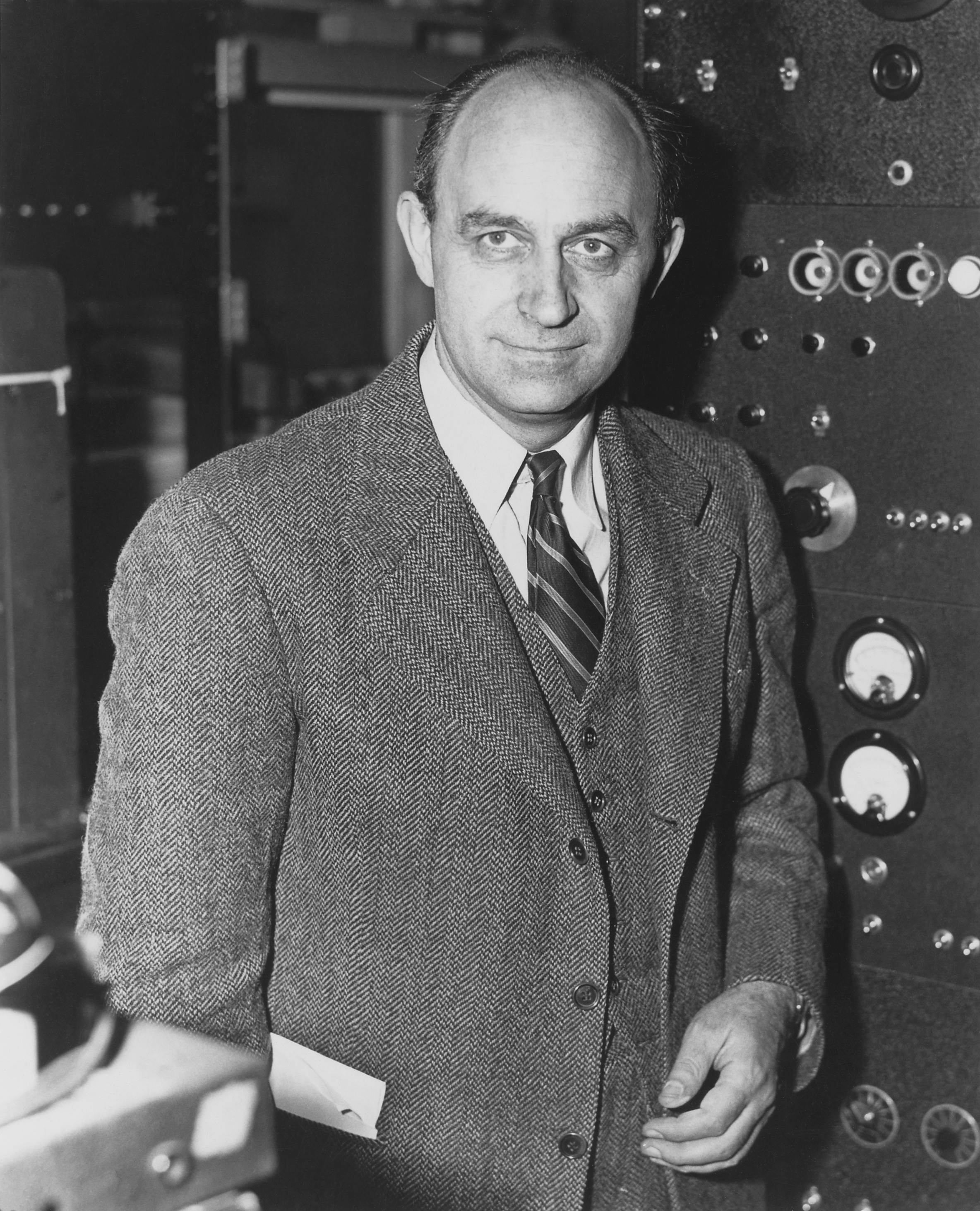
Enrico Fermi (* 1901)

- 1901: Enrico Fermi, italienischer Kernphysiker
- 1902: Mikel Koliqi, albanischer römisch-katholischer Kardinal
- 1904: Georg Ferdinand Duckwitz, deutscher Diplomat
- 1904: Egon Eiermann, deutscher Architekt der Moderne und Möbeldesigner
- 1904. Dorothy Emmet, britische Philosophin
- 1904: Greer Garson, britische Filmschauspielerin
- 1904ː Ilse Scharge-Nebel, deutsche Glasgestalterin
- 1905: Josef Konrad Scheuber, Schweizer Geistlicher und Jugend- und Volksschriftsteller
- 1906: Charles Wolcott, US-amerikanischer Musikdirektor, Komponist und Filmkomponist
- 1907: Gene Autry, US-amerikanischer Country-Musiker und Schauspieler
- 1907: Helmut Lemke, deutscher Politiker, Ministerpräsident von Schleswig-Holstein
- 1908: Marin Goleminow, bulgarischer Komponist
- 1908: Eddie Tolan, US-amerikanischer Sprinter, Olympiasieger
- 1909: Bernhard Timm, deutscher Industriemanager (BASF)
- 1909: Rodney Turner, britischer Autorennfahrer

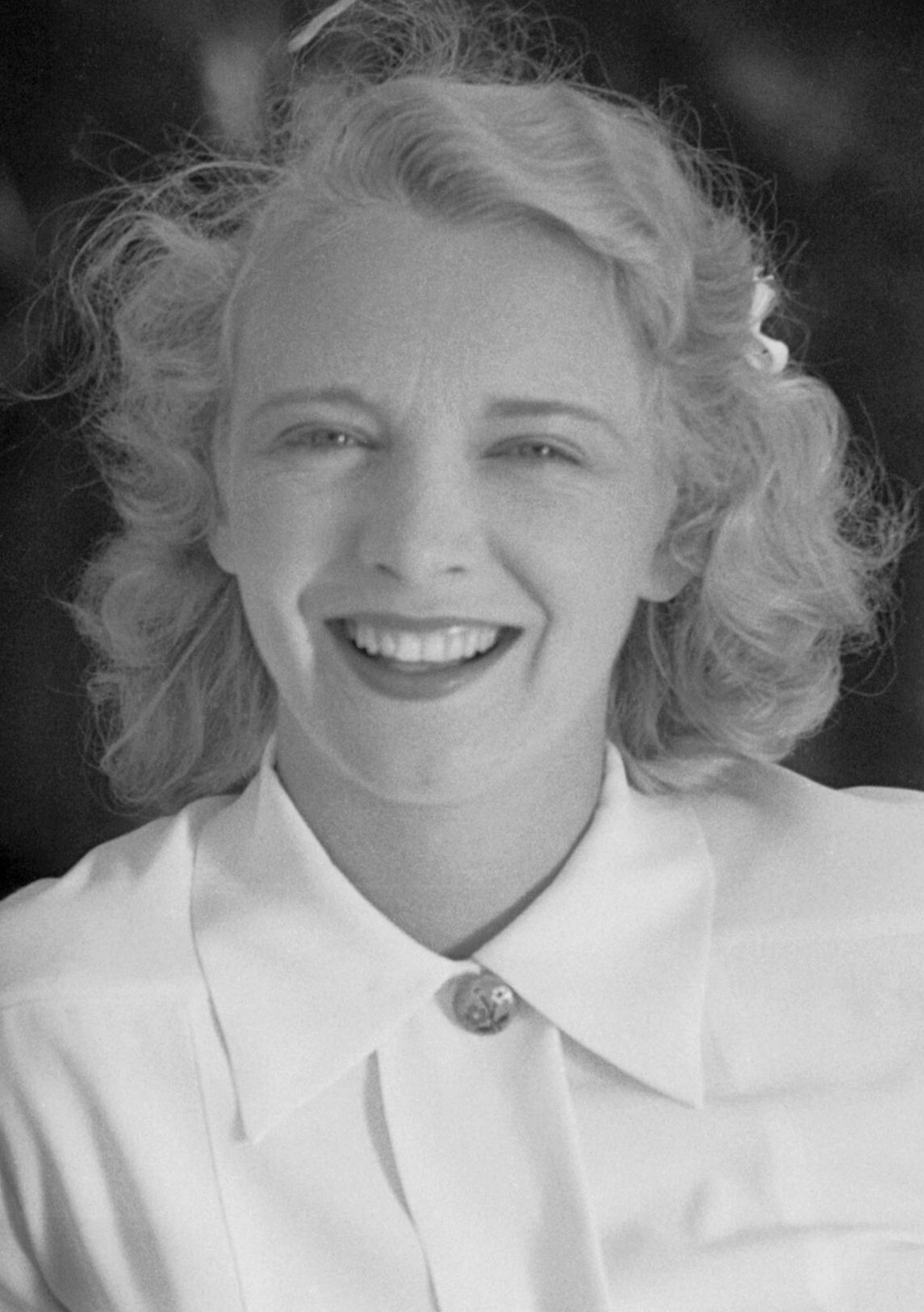
Virginia Bruce (* 1910)

- 1910: Virginia Bruce, US-amerikanische Schauspielerin und Sängerin
- 1910: Aldo Donati, italienischer Fußballspieler
- 1910: Paule Maurice, französische Komponistin
- 1911: Asō Takakichi, japanischer Unternehmer und Politiker
- 1912: Lukas Ammann, Schweizer Schauspieler
- 1912: Michelangelo Antonioni, italienischer Filmregisseur
- 1913: Ramón de Garciasol, spanischer Schriftsteller

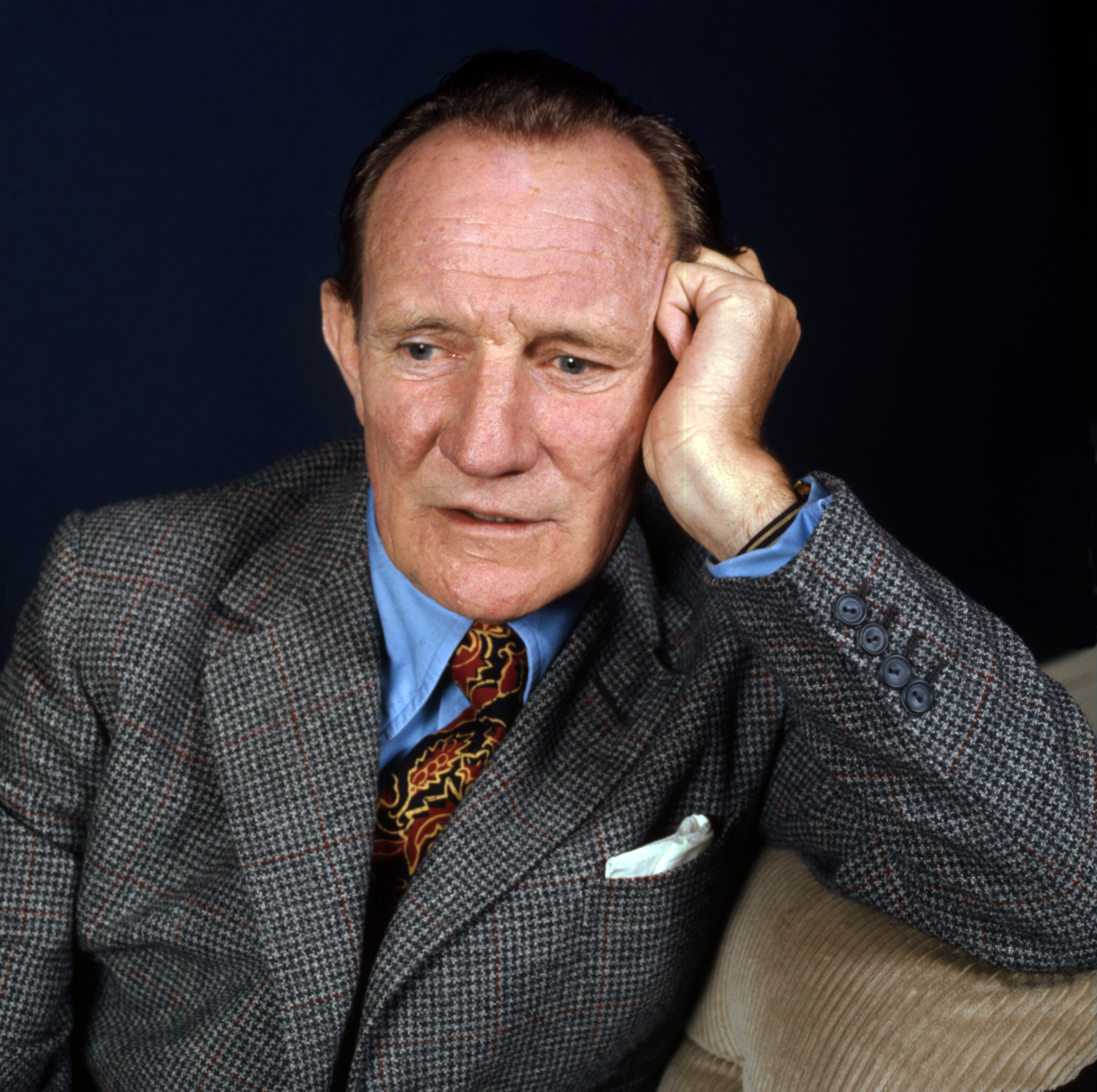
Trevor Howard (* 1913)

- 1913: Trevor Howard, englischer Theater- und Filmschauspieler
- 1913: Stanley Kramer, US-amerikanischer Filmregisseur
- 1913: Silvio Piola, italienischer Fußballspieler
- 1914: Anna Martina Gottschick, deutsche Verlagslektorin und Kirchlieddichterin
- 1914: Heinz Werner Ketzer, deutscher römisch-katholischer Priester und Kölner Dompropst
- 1914: Jean Laroche, französischer Autorennfahrer
- 1915: Barbara Kostrzewska, polnische Sängerin und Musikpädagogin
- 1915: Michaela Krinner, deutsche Malerin des magischen Realismus
- 1915: Elfriede Kuzmany, österreichische Schauspielerin
- 1915: Brenda Marshall, US-amerikanische Schauspielerin
- 1916: Senta Foltin, österreichische Schauspielerin
- 1916: Eva Frodl-Kraft, österreichische Kunsthistorikerin und Denkmalpflegerin
- 1916: Eduard Lehmann, Schweizer Beamter
- 1916: Minao Shibata, japanischer Komponist
- 1916: Josef Traxel, deutscher Tenor
- 1917: Christoph Barth, Schweizer evangelischer Geistlicher und Hochschullehrer
- 1918: Nancy Roper, englische Pflegewissenschaftlerin

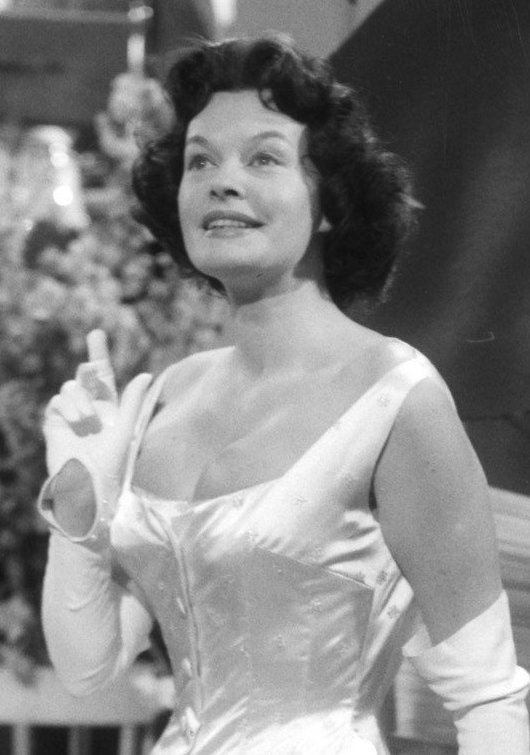
Margot Hielscher (* 1919)

- 1919: Margot Hielscher, deutsche Sängerin und Schauspielerin
- 1920: Peter D. Mitchell, britischer Chemiker, Nobelpreisträger
- 1920: Václav Neumann, tschechischer Dirigent
- 1920: Oskar Reck, Schweizer Journalist und Publizist
- 1920: Nelson Wesley Trout, US-amerikanischer lutherischer Bischof
- 1921: Franny Beecher, US-amerikanischer Musiker
- 1921: Wolfgang Mischnick, deutscher Politiker, MdB, Bundesvertriebenenminister
- 1922: Karl-Heinz Köpcke, deutscher Nachrichtensprecher
- 1922: Lizabeth Scott, US-amerikanische Schauspielerin
- 1922: Peter Swanwick, britischer Schauspieler
- 1923: Roland Gööck, deutscher Schriftsteller und Herausgeber
- 1923: Helli Servi, österreichische Schauspielerin
- 1924: Marina Berti, italienische Schauspielerin
- 1924: Esther Brand, südafrikanische Hochspringerin
- 1924: Helga Raumer, deutsche Schauspielerin
- 1925: Oskar Anweiler, deutscher Erziehungswissenschaftler
- 1925: John Tower, US-amerikanischer Politiker

#### 1926–1950
- 1926: Tony Echavarría, dominikanischer Sänger und Kabarettist
- 1926: Alfred Nann, deutscher Politiker, MdB
- 1927: Adhemar da Silva, brasilianischer Leichtathlet
- 1927: Sherwood Johnston, US-amerikanischer Autorennfahrer
- 1927: Elizabeth Peters, US-amerikanische Krimi-Schriftstellerin
- 1928: Mihály Lantos, ungarischer Fußballspieler
- 1928: Stanisław Manturzewski, polnischer Schauspieler, Drehbuchautor und Regisseur

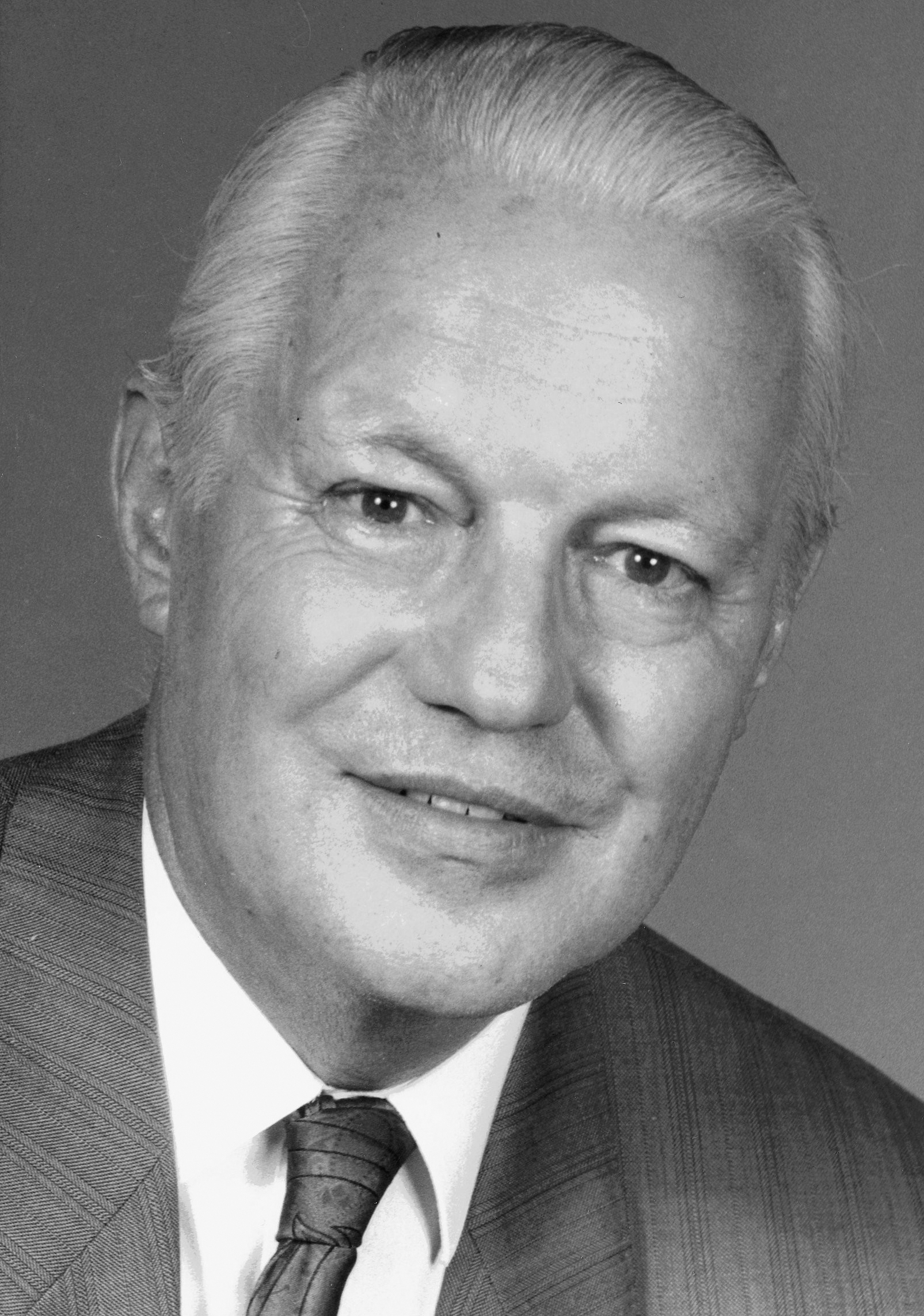
Gerhard Stoltenberg (* 1928)

- 1928: Gerhard Stoltenberg, deutscher Politiker, Ministerpräsident, Bundesminister
- 1929: Walter Hornstein, deutscher Soziologe und Erziehungswissenschaftler
- 1929: Rolf Kühn, deutscher Musiker und Jazzklarinettist
- 1929: Hans Wyprächtiger, Schweizer Schauspieler
- 1930: Colin Dexter, britischer Autor von Kriminalromanen
- 1931: Johanna Clas, deutsche Schauspielerin und Regisseurin
- 1931: James Cronin, US-amerikanischer Physiker, Nobelpreisträger

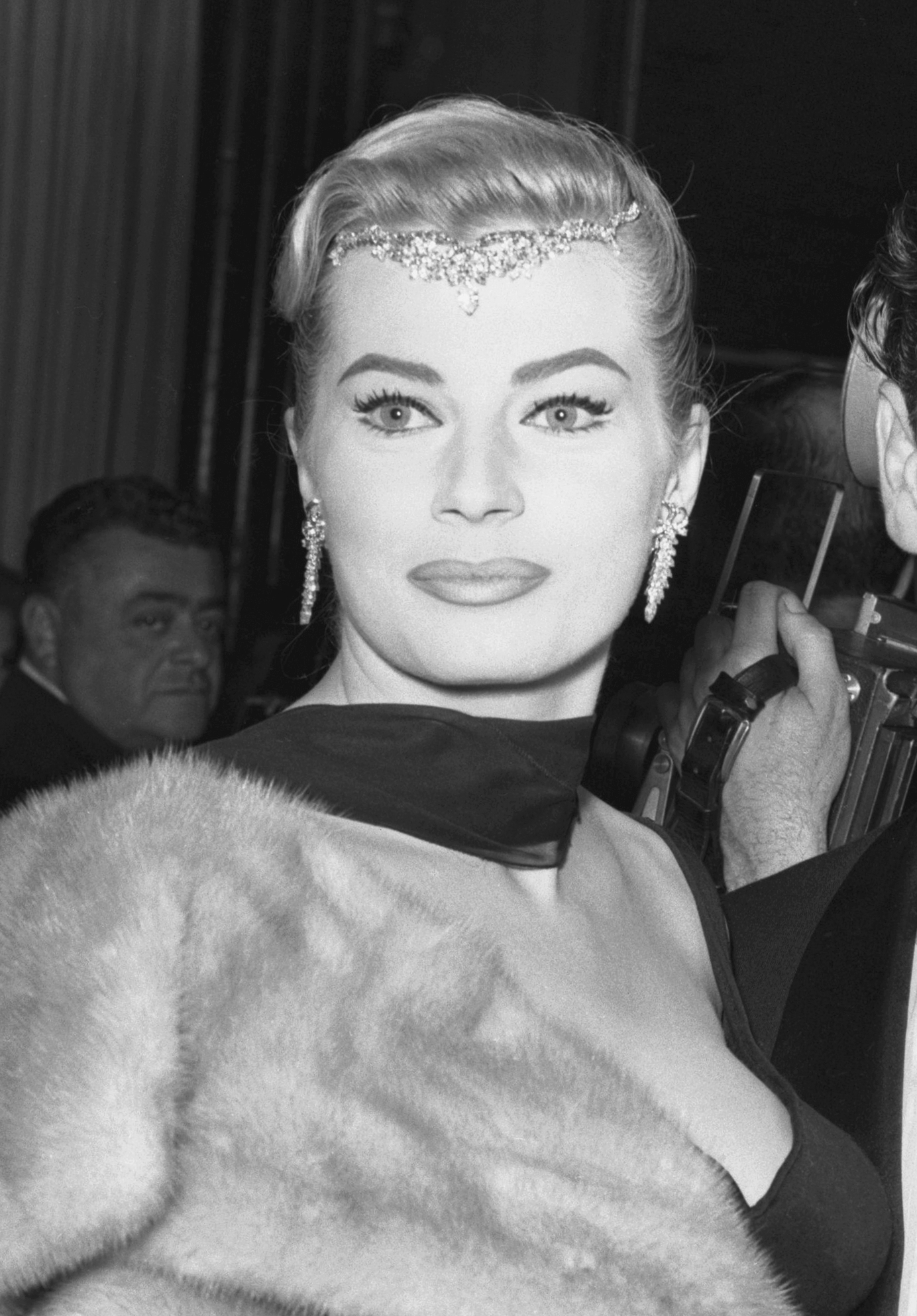
Anita Ekberg (* 1931)

- 1931: Anita Ekberg, schwedische Schauspielerin
- 1931: Klaus Forster, deutscher Brigadegeneral
- 1931: Huschmand Sabet, deutsch-persischer Unternehmer
- 1932: Robert Benton, US-amerikanischer Regisseur
- 1932: Thomas Kenner, österreichischer Arzt und Hochschullehrer
- 1932: Eva Szepesi, ungarische Holocaust-Überlebende
- 1933: Michel Stolker, niederländischer Radrennfahrer
- 1933: James Villiers, britischer Film- und Fernsehschauspieler
- 1934: Hilda-Maria Lander, deutsche Tanzpädagogin und Hochschullehrerin

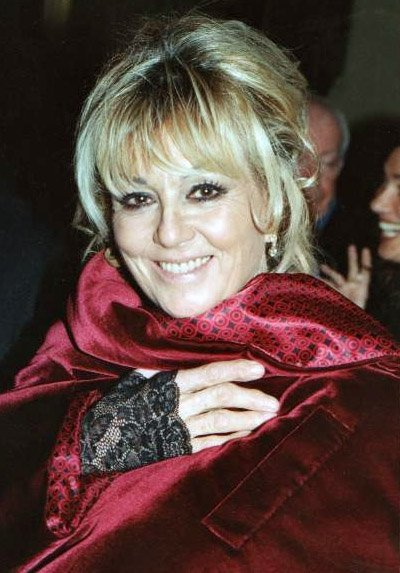
Mylène Demongeot (* 1935)

- 1935: Mylène Demongeot, französische Schauspielerin
- 1935: Wladimir Iliew, bulgarischer Komponist, Musiker und Musikpädagoge
- 1935: Jerry Lee Lewis, US-amerikanischer Musiker
- 1935: Gigi Martin, deutsche Schriftstellerin
- 1935: Ingrid Noll, deutsche Schriftstellerin
- 1936: Silvio Berlusconi, italienischer Politiker und Unternehmer
- 1936: Silviano Santiago, brasilianischer Schriftsteller
- 1937: Antonio Bailetti, italienischer Radrennfahrer
- 1937: Marlo Morgan, US-amerikanische Autorin und Ärztin
- 1937: Nina Wang, chinesische Unternehmerin
- 1938: Günther Beelitz, deutscher Theaterregisseur
- 1938: Gustav Burosch, deutscher Mathematiker und Hochschullehrer

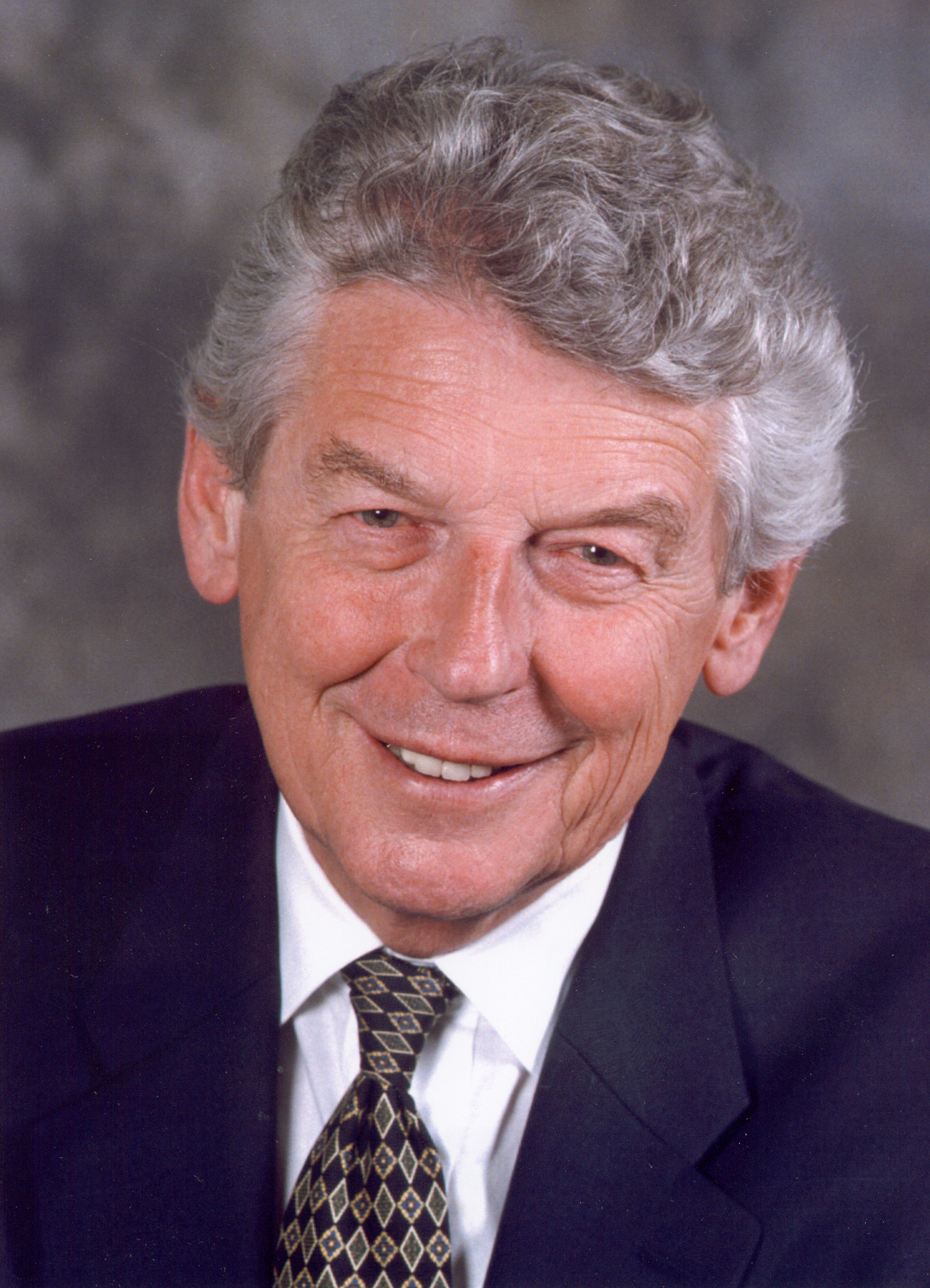
Wim Kok (* 1938)

- 1938: Wim Kok, niederländischer Politiker
- 1938: Doris Langer, deutsche Leichtathletin
- 1938: Roy Pike, US-amerikanischer Autorennfahrer und Unternehmer
- 1939: Fikret Abdić, bosnischer Politiker
- 1939: Tommy Boyce, US-amerikanischer Sänger und Songschreiber
- 1939: Helga Kneidl, deutsche Fotografin
- 1939: Rhodri Morgan, walisischer Politiker
- 1939: Werner Pochath, österreichischer Schauspieler
- 1940: Ernst Kreuz, deutscher Fußballspieler
- 1940: Isidro Sala Puigdevall, spanischer Fußballspieler und Kommunalpolitiker
- 1941: Dieter von Holtzbrinck, deutscher Verleger
- 1941: Glenys Linos, griechische Opernsängerin (Mezzosopran)
- 1941: Gaston Salvatore, deutschsprachiger Schriftsteller und Dramatiker chilenischer Herkunft
- 1941: Jutta Stöck, deutsche Leichtathletin

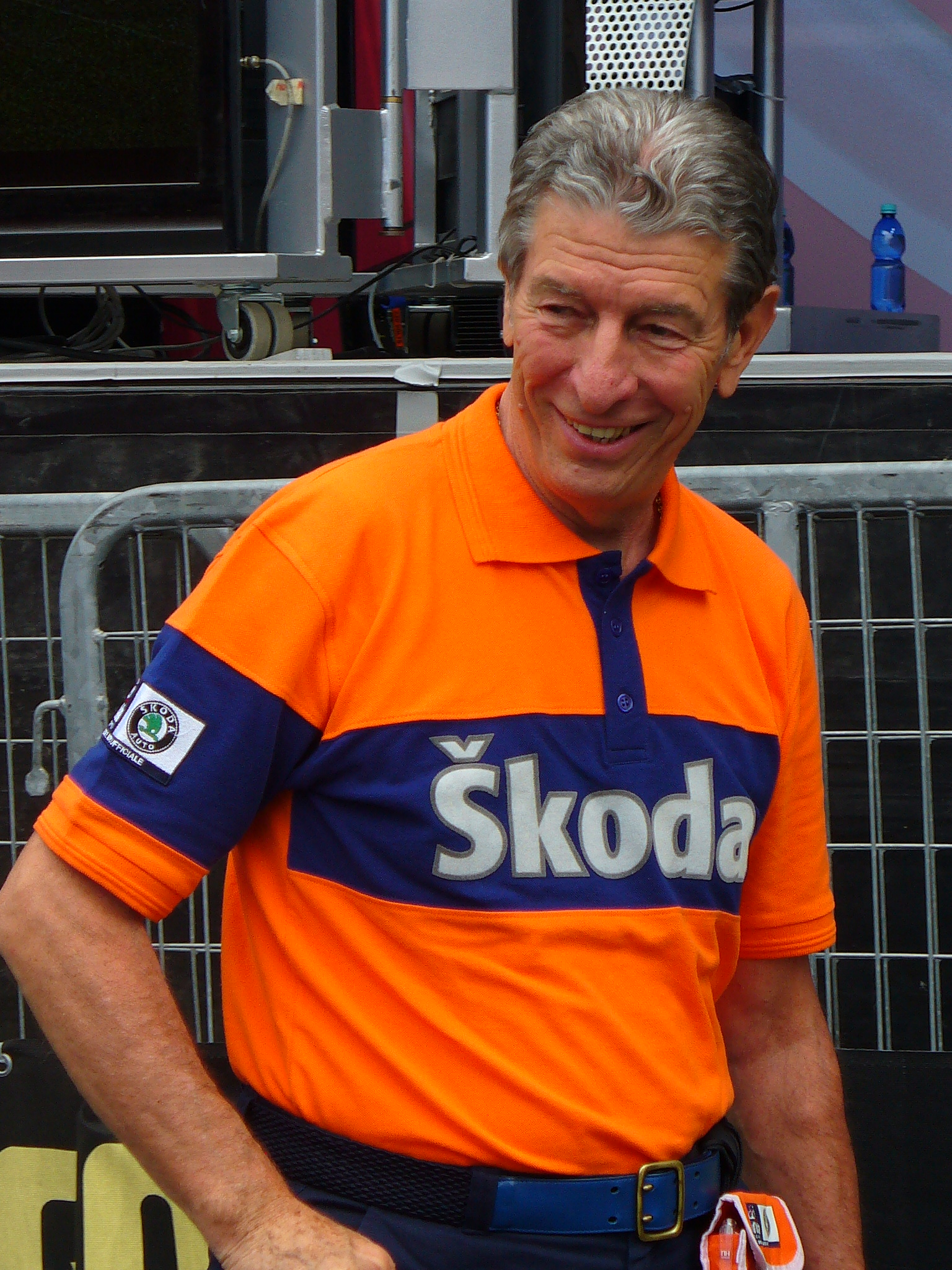
Felice Gimondi (* 1942)

- 1942: Felice Gimondi, italienischer Radrennfahrer
- 1942: Madeline Kahn, amerikanische Schauspielerin
- 1942: Jean-Luc Ponty, französischer Musiker
- 1942: Ian McShane, britischer Filmschauspieler, Filmproduzent, Regisseur und Golden-Globe-Preisträger
- 1943: Holk Freytag, deutscher Theaterregisseur
- 1943: Michaela Geiger, deutsche Politikerin, Bundestagsvizepräsidentin
- 1943: Stefan Kälin, Schweizer Skirennläufer
- 1943: Wolfgang Overath, deutscher Fußballer
- 1943: Lech Wałęsa, polnischer Politiker
- 1943: Theo Windges, deutscher Künstler
- 1944: Anne Briggs, englische Folk-Sängerin
- 1944: Lerke Osterloh, deutsche Juristin, Richterin des Bundesverfassungsgerichts
- 1944: Doris Schlosser, deutsche Marathonläuferin
- 1945: Michael Bella, deutscher Fußballspieler
- 1945: Renato Mastropietro, italienischer Autorennfahrer

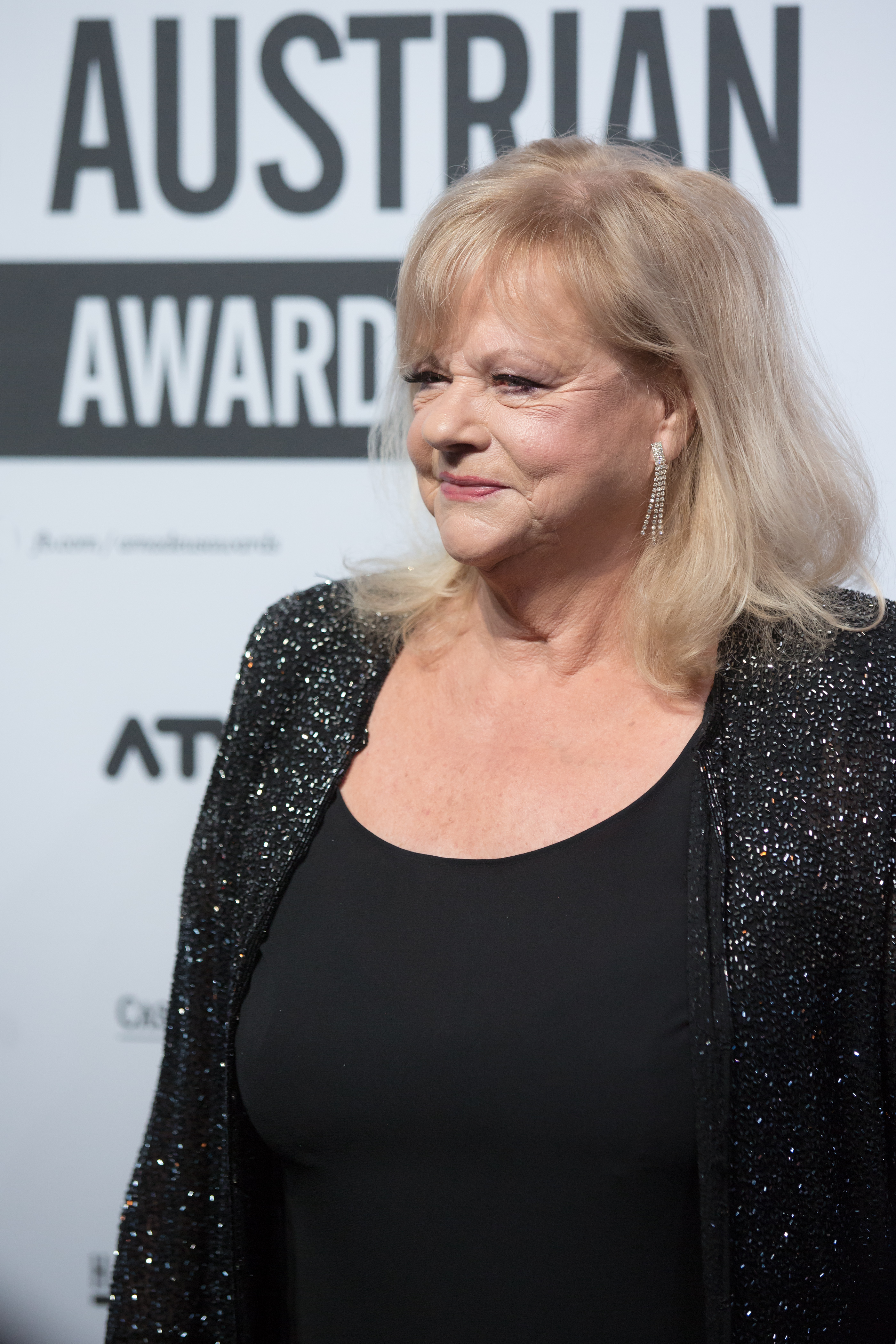
Marianne Mendt (* 1945)

- 1945: Marianne Mendt, österreichische Sängerin
- 1945: Nadeschda Wladimirowna Tschischowa, russische Leichtathletin, Olympiasiegerin
- 1946: Søren Asmussen, dänischer Mathematiker und Hochschullehrer
- 1946: Monika Schwalm, deutsche Politikerin
- 1948: Mark Farner, US-amerikanischer Gitarrist und Songwriter
- 1948: Theo Jörgensmann, deutscher Jazz-Klarinettist
- 1949: Donata Höffer, deutsche Schauspielerin und Sängerin
- 1949: Sverre Erik Jebens, norwegischer Jurist
- 1949: Toni Mang, deutscher Motorradrennfahrer
- 1950: Tom Deininger, deutscher Radiomoderator, Schauspieler und Synchronsprecher
- 1950ː Amália Sterbinszky, ungarische Handballspielerin und -trainerin

#### 1951–1975

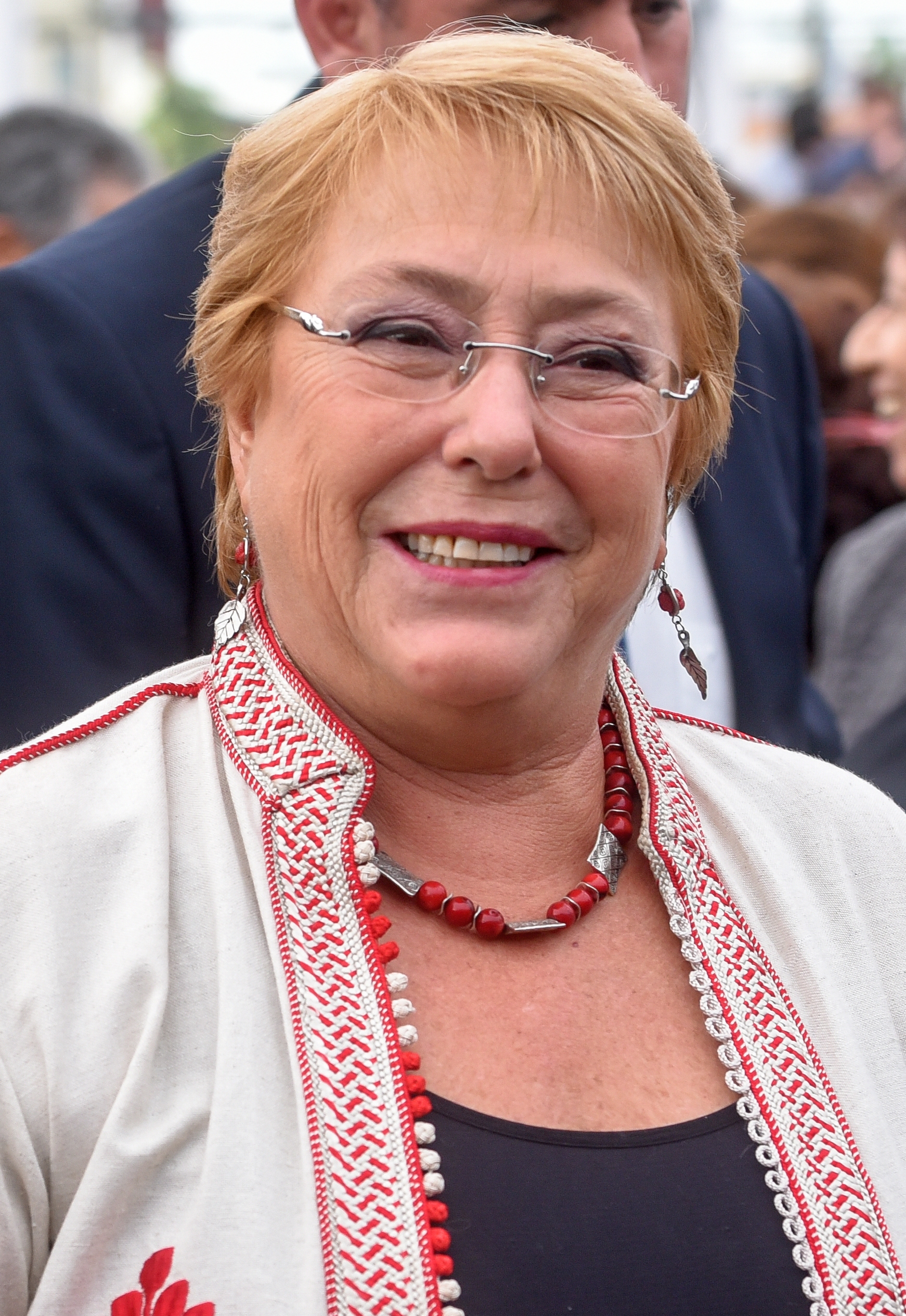
Michelle Bachelet (* 1951)

- 1951: Michelle Bachelet, chilenische Politikerin, Staatspräsidentin
- 1951: Maureen Caird, australische Leichtathletin, Olympiasiegerin
- 1951: Jutta Ditfurth, deutsche Sozialwissenschaftlerin, Publizistin und Politikerin
- 1952: Ross Daly, Weltmusiker und Multiinstrumentalist irischer Herkunft
- 1952: Lonzo, deutscher Musiker
- 1952: Monika Zehrt, deutsche Leichtathletin, Olympiasiegerin
- 1953: Jean-Claude Lauzon, kanadischer Regisseur
- 1954: Joachim Boldt, deutscher Anästhesiologe
- 1954: Mojib Latif, deutscher Meteorologe und Klimaforscher
- 1954: Debbie Shapiro, US-amerikanische Schauspielerin und Sängerin
- 1955: Ann Bancroft, US-amerikanische Polarforscherin

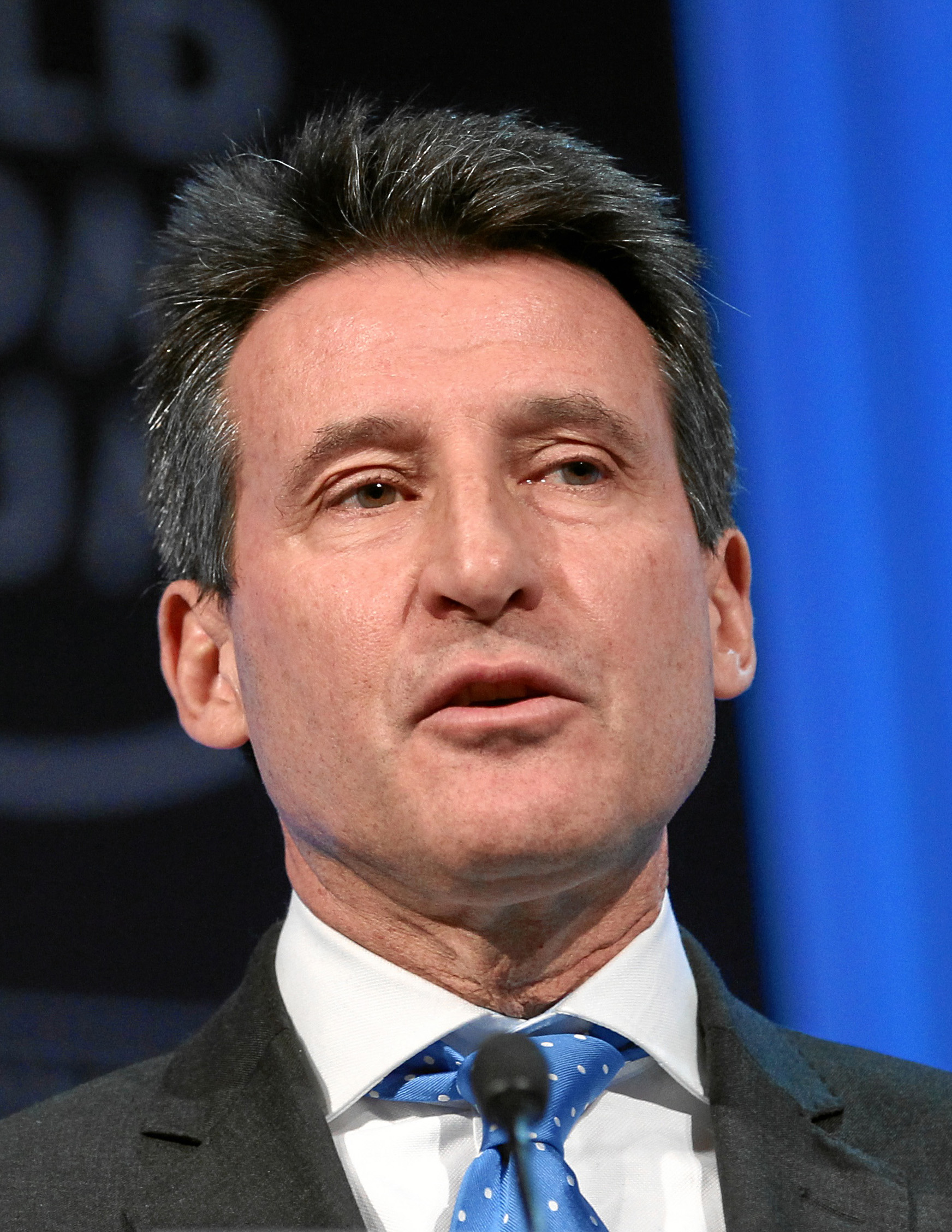
Sebstian Coe (* 1956)

- 1956: Sebastian Coe, britischer Leichtathlet und Politiker
- 1956: Klaus-Peter Jünemann, deutscher Urologe
- 1957: Craig Lefferts, deutschamerikanischer Baseballspieler
- 1957: Harald Schmid, deutscher Leichtathlet
- 1958: Susanne Ruoff, Schweizer Managerin
- 1958: Karen Young, US-amerikanische Schauspielerin
- 1959: Carlos Cardús, spanischer Motorradrennfahrer
- 1959: Anamaría Font, venezolanische Physikerin
- 1959: Raf, italienischer Sänger und Songschreiber
- 1960: Chris Bauer, US-amerikanischer Jazz-Mundharmonikaspieler
- 1960: Reso Kiknadze, georgischer Komponist und Saxophonist

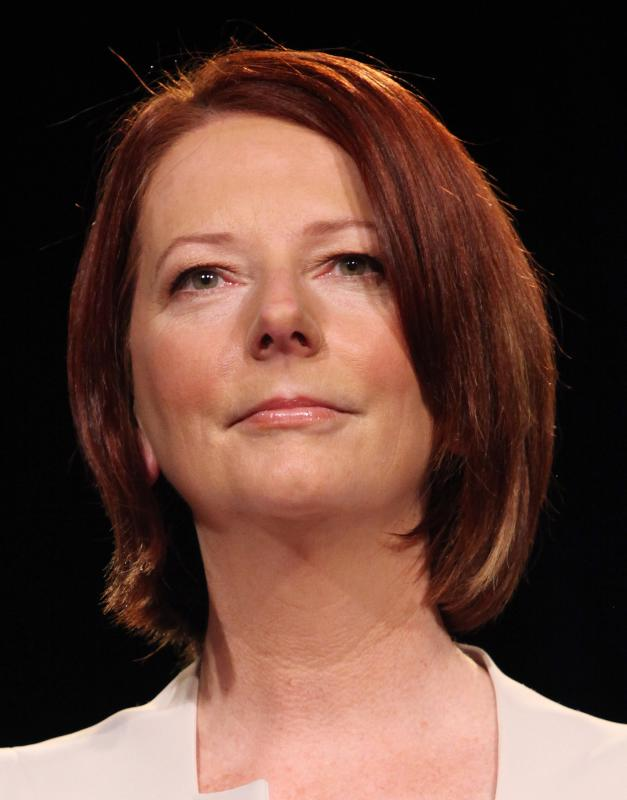
Julia Gillard (* 1961)

- 1961: Julia Gillard, australische Politikerin
- 1961: Tobias Hoesl, deutscher Schauspieler
- 1961: Dagmar H. Mueller, deutsche Autorin von Kinder- und Jugendliteratur
- 1962: Roger Bart, US-amerikanischer Schauspieler und Musicaldarsteller
- 1962: Michael Hornstein, deutscher Saxophonist und Komponist
- 1963: Dave Andreychuk, kanadischer Eishockeyspieler
- 1963: Arvydas Anušauskas, litauischer Historiker und Politiker
- 1963: Les Claypool, US-amerikanischer Musiker
- 1963: Jaroslav Mostecký, tschechischer Autor von Science-Fiction- und Fantasyliteratur
- 1963: Kathrin Vogler, deutsche Politikerin

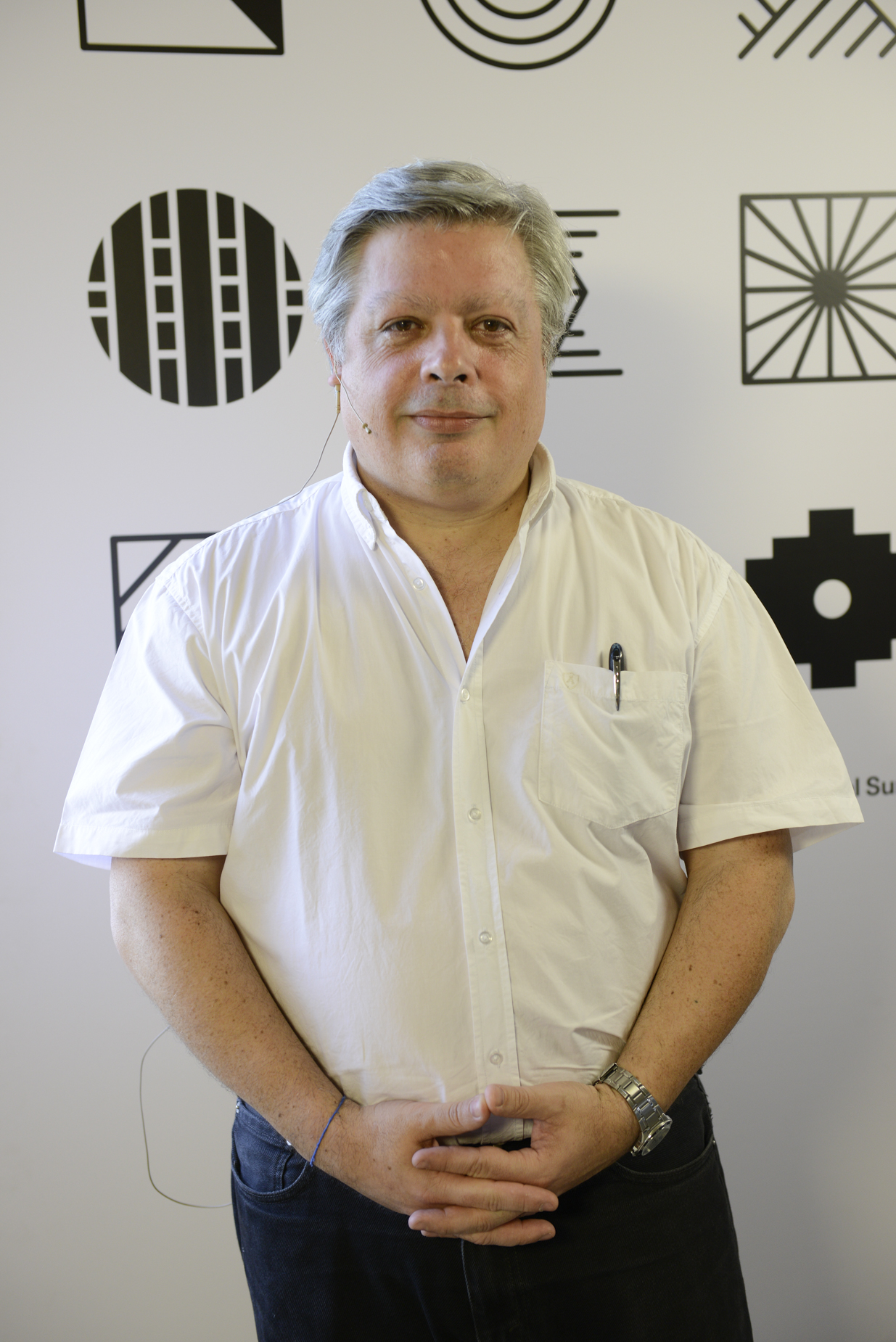
Enrique Aguerre (* 1964)

- 1964: Enrique Aguerre, uruguayischer Videoregisseur und -Künstler
- 1964: Petros Tabouris, griechischer Komponist, Musiker und Musikwissenschaftler
- 1965: Assem Akram, afghanischer Historiker und Schriftsteller
- 1966: Jürgen Hartz, deutscher Handballspieler
- 1966: Dirk Kummer, deutscher Schauspieler und Regisseur
- 1966: Christine Wunnicke, deutsche Schriftstellerin
- 1967: Yūichi Akasaka, japanischer Shorttracker
- 1967: Brett Anderson, englischer Sänger und Songwriter
- 1967ː Felicia Țilea-Moldovan, rumänische Leichtathletin
- 1968: Benjamin Morik, deutscher Schauspieler
- 1968: Alex Skolnick, US-amerikanischer Jazz- und Rock-Gitarrist
- 1969: Jon Auer, US-amerikanischer Musiker
- 1969: Nico Brina, Schweizer Boogie Woogie-, Blues- und Rock-’n’-Roll-Pianist und Sänger

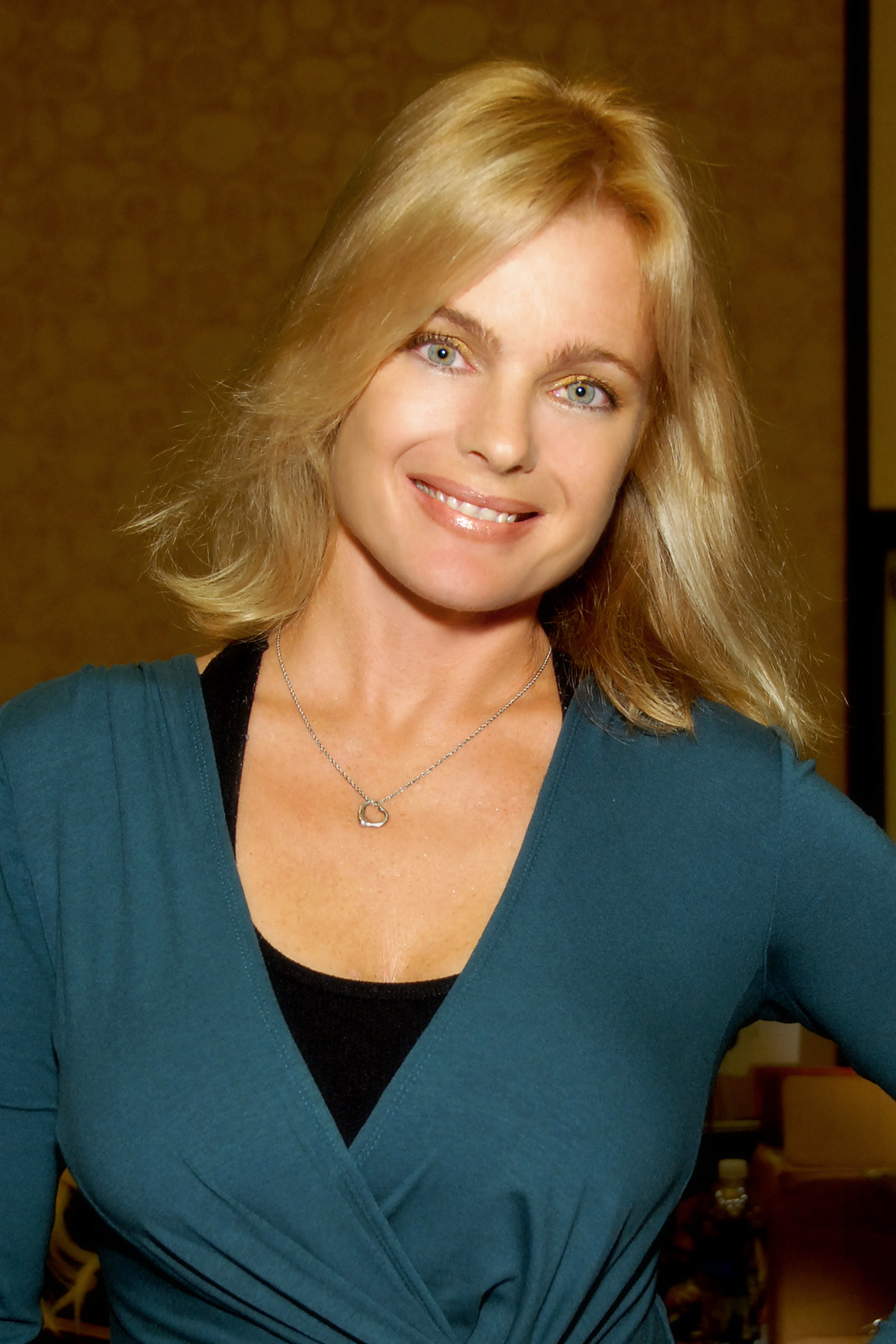
Erika Eleniak (* 1969)

- 1969: Erika Eleniak, US-amerikanische Schauspielerin
- 1969: Jürgen Oelschläger, deutscher Motorradrennfahrer
- 1969: Ivica Vastić, österreichischer Fußballspieler
- 1970: Torsten Abeln, deutscher Fußballspieler
- 1970: Emily Lloyd, britische Schauspielerin
- 1971: Torch, deutscher Hip-Hop-Musiker
- 1971: Sibel Tüzün, türkische Sängerin
- 1971: Rick Warden, britischer Schauspieler
- 1972: Arnold Atienza, philippinischer Sportler, Politiker und Nachrichtensprecher
- 1972: Oliver Gavin, britischer Autorennfahrer
- 1973: Debelah Morgan, US-amerikanische R&B-Sängerin und Songschreiberin
- 1974: Nancy Carroll, britische Schauspielerin
- 1975: Abdullah al-Wakid, saudi-arabischer Fußballspieler

#### 1976–2000
- 1976: Mark Edusei, ghanaischer Fußballspieler
- 1976: Mandy Kerkossa, deutsche Handballspielerin

Andrij Schewtschenko (* 1976)

- 1976: Andrij Schewtschenko, ukrainischer Fußballspieler
- 1976: Óscar Sevilla, spanischer Radrennfahrer
- 1977: Heath Bell, US-amerikanischer Baseballspieler
- 1977: Marcus Keupp, Schweizer Künstler
- 1977: Renato Levy, deutscher Fußballspieler
- 1977: Kerstin Stegemann, deutsche Fußballspielerin
- 1978: Martin Goldenbaum, deutscher Musiker, Sänger und Liedermacher
- 1978: Myriam Karsch, deutsche Verlegerin
- 1978: Jannick Green Krejberg, dänischer Handballspieler
- 1978: Kurt Nilsen, norwegischer Sänger
- 1979: Orhan Ak, türkischer Fußballspieler

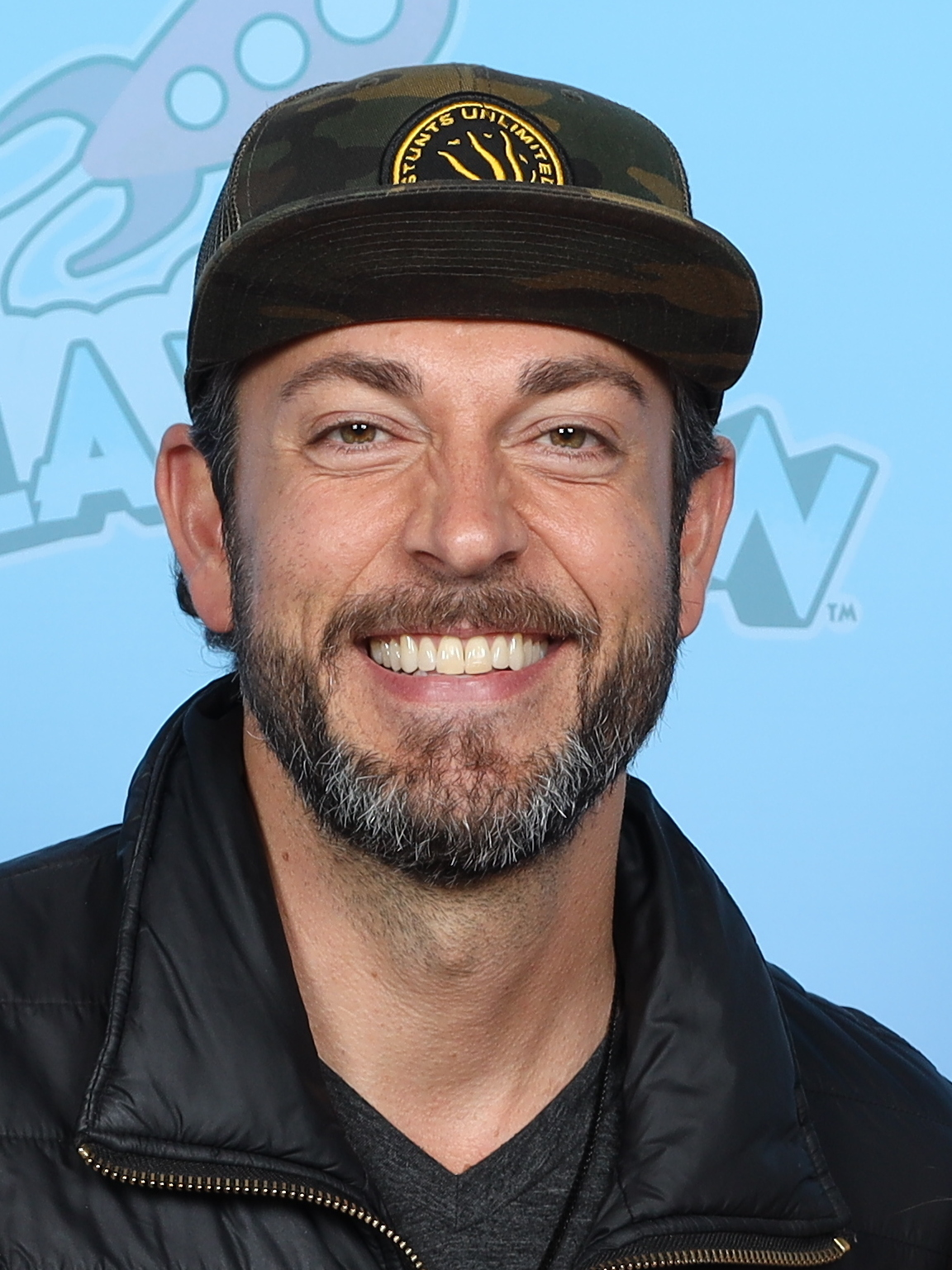
Zachary Levi (* 1980)

- 1980: Zachary Levi, US-amerikanischer Schauspieler
- 1980: Emily Lima, brasilianische Fußballtrainerin
- 1980: Josephine Schmidt, deutsche Schauspielerin und Synchronsprecherin
- 1981: Shay Astar, US-amerikanische Schauspielerin und Sängerin
- 1981: Gordon Mathers, australischer Dartspieler
- 1981: Siyabonga Sangweni, südafrikanischer Fußballspieler
- 1981: Shane Smeltz, neuseeländischer Fußballspieler
- 1981: Seth Stammler, US-amerikanischer Fußballspieler
- 1981: Juliane Ziegler, deutsche Fernsehmoderatorin
- 1982: Giancarlo Adami, italienischer Skispringer
- 1982: Rassul Boqijew, tadschikischer Judoka
- 1983: Matthias Mangiapane, deutscher Reality-TV-Teilnehmer
- 1983: Michael Ohnesorge, deutscher Fußballspieler
- 1983: Alessio Sestu, italienischer Fußballspieler
- 1984: Rune Jarstein, norwegischer Fußballspieler

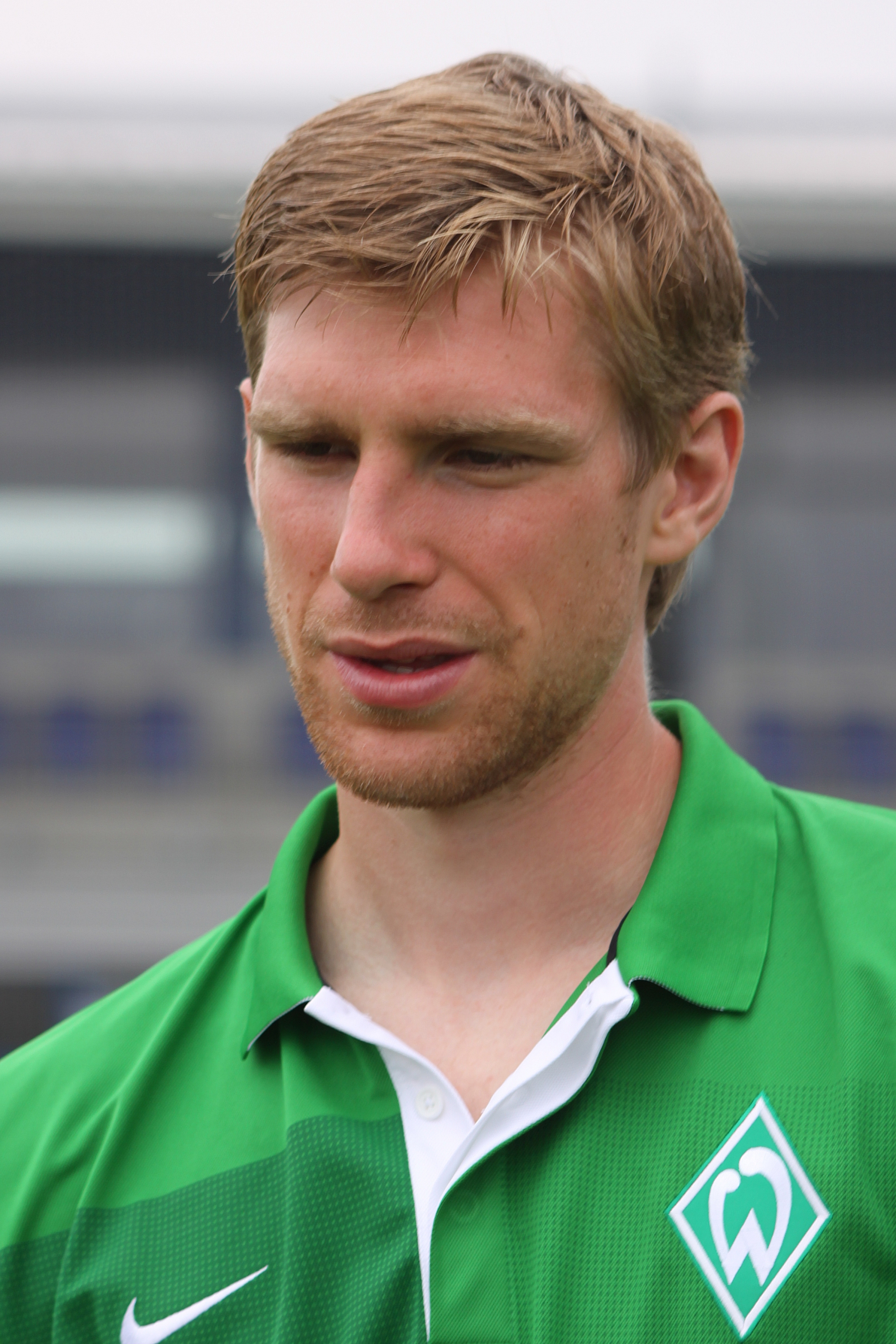
Per Mertesacker (* 1984)

- 1984: Per Mertesacker, deutscher Fußballspieler
- 1985: Butterscotch, US-amerikanische Musikerin
- 1985: Calvin Johnson, US-amerikanischer American-Football-Spieler
- 1985: Niklas Moisander, finnischer Fußballspieler
- 1985: Dani Pedrosa, spanischer Motorradrennfahrer
- 1986: Diego Ares, brasilianischer Straßenradrennfahrer
- 1986: İbrahim Koray Arslan, türkischer Fußballspieler
- 1986: Stefan Hula, polnischer Skispringer
- 1986: Isabel Mackensen-Geis, deutsche Politikerin
- 1986: Michael Schär, Schweizer Radrennfahrer
- 1986: Grega Žemlja, slowenischer Tennisspieler
- 1987: Daniel Abalo Paulos, spanischer Fußballspieler

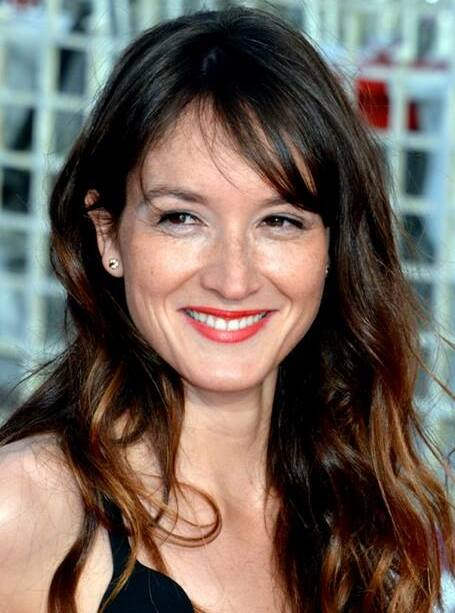
Anaïs Demoustier (* 1987)

- 1987: Anaïs Demoustier, französische Schauspielerin
- 1987: Jessica Houara, französische Fußballspielerin
- 1987: Peter Jungwirth, deutscher Handballspieler
- 1988: Kevin Durant, US-amerikanischer Basketballspieler
- 1988: Valérie Lambert, kanadische Shorttrackerin
- 1989: Matt Campbell, kanadischer Dartspieler
- 1989: Maksim Medvedev, aserbaidschanischer Fußballspieler
- 1990: Tierra Abbott, US-amerikanische Schauspielerin und Stuntfrau
- 1990: Doug Brochu, US-amerikanischer Schauspieler und Comedian

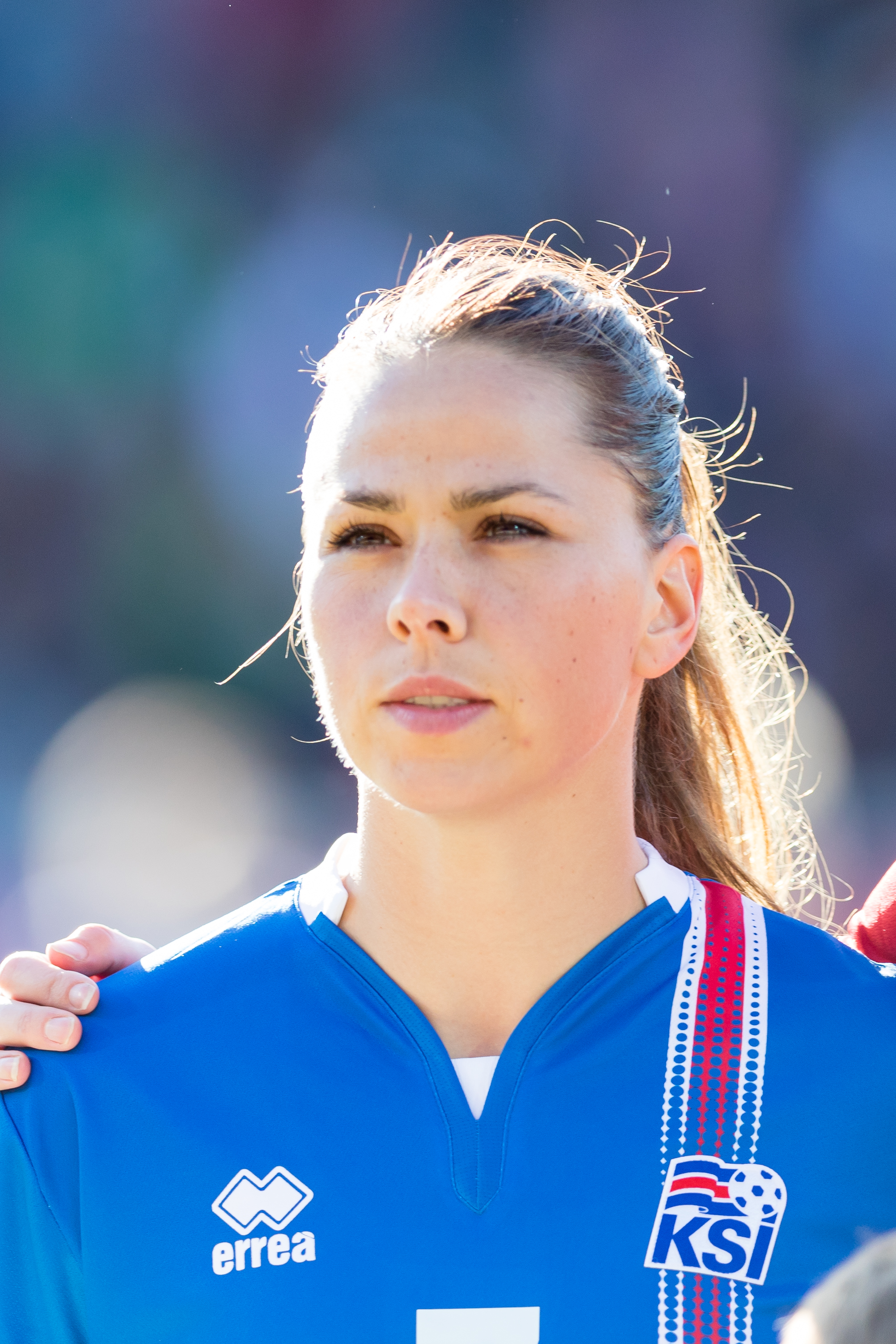
Sara Björk Gunnarsdóttir (* 1990)

- 1990: Sara Björk Gunnarsdóttir, isländische Fußballspielerin
- 1990: J. V. Horto, brasilianischer Autorennfahrer
- 1991: Rufat Dadashov, aserbaidschanischer Fußballspieler
- 1991: Martin Jensen, dänischer DJ und Musikproduzent
- 1992: Leonie Maier, deutsche Fußballspielerin
- 1993: Fouad Ambelj, marokkanisch-österreichischer Breaker
- 1994: Halsey, US-amerikanische Sängerin
- 1994: Marco Ilsø, dänischer Schauspieler
- 1995: Eugen Alanov, deutsch-russischer Eishockeyspieler
- 1995: Anastassija Olegowna Tolmatschowa, russisch-rumänische Biathletin
- 1996: Victorien Angban, ivorischer Fußballspieler
- 1997: Nicola-Rabea Langrzik, deutsche Schauspielerin
- 1998: Okan Erdoğan, deutscher Fußballspieler
- 1998: Jordan Lotomba, Schweizer Fußballspieler
- 1998: Lucas Pitzer, österreichischer Biathlet

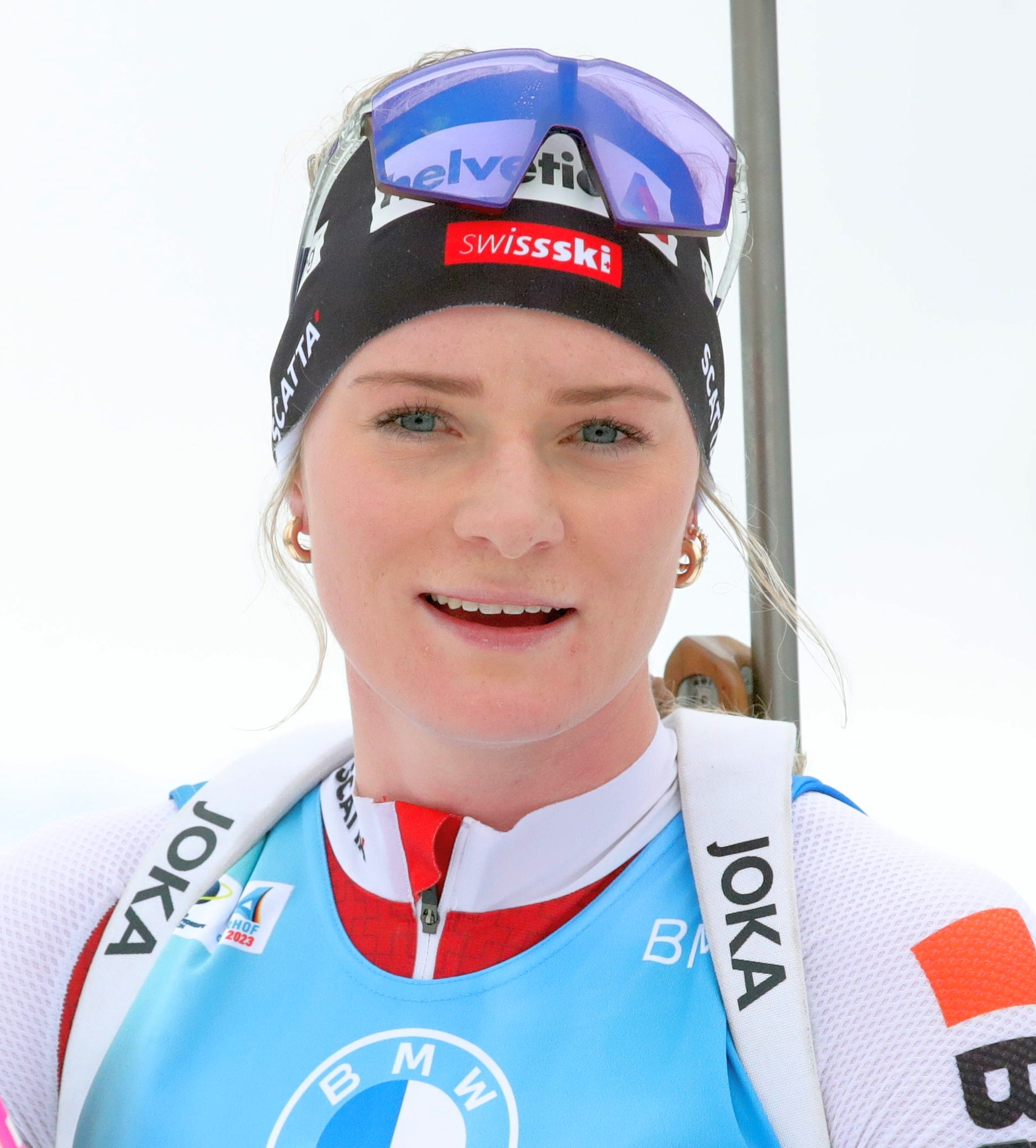
Amy Baserga (* 2000)

- 2000: Amy Baserga, Schweizer Biathletin
- 2000: Tim Fleischer, deutscher Eishockeyspieler
- 2000: Benita Peiffer, kanadische Biathletin
- 2000: Giorgi Mamardaschwili, georgischer Fußballspieler

### 21. Jahrhundert
- 2004: Pauline Deutsch, deutsche Fußballspielerin

## Gestorben

### Vor dem 16. Jahrhundert
- 0716: Ceolfrid, Abt von Jarrow, Heiliger
- 0791: Simpert, Bischof von Regensburg
- 0794: Berowelf, Bischof von Würzburg
- 0855: Hartgar, Bischof von Lüttich

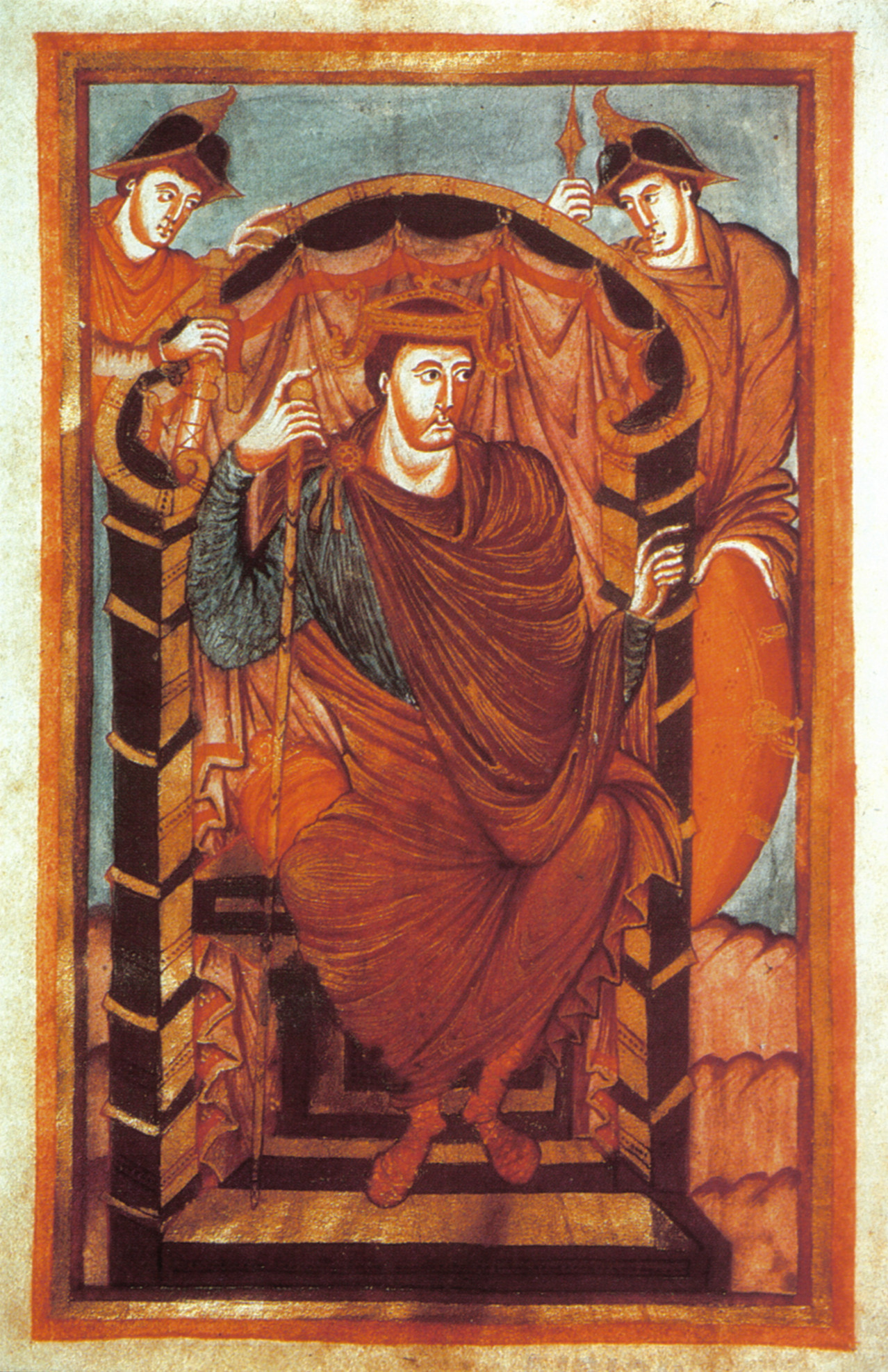
Lothar I. († 855)

- 0855: Lothar I., römischer Kaiser
- 0866: Karl das Kind, westfränkischer Unterkönig
- 1089: Theobald III. von Blois, Graf von Blois
- 1150: Robert de Sigillo, englischer Lordkanzler und Bischof von London
- 1163: Sigurd Sigurdsson Markusfostre, norwegischer Gegen-König
- 1186: Wilhelm von Tyrus, Erzbischof von Tyros
- 1225: Arnold Amalrich, französischer Mönch
- 1268: Johann von Burgund, französischer Adeliger, Graf von Charolais und Herr von Bourbon
- 1277: Balian von Arsuf, Herr von Arsuf, Konstabler von Jerusalem, Bailli von Jerusalem
- 1288: Mathilde von Brabant, Gräfin von Artois und Saint-Pol
- 1304: Agnes von Brandenburg, dänische Königin
- 1312: Berthold I. von Henneberg, Bischof von Würzburg
- 1312: Johann I., Herr von Limburg
- 1318: Imagina von Limburg, römisch-deutsche Königin
- 1349: Margaret Wake, 3. Baroness Wake, englische Adelige
- 1355: Matteo II. Visconti, Herrscher über Bologna, Lodi, Piacenza und Parma
- 1360: Jeanne I., Gräfin von Auvergne und Boulogne sowie Königin von Frankreich

- 1364: Karl, Herzog der Bretagne

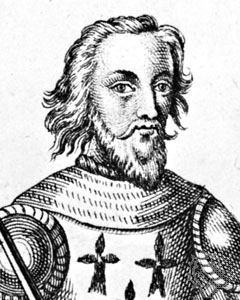
Karl († 1364)

- 1366: Walram II., Graf von Zweibrücken und Statthalter in Lothringen
- 1379: Eberhard von Brandis, Abt von Reichenau
- 1432: Antoine de Toulongeon, französischer Adliger, Generalgouverneur von Burgund
- 1445: Augustin, Weihbischof von Meißen
- 1469: Humphrey Neville, englischer Ritter
- 1492: Domenico Gagini, lombardischer Bildhauer
- 1494: Angelo Poliziano, italienischer Humanist und Dichter

### 16. bis 18. Jahrhundert
- 1506: Juan de Castro, italienischer Kardinal
- 1512: Johannes Engel, bayerischer Mediziner, Astronom, Astrologe, Physiker und Mathematiker

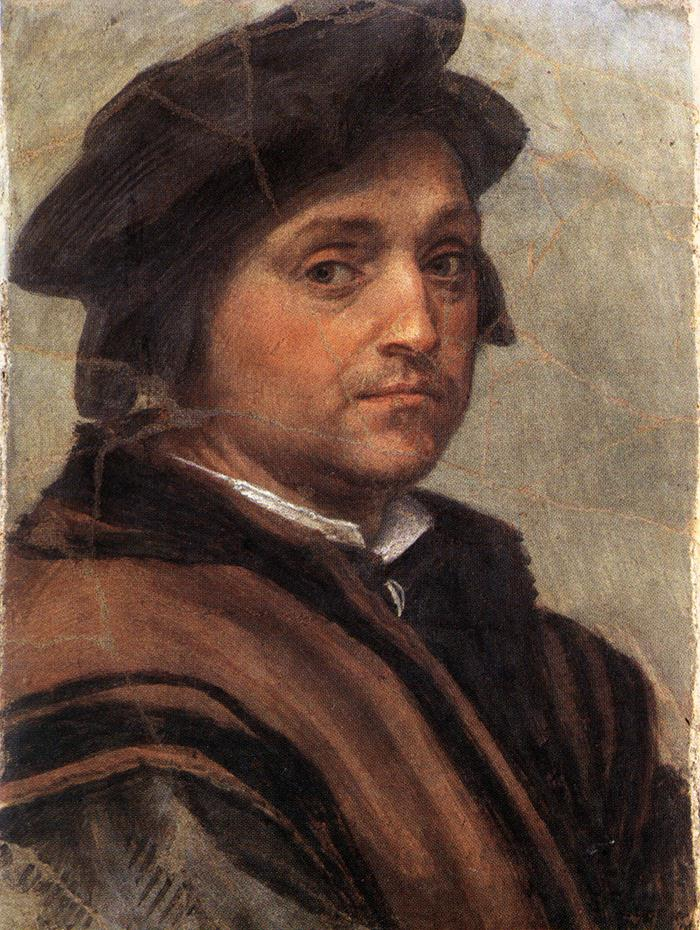
Andrea del Sarto († 1530)

- 1530: Andrea del Sarto, italienischer Maler
- 1555: Kara Ahmed Pascha, Großwesir des Osmanischen Reiches
- 1560: Gustav I. Wasa, König von Schweden
- 1578: Johann Esich, Bürgermeister von Bremen
- 1581: Andreas Musculus, deutscher evangelischer Theologe und Reformator
- 1583: Lorenzo Costa il Giovane, italienischer Maler
- 1591: Daniel Greser, deutscher lutherischer Theologe
- 1591: Johann II., Mitregent der Grafschaft Ostfriesland
- 1596: Margaret Stanley, Countess of Derby, englische Adelige
- 1616: Karl Ludwig zu Sulz, kaiserlicher Feldzeugmeister und Hofkriegsratspräsident
- 1627: Johannes Acronius, ostfriesischer Theologe
- 1634: Jan Rudolf Trčka von Lípa, kaiserlicher Rat und Statthalter von Böhmen
- 1642: William Stanley, 6. Earl of Derby, englischer Adliger
- 1672: Johannes Müller, deutscher Theologe
- 1679: John Manners, 8. Earl of Rutland, englischer Peer und Politiker

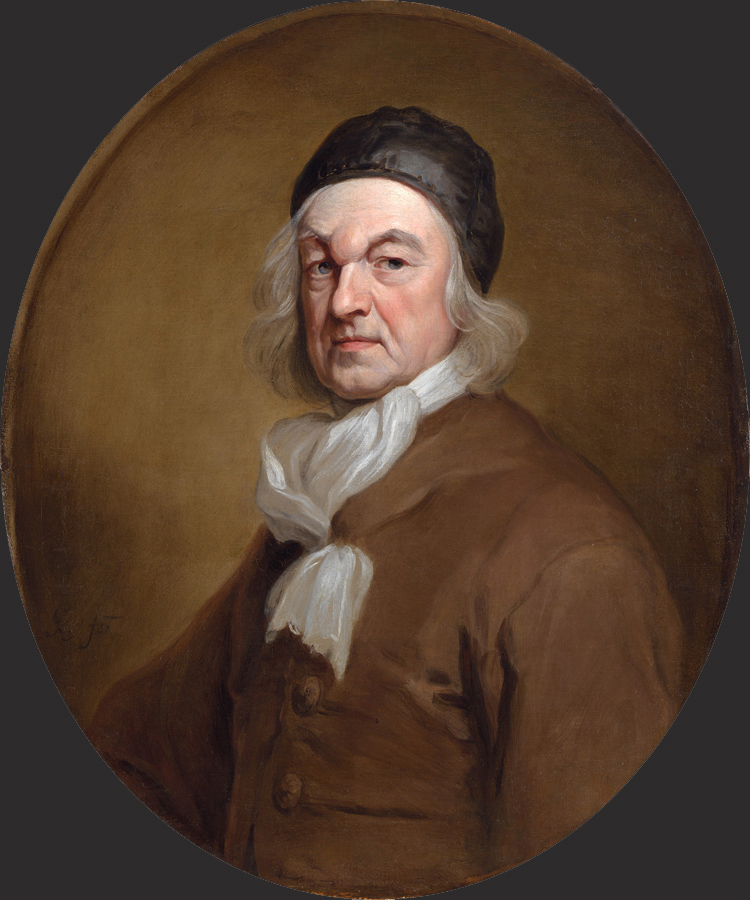
Charles de Saint-Évremond († 1703)

- 1703: Charles de Saint-Évremond, französischer Militär, Schriftsteller und Moralist
- 1713: Jakob van Oost der Jüngere, flämischer Maler
- 1719: Jean Orry, französischer Ökonom, der in Spanien die Staatsverwaltung reformierte
- 1735: Helena Sibylla Moller, deutsche Gelehrte
- 1750: Nicolaus Rohlfs, deutscher Mathematiker, Astronom, Landmesser und Kalendermacher
- 1760: Johann Heumann von Teutschenbrunn, deutscher Rechtshistoriker und Diplomatiker
- 1766: Caspar Bernet, Schweizer Bürgermeister
- 1785: Jakob Gujer, Schweizer Bauer und Reformer der Landwirtschaft
- 1785: Franz Ignaz Michael Neumann, deutscher Ingenieur, Architekt und Baumeister
- 1788: Johann Andreas Michael Nagel, deutscher Hebraist und Orientalist
- 1800: Michael Denis, österreichischer Schriftsteller, Übersetzer und Zoologe

### 19. Jahrhundert
- 1809: Claude-François Achard, französischer Romanist und Provenzalist
- 1809: Alexander Wilhelm von Arnim, preußischer Generalleutnant
- 1825: Daniel Shays, US-amerikanischer Farmer, Offizier und Aufständischer
- 1829: Karl August Weinhold, deutscher Mediziner
- 1833: Ferdinand VII., König von Spanien

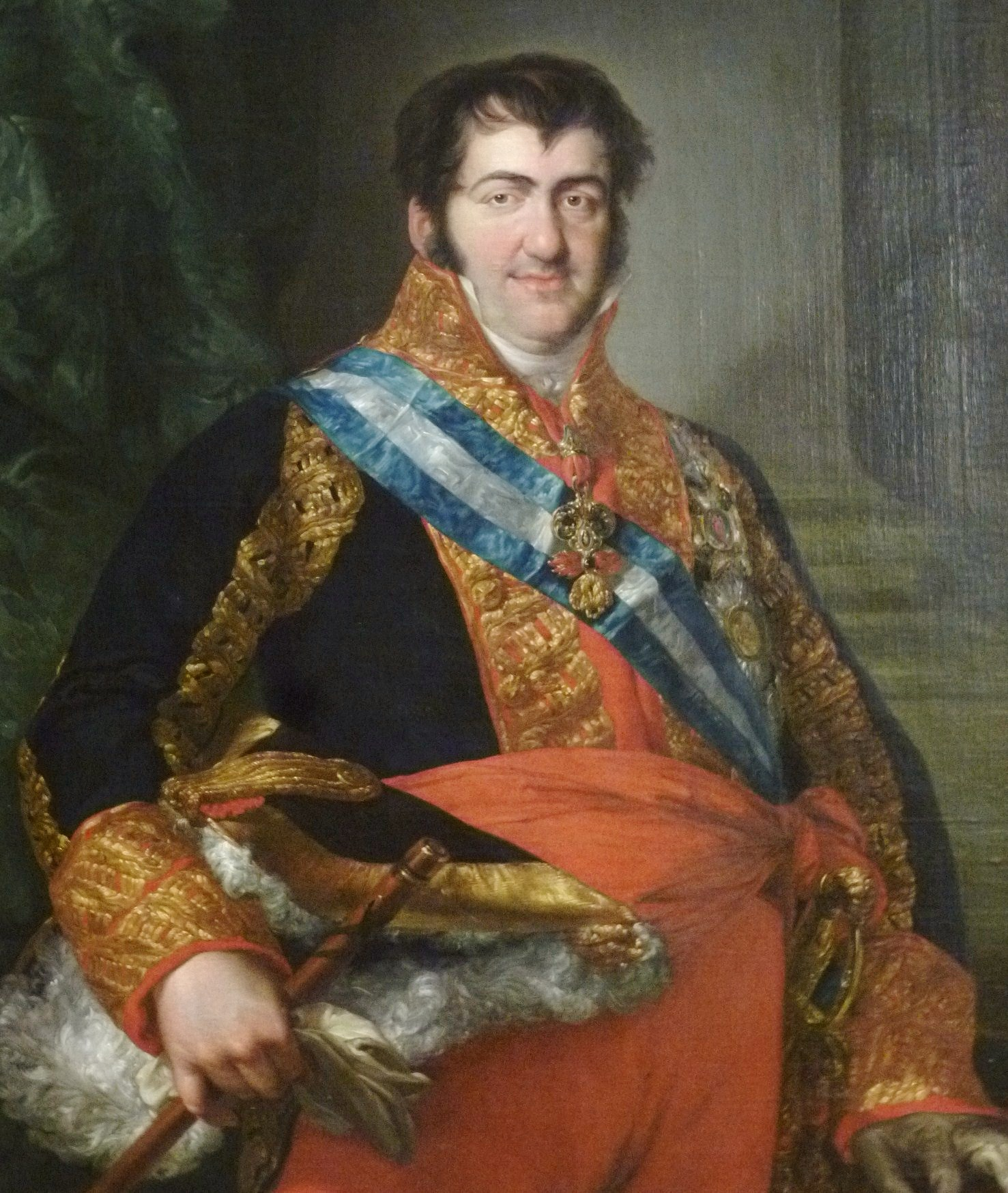
Friedrich († 1834)

- 1834: Friedrich, Herzog von Sachsen-Hildburghausen und Sachsen-Altenburg
- 1837: Anton Höfer, deutscher Lehrer und Kirchenmusiker
- 1839: Friedrich Mohs, deutscher Mineraloge
- 1847: Anton Gottfried Claessen, Weihbischof in Köln
- 1853: Johann Christian Zimmermann, deutscher Oberbergrat und Planer des Ernst-August-Stollens
- 1854: Armand-Jacques-Achille Leroy de Saint-Arnaud, französischer General und Staatsmann, Marschall von Frankreich
- 1858: August Podesta, deutscher Maler und Grafiker

Tokugawa Nariaki († 1860)

- 1860: Tokugawa Nariaki, Daimyo von Mito
- 1864: Carl Wilhelm Asher, deutscher Jurist und Publizist
- 1869: Johann Karl Ulrich Bähr, deutscher Maler und Schriftsteller
- 1869: James P. T. Carter, US-amerikanischer Politiker
- 1874: Wilhelm Amandus Auberlen, württembergischer Lehrer, Musiker und Komponist
- 1875: Jeanette Bürde, österreichische Pianistin, Sängerin und Komponistin
- 1875: Jean-Baptiste Singelée, belgischer Komponist, Violinist und Dirigent
- 1877: Thomas Arbousset, französischer Missionar
- 1877: Charles Deulin, französischer Romancier, Journalist und Theaterkritiker
- 1881: Wilhelm August Kobbé, deutscher Diplomat
- 1881: Jakob Løkke, norwegischer Philologe und Schulbuchautor
- 1887: Bernhard von Langenbeck, deutscher Chirurg, Mitbegründer der Deutschen Gesellschaft für Chirurgie
- 1890: Alphonse Karr, französischer Journalist, Schriftsteller und Satiriker
- 1898: William Kingsford, kanadischer Landvermesser, Journalist und Literat
- 1900: Rudolf Arndt, deutscher Psychiater und Hochschullehrer

### 20. Jahrhundert

#### 1901–1950

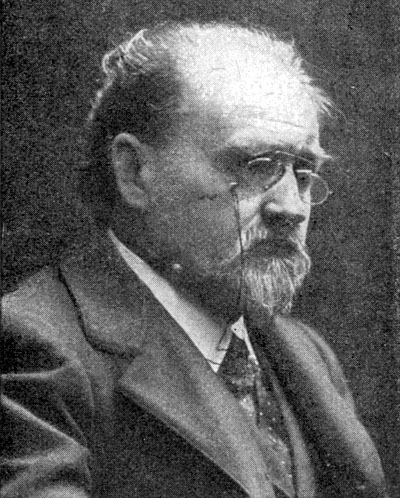
Émile Zola († 1902)

- 1902: Émile Zola, französischer Schriftsteller und Journalist
- 1903ː Marie Geistinger, österreichische Schauspielerin und Sängerin
- 1903ː Henriette von Poschinger, deutsche Glasdesignerin
- 1904: Hugo Knorr, deutscher Maler
- 1904: Friedrich Eduard Krichauff, deutsch-australischer Botaniker und Politiker
- 1908: Machado de Assis, brasilianischer Autor
- 1908: Wilhelm Reiß, deutscher Forschungsreisender und Vulkanologe
- 1911: Julius von Michel, deutscher Augenarzt
- 1912: Franz Skutsch, deutscher Altphilologe

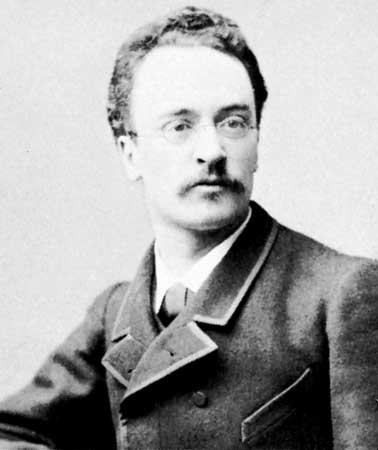
Rudolf Diesel († 1913)

- 1913: Rudolf Diesel, deutscher Ingenieur und Erfinder
- 1914: Maria Atkinson, neuseeländische Frauenrechtlerin
- 1915: Luther Orlando Emerson, US-amerikanischer Komponist
- 1915: Rudi Stephan, deutscher Komponist
- 1923: Juan Bautista Espínola Reyes, dominikanischer Musiker und Komponist
- 1923: Benno Jaffé, deutscher Chemiker, Industrieller und Kommunalpolitiker
- 1923: Walther Penck, deutscher Geowissenschaftler
- 1923: Anton Cyril Stojan, Erzbischof von Olmütz
- 1924: Willy Bardas, österreichischer Pianist und Musikpädagoge

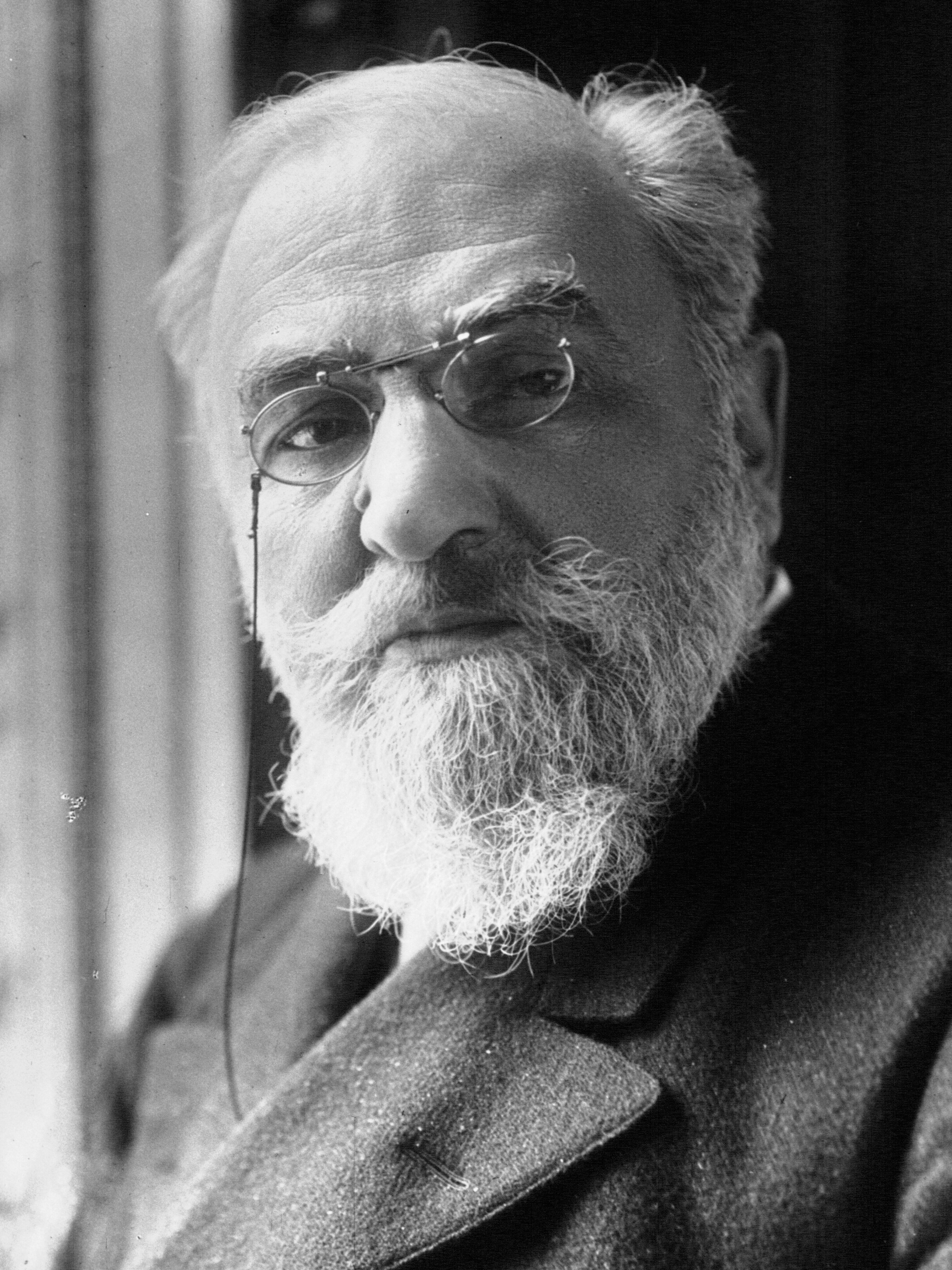
Léon Bourgeois († 1925)

- 1925: Léon Bourgeois, französischer Jurist und erster Präsident des Völkerbundrates
- 1926: Hans Wessely, österreichischer Geiger und Musikpädagoge
- 1927: Arthur Achleitner, deutscher Schriftsteller
- 1928: Ludwig von Pastor, deutsch-österreichischer Historiker
- 1930: Ilja Jefimowitsch Repin, russischer Maler
- 1936: Alfonso Carlos de Borbón, Herzog von San Jaime und Herzog von Anjou
- 1937: Ray Ewry, US-amerikanischer Leichtathlet und Olympiasieger
- 1938ː Therese Renz, deutsche Kunstreiterin, Dompteuse und Zirkusdirektorin
- 1941: Vilmos Aba-Novák, ungarischer Maler
- 1941: Felipe Agoncillo, philippinischer Jurist und Diplomat
- 1941: Friedrich Engel, deutscher Mathematiker
- 1942ː Gertrud Cohn, deutsches Holocaustopfer

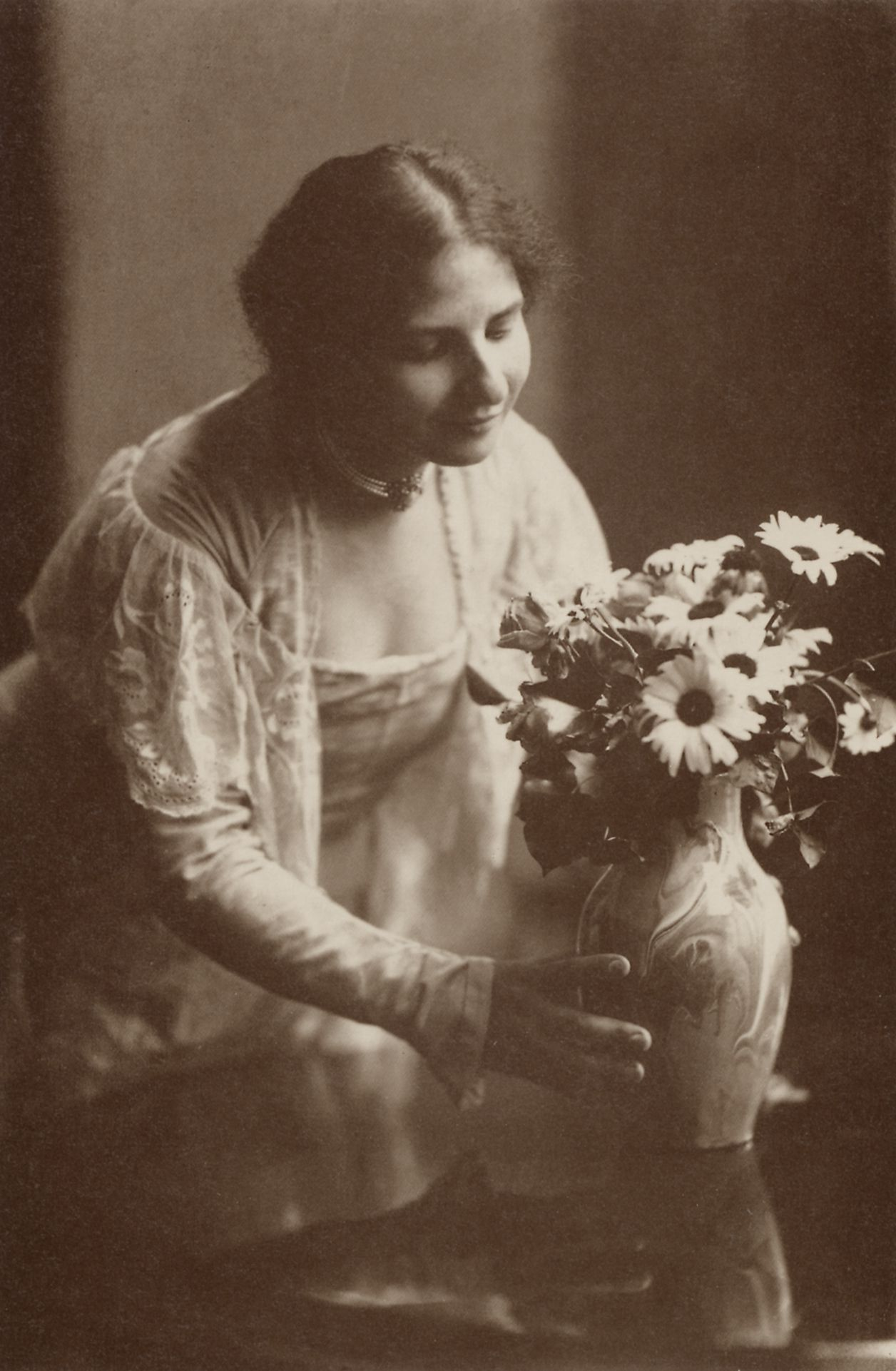
Ida Dehmel († 1942)

- 1942: Ida Dehmel, deutsche Lyrikerin und Frauenrechtlerin
- 1944: Wilhelm Leuschner, deutscher Gewerkschafter, Politiker, MdR und Widerstandskämpfer
- 1944: Wilhelm Graf zu Lynar, deutscher Offizier, Beteiligter am Umsturzversuch vom 20. Juli 1944
- 1945: Norbert von Hannenheim, deutscher Komponist siebenbürgischer Herkunft
- 1947: Johannes Oscar Schubert, deutscher Mathematiker, Physiker, Geodät und Meteorologe
- 1947: Richard Wirth, deutscher Jurist und Patentanwalt
- 1950: Duarte Leite Pereira da Silva, portugiesischer Historiker und Journalist, Diplomat und Regierungschef

#### 1951–2000
- 1951: William MacKey, US-amerikanischer Autorennfahrer
- 1953: Ernst Eschmann, Schweizerischer Schriftsteller

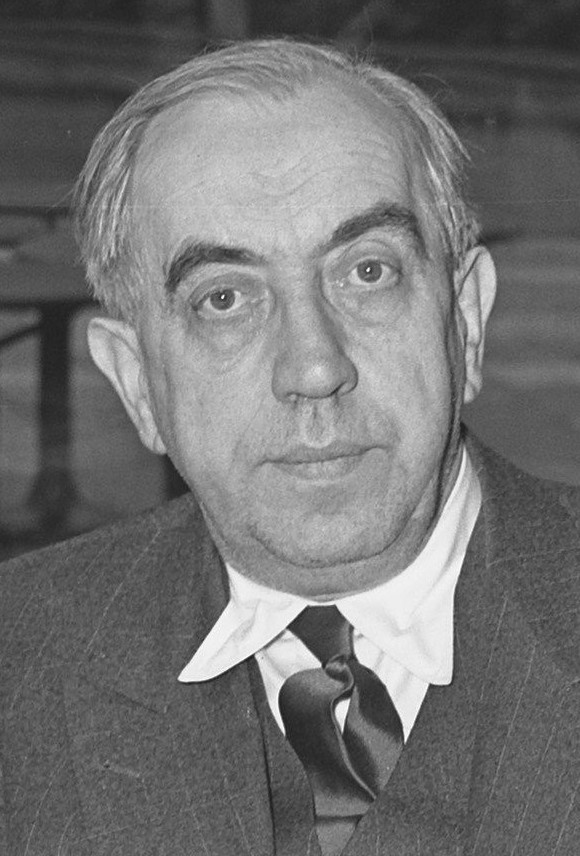
Ernst Reuter († 1953)

- 1953: Ernst Reuter, deutscher Politiker und Kommunalwissenschaftler, Oberbürgermeister West-Berlins
- 1954: Alexander Abascheli, georgisch-sowjetischer Dichter
- 1955: Johann Jakob Ammann, österreichischer Politiker
- 1955: Ernst Wyss, Schweizer Staatsbeamter
- 1956: Anastasio Somoza García, Staatspräsident und Diktator von Nicaraguas
- 1957ː Elisabeth Heyd, deutsche liberale Politikerin des württembergischen Landtages
- 1959: Matthäus Herrmann, deutscher Politiker, MdB
- 1960: Franz Arnold, deutscher Dramatiker
- 1960: Paul Häberlin, Schweizer Philosoph, Psychologe und Pädagoge

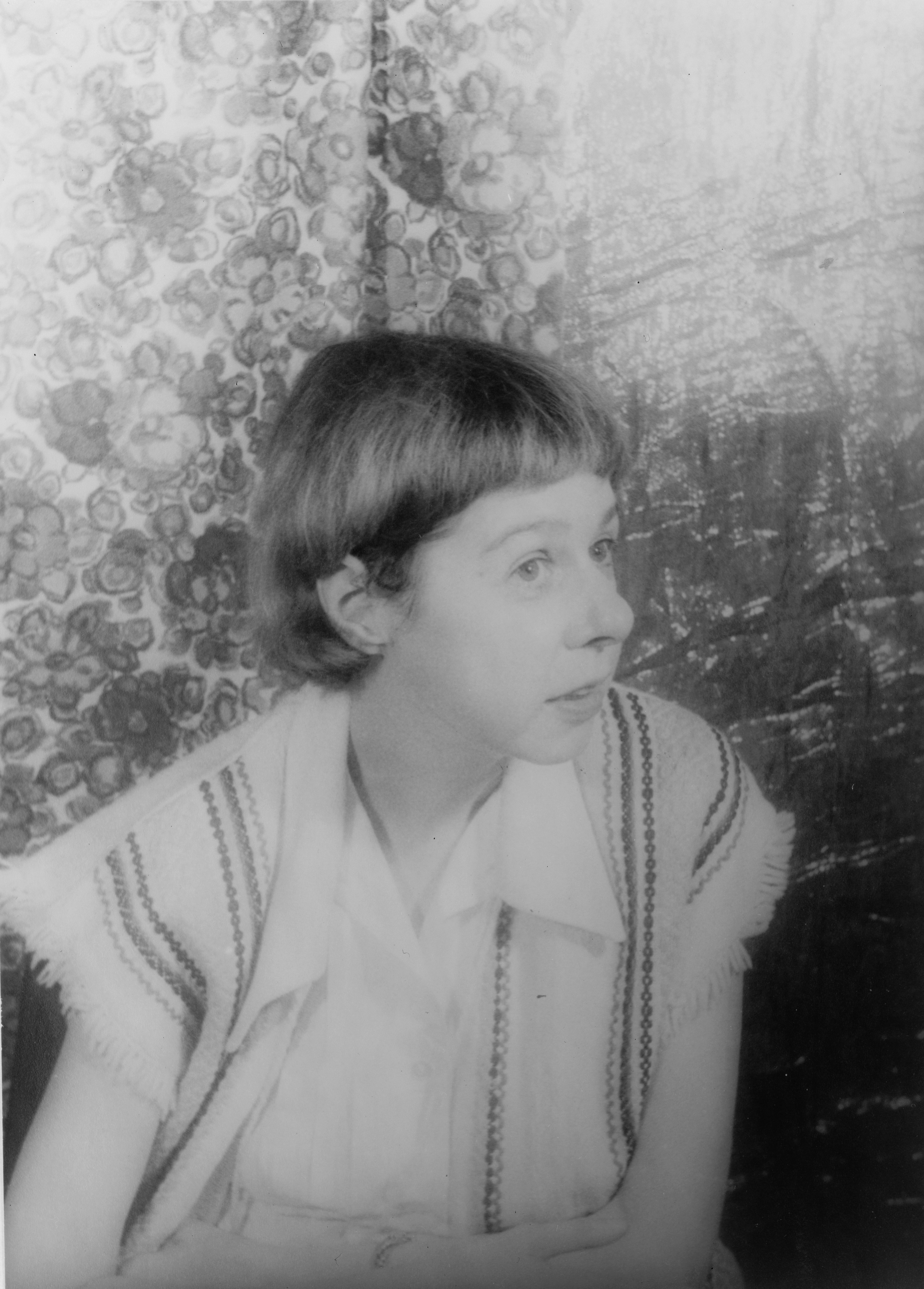
Carson McCullers († 1967)

- 1967: Carson McCullers, US-amerikanische Schriftstellerin
- 1968: Paul Radmilovic, britischer Wasserballer und Schwimmer
- 1969: Andrej Stojanov, bulgarischer Komponist, Pianist und Musikpädagoge
- 1970: Hans Aufricht-Ruda, deutsch-US-amerikanischer Schriftsteller und Psychotherapeut
- 1971: Walter Bartram, deutscher Politiker, Ministerpräsident von Schleswig-Holstein
- 1973: W. H. Auden, britischer Schriftsteller
- 1976: Nikolaos P. Andriotis, griechischer Sprachwissenschaftler und Neogräzist
- 1977: Hans Habe, deutscher Journalist, Schriftsteller und Drehbuchautor
- 1977: Alexander Nikolajewitsch Tscherepnin, russischer Komponist

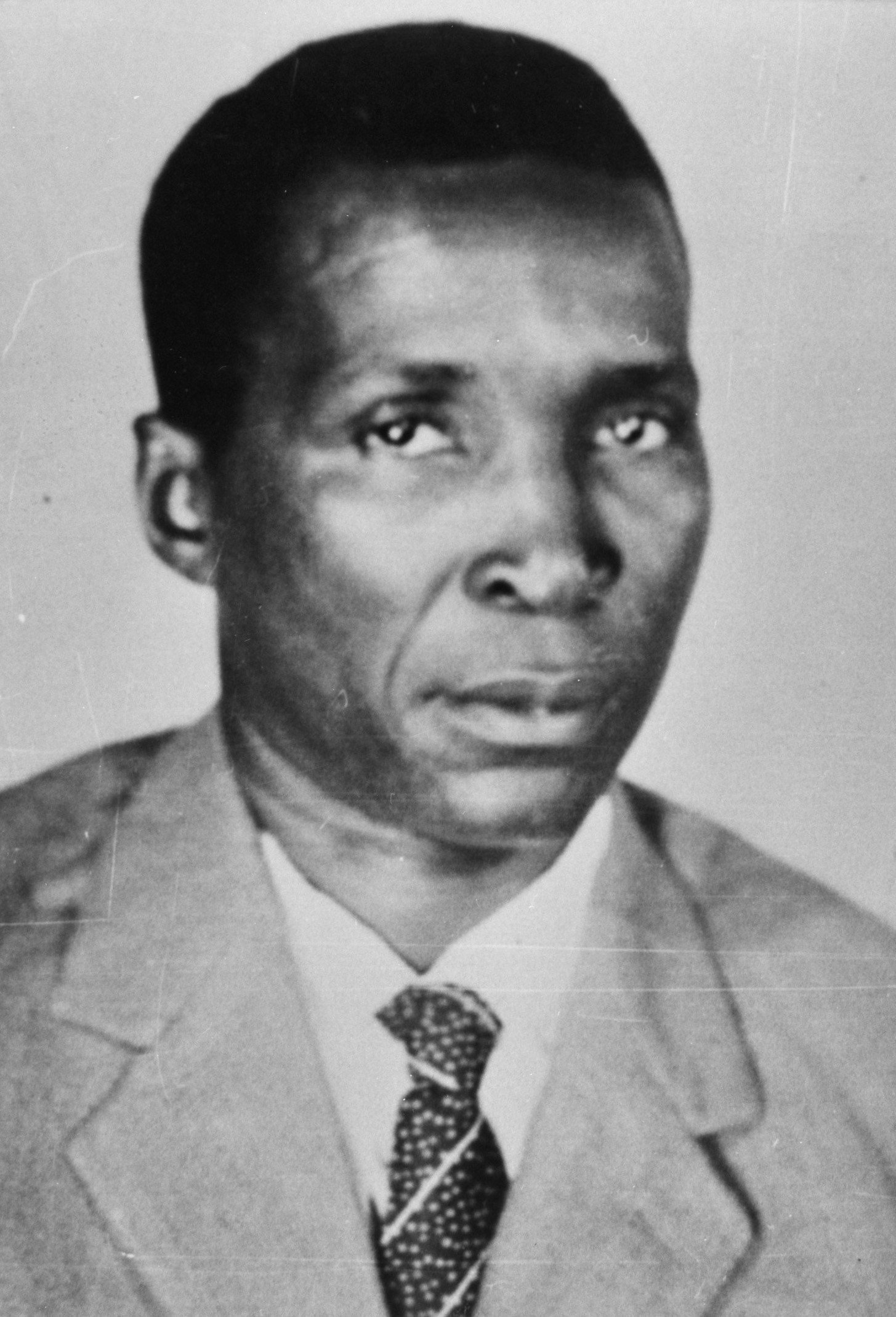
Francisco Macías Nguema († 1979)

- 1979: Francisco Macías Nguema, erster Präsident von Äquatorialguinea
- 1979: Iwan Wyschnegradsky, russisch-französischer Komponist
- 1980: Bindo Maserati, italienischer Ingenieur, Unternehmer und Automobilrennfahrer
- 1982: Lucy Griffiths, britische Schauspielerin
- 1982: Franz Seume, deutscher Politiker, MdB
- 1983: Pierre Arraut, französischer Politiker
- 1984: Wilhelm Adams, deutscher Dirigent, Chorleiter und Komponist
- 1986: Helmut Qualtinger, österreichischer Schauspieler und Schriftsteller, Kabarettist und Rezitator
- 1987: Henry Ford II, US-amerikanischer Unternehmer, Präsident der Ford Motor Company
- 1988: Charles Addams, US-amerikanischer Cartoonist
- 1990: Volodymyr Malanczuk, ukrainischer Bischof
- 1995: Gerd Bucerius, deutscher Verleger und Politiker

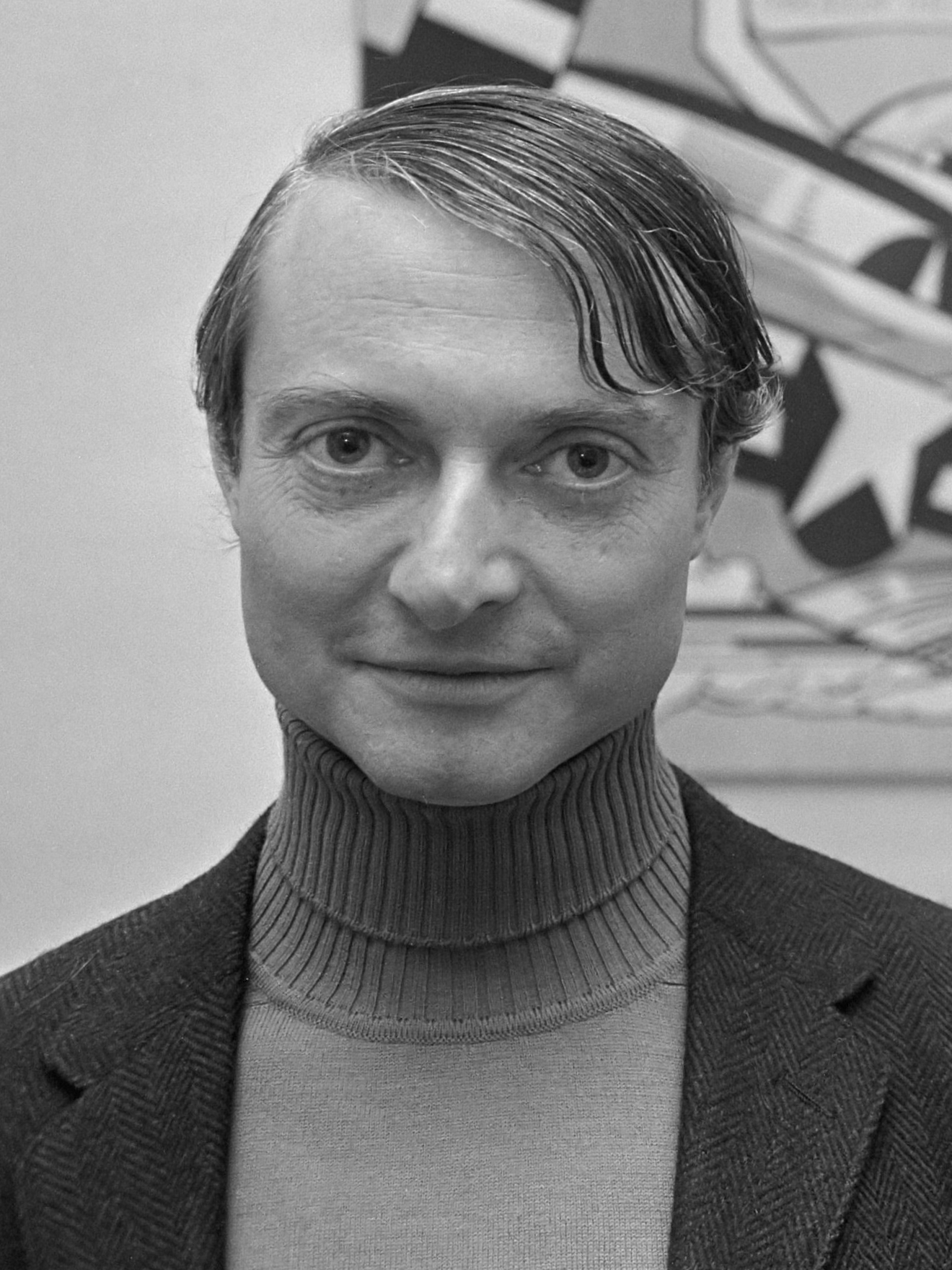
Roy Lichtenstein († 1997)

- 1997: Roy Lichtenstein, US-amerikanischer Lehrer und Künstler der Pop-Art
- 1997: Fjodor Sacharowitsch Sacharow, russisch-ukrainischer Maler
- 1998: Mario Cavagnaro, peruanischer Singer-Songwriter
- 1998: Paul Keller, Schweizer Autorennfahrer
- 1999: Johannes Gross, deutscher Publizist und Korrespondent, Chefredakteur und Herausgeber
- 1999: Paul Kamer, Schweizer katholischer Geistlicher, Lehrer und Bühnenautor

### 21. Jahrhundert
- 2001: Andrzej Szewczyk, polnischer Maler und Bildhauer
- 2002: Hans-Georg Stümke, 	deutscher LGBT-Aktivist
- 2003: Wesley Tuttle, US-amerikanischer Country-Musiker
- 2004: Alberto Camenzind, Schweizer Architekt
- 2004: August Lang, deutscher Politiker, Minister von Bayern
- 2004: Christer Pettersson, schwedischer Kleinkrimineller, Hauptverdächtiger im Mordfall Olof Palme
- 2004: Theophil Rothenberg, deutscher Kirchenmusiker, Lektor und Dozent
- 2004: Richard Sainct, französischer Motorradrennfahrer
- 2004: Thure von Uexküll, deutscher Arzt
- 2004: Heinz Wallberg, deutscher Dirigent

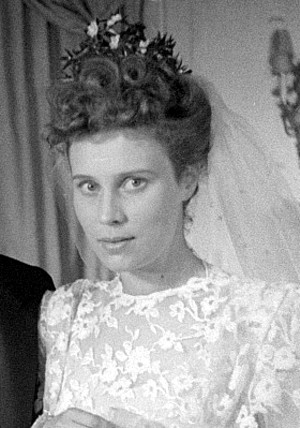
Antje Weisgerber († 2004)

- 2004: Antje Weisgerber, deutsche Schauspielerin
- 2005: Ivar Karl Ugi, deutsch-estnischer Chemiker
- 2005: Rolf Winter, deutscher Journalist
- 2006: Jan Werner Danielsen, norwegischer Sänger
- 2006: Louis-Albert Vachon, kanadischer Theologe, Erzbischof von Quebec und Kardinal
- 2007: Lois Maxwell, kanadische Schauspielerin
- 2007: Gyula Zsivótzky, ungarischer Leichtathlet und Olympiasieger
- 2008: Joachim Goldbach, deutscher Generaloberst
- 2009: Pawel Romanowitsch Popowitsch, sowjetischer Kosmonaut
- 2009ː Annelore Zückert, österreichische Skirennläuferin

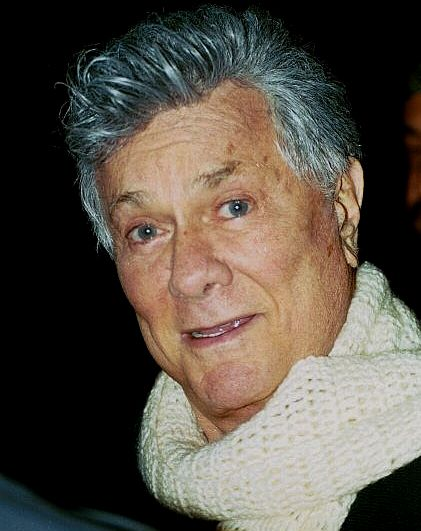
Tony Curtis († 2010)

- 2010: Tony Curtis, US-amerikanischer Filmschauspieler
- 2011: Hella Haasse, niederländische Schriftstellerin
- 2011: Wolfgang Stribrny, deutscher Historiker
- 2012: Edgar Külow, deutscher Kabarettist, Schauspieler, Synchronsprecher und Autor
- 2012: Arthur Ochs Sulzberger, US-amerikanischer Zeitungsverleger
- 2013: L. C. Greenwood, US-amerikanischer American-Football-Spieler
- 2013: Yamazaki Toyoko, japanische Schriftstellerin
- 2014: Miguel Boyer, spanischer Politiker
- 2014: Cláudia Sousa, portugiesische Biologin und Primatologin
- 2015: Hellmuth Karasek, deutscher Journalist, Kritiker und Schriftsteller
- 2015: Phil Woods, US-amerikanischer Jazzmusiker
- 2016: Cheng Yu-tung, chinesischer Unternehmer

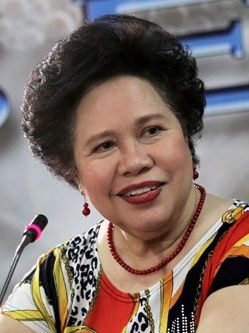
Miriam Defensor Santiago († 2016)

- 2016: Miriam Defensor Santiago, philippinische Politikerin
- 2017: Lorenz Funk senior, deutscher Eishockeyspieler
- 2017: Horst Schad, deutscher Fußball- und Tennisspieler
- 2018: Lewis Elton, britischer Bildungsforscher
- 2018: Otis Rush, US-amerikanischer Bluesmusiker
- 2019: Heinz Keller, Schweizer Künstler
- 2019: Rudolf Stephan, deutscher Musikwissenschaftler
- 2020: Hans Rudolf Güdemann, deutscher Architekt und Stadtplaner
- 2020: Sabah al-Ahmad al-Dschabir as-Sabah, kuwaitischer Emir
- 2020: Isidora Žebeljan, serbische Komponistin
- 2021: Hans Juvancic, österreichischer Politiker (SPÖ) und Manager
- 2021: Bronius Kutavičius, litauischer Komponist
- 2022: Kathleen Booth, britische Informatikerin und Mathematikerin
- 2022: Paul Veyne, französischer Historiker und Essayist

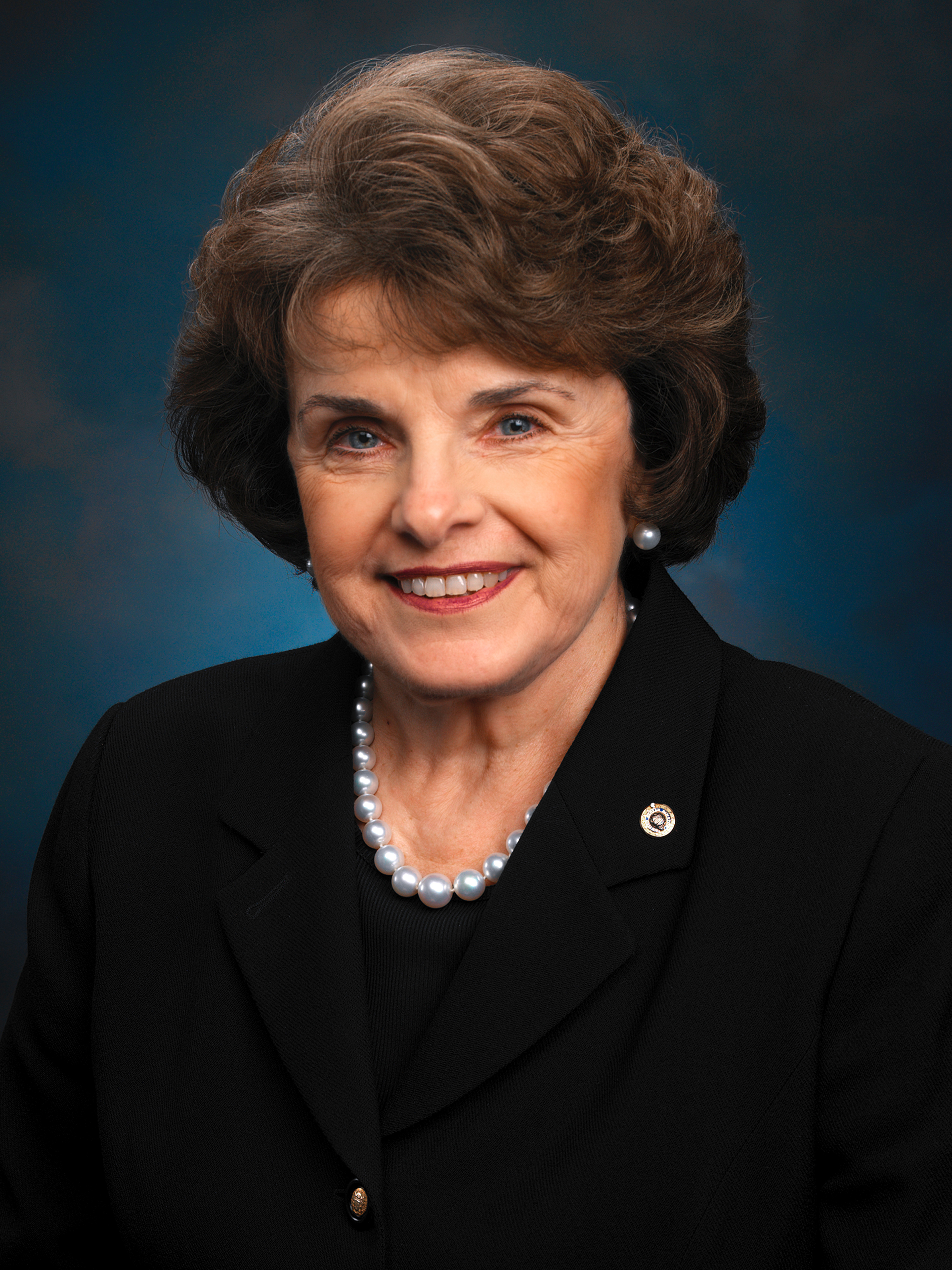
Dianne Feinstein († 2023)

- 2023: Dianne Feinstein, US-amerikanische Politikerin
- 2023: Herbert W. Liaunig, österreichischer Unternehmer und Kunstsammler
- 2024ː Stojka Milanowa, bulgarische Violinistin
- 2024: Christa Milke, deutsche Autorin und Künstlerin

## Feier- und Gedenktage
- Kirchliche Gedenktage
  - Hl. Michael, Erzengel und deutscher Schutzpatron, Gedenktag aller Engel (evangelisch, anglikanisch, römisch-katholisch)
- Namenstage
  - Gabriel, Gabriele, Maik, Michael, Michaela, Raphael, Raphaela

Weitere Einträge enthält die Liste von Gedenk- und Aktionstagen.